# Liste des épisodes de Doctor Who (2005-2022)
Cet article concerne les épisodes diffusés de 2005 à 2022. Pour ceux diffusés entre 1963 et 1989, voir Liste des épisodes de Doctor Who (1963-1989). Pour ceux diffusés depuis 2023, voir Liste des épisodes de Doctor Who (depuis 2023).
Cet article présente la liste des épisodes de la série télévisée britannique Doctor Who de 2005 à 2022.
Doctor Who est une série de science-fiction produite et diffusée par la BBC depuis 1963. La première série, diffusée jusqu'en 1989, est suivie par un téléfilm en 1996. Près de dix ans plus tard, en 2005, la série fait l'objet d'un renouvellement en une deuxième série, mais également une continuité en 2023 avec l'arrivée de Disney+ dans la production de la série, toujours diffusée à ce jour. Les deux périodes représentent près de 900 épisodes, faisant de Doctor Who la série de science-fiction la plus longue de l'histoire de la télévision.
La série a la particularité d'avoir un seul personnage principal, Le Docteur, interprété par seize acteurs à ce jour. Cela s'explique par sa capacité à se régénérer, avec presque à chaque fois un corps différent. Au cours des premières saisons, les intrigues étaient liées les unes aux autres, elles-mêmes composées de plusieurs épisodes. La nouvelle série a choisi un format plus traditionnel d'épisodes uniques, les arcs narratifs s'articulant occasionnellement en histoires en plusieurs parties.
En raison de procédures en vigueur par la BBC dans les années 1970, 97 épisodes diffusés dans les années 1960 ont disparu, résultant en pas moins de 26 histoires incomplètes, bien que tous les enregistrements audios soient toujours disponibles et que certaines histoires aient été restaurées.
La liste suivante est classée par ordre chronologique, séparée en trois séries, la classique (1963-1989), la New Who (2005-2022) et celle du Whoniverse (depuis 2023), et divisée selon l'identité du Docteur, les saisons, le nombre d'arcs, d'épisodes et d'histoires par saisons. Le numéro de la première colonne est utilisée ici pour servir de guide général sur l'ensemble de la série depuis ses débuts. L'ère du Huitième Docteur ne faisant partie ni de l'ère classique ou de la New Who, l'option de la positionner à part permet de mieux voir ses deux uniques apparitions en tant que Docteur principale de l'histoire.

## Résumé
| N°  | Saison            | Saison | Acteur           | Arcs  | Hist.   | Ep.       | Diffusion |
| --- | ----------------- | ------ | ---------------- | ----- | ------- | --------- | --------- |
| 1er |                   | 1      | William Hartnell | 8     | 1-8     | 42        | 1963-1964 |
| 1er |                   | 2      | William Hartnell | 9     | 9-17    | 39        | 1964-1965 |
| 1er |                   | 3      | William Hartnell | 10    | 18-27   | 45        | 1965-1966 |
| 1er |                   | 4(a)   | William Hartnell | 2     | 28-29   | 8         | 1966      |
| 2e  | Patrick Troughton | 4(a)   | 7                | 30-36 | 35      | 1966-1967 |           |
| 2e  | Patrick Troughton |        | 5                | 7     | 37-43   | 40        | 1967-1968 |
| 2e  | Patrick Troughton |        | 6                | 7     | 44-50   | 44        | 1968-1969 |
| 3e  |                   | 7      | Jon Pertwee      | 4     | 51-54   | 25        | 1970      |
| 3e  |                   | 8      | Jon Pertwee      | 5     | 55-59   | 25        | 1971      |
| 3e  |                   | 9      | Jon Pertwee      | 5     | 60-64   | 26        | 1972      |
| 3e  |                   | 10     | Jon Pertwee      | 5     | 65-69   | 26        | 1972-1973 |
| 3e  |                   | 11     | Jon Pertwee      | 5     | 70-74   | 26        | 1973-1974 |
| 4e  |                   | 12     | Tom Baker        | 5     | 75-79   | 20        | 1974-1975 |
| 4e  |                   | 13     | Tom Baker        | 6     | 80-85   | 26        | 1975-1976 |
| 4e  |                   | 14     | Tom Baker        | 6     | 86-91   | 26        | 1976-1977 |
| 4e  |                   | 15     | Tom Baker        | 6     | 92-97   | 26        | 1977-1978 |
| 4e  |                   | 16     | Tom Baker        | 6     | 98-103  | 26        | 1978-1979 |
| 4e  |                   | 17     | Tom Baker        | 5     | 104-108 | 20        | 1979-1980 |
| 4e  | Shada(b)          | 1      | Tom Baker        | —     | 6       | Annulé    |           |
| 4e  |                   | 18     | Tom Baker        | 7     | 109-115 | 28        | 1980-1981 |
| 5e  |                   | 19     | Peter Davison    | 7     | 116-122 | 26        | 1982      |
| 5e  |                   | 20     | Peter Davison    | 6     | 123-128 | 22        | 1983      |
| 5e  | Spécial(c)        | 1      | Peter Davison    | 129   | 1       |           | 1983      |
| 5e  |                   | 21(d)  | Peter Davison    | 6     | 130-135 | 20        | 1984      |
| 6e  | Colin Baker       | 21(d)  | 1                | 136   | 4       |           | 1984      |
| 6e  | Colin Baker       |        | 22               | 6     | 137-142 | 13        | 1985      |
| 6e  | Colin Baker       |        | 23               | 4     | 143     | 14        | 1986      |
| 7e  |                   | 24     | Sylvester McCoy  | 4     | 144-147 | 14        | 1987      |
| 7e  |                   | 25     | Sylvester McCoy  | 4     | 148-151 | 14        | 1988-1989 |
| 7e  |                   | 26     | Sylvester McCoy  | 4     | 152-155 | 14        | 1989      |

| N° | Saison | Saison      | Acteur      | Arc | Hist. | Ep. | Diffusion |
| -- | ------ | ----------- | ----------- | --- | ----- | --- | --------- |
| 8e |        | Téléfilm(e) | Paul McGann | 1   | 156   | 1   | 1996      |
| 8e |        | Minisode(f) | Paul McGann | 1   | —     | 1   | 2013      |

| N°  | Saison | Saison   | Acteur                | Arcs | Hist.   | Ep. | Diffusion |
| --- | ------ | -------- | --------------------- | ---- | ------- | --- | --------- |
| 9e  |        | 1 (27)   | Christopher Eccleston | 10   | 157-166 | 13  | 2005      |
| 10e |        | 2 (28)   | David Tennant         | 11   | 167-177 | 14  | 2005-2006 |
| 10e |        | 3 (29)   | David Tennant         | 10   | 178-187 | 14  | 2006-2007 |
| 10e |        | 4 (30)   | David Tennant         | 11   | 188-198 | 14  | 2007-2008 |
| 10e |        | Spéciaux | David Tennant         | 4    | 199-202 | 5   | 2008-2010 |
| 11e |        | 5 (31)   | Matt Smith            | 10   | 203-212 | 13  | 2010      |
| 11e |        | 6 (32)   | Matt Smith            | 12   | 213-224 | 14  | 2010-2011 |
| 11e |        | 7 (33)   | Matt Smith            | 15   | 225-239 | 15  | 2011-2013 |
| 11e |        | Spéciaux | Matt Smith            | 2    | 240-241 | 2   | 2013      |
| 12e |        | 8 (34)   | Peter Capaldi         | 11   | 242-252 | 12  | 2014      |
| 12e |        | 9 (35)   | Peter Capaldi         | 11   | 253-263 | 14  | 2014-2015 |
| 12e |        | 10 (36)  | Peter Capaldi         | 13   | 264-276 | 14  | 2016-2017 |
| 13e |        | 11 (37)  | Jodie Whittaker       | 11   | 277-287 | 11  | 2018-2019 |
| 13e |        | 12 (38)  | Jodie Whittaker       | 9    | 288-296 | 11  | 2020-2021 |
| 13e |        | 13 (39)  | Jodie Whittaker       | 1    | 297     | 6   | 2021      |
| 13e |        | Spéciaux | Jodie Whittaker       | 3    | 298-300 | 3   | 2022      |

| N°  | Saison | Saison   | Acteur        | Arcs | Hist.   | Ep. | Diffusion |
| --- | ------ | -------- | ------------- | ---- | ------- | --- | --------- |
| 14e |        | Spéciaux | David Tennant | 3    | 301-303 | 3   | 2023      |
| 15e |        | 1 (40)   | Ncuti Gatwa   | 8    | 304-311 | 9   | 2023-2024 |
| 15e |        | 2 (41)   | Ncuti Gatwa   | 8    | 312-319 | 9   | 2024-2025 |
| ?   |        | 3 (42)   | Billie Piper  | —    | —       | —   | —         |
| ?   | 4 (43) |          | Billie Piper  | —    | —       | —   | —         |

- (a) Le Premier Docteur se régénère lors de l'arc The Tenth Planet. Le Deuxième Docteur prend le relai à partir du 3e arc The Power of the Daleks.
- (b) La Saison 17 possède un arc annulé du nom de Shada qui devait contenir 6 épisodes.
- (c) La Saison 20 possède un épisode spécial à l'occasion du 20e Anniversaire appelé The Five Doctors.
- (d) Le Cinquième Docteur se régénère lors du 6e arc The Caves of Androzani. Le Sixième Docteur n'apparait que pour l'ultime arc de la saison appelée The Twin Dilemma.
- (e) Le Septième Docteur apparait seulement lors des premières minutes du film avant de rapidement passer le relai au Huitième Docteur.
- (f) Le Huitième Docteur apparait dans le minisode The Night of the Doctor à l'occasion du 50e Anniversaire de la série.

## Contexte
En 2005, la BBC relance la série Doctor Who après une absence de diffusion de 16 ans car le dernier épisode remontait à décembre 1989, avec Russell T Davies, Julie Gardner et Mal Young comme producteurs exécutifs, Phil Collinson comme producteur, et Christopher Eccleston reprenant le rôle du Docteur (il devient ainsi le Neuvième Docteur).
Bien que la seconde série soit la suite de l'ancienne ainsi que la suite du film Le Seigneur du Temps sortit en 1996 et respecte la continuité, le format a quelque peu changé. Au lieu d'épisodes courts de 25 minutes formant des histoires de 4, 6 ou même 12 épisodes, chaque saison comprend désormais 13 épisodes de 45 minutes dont la plupart forment une histoire indépendante. Un épisode un peu plus long est diffusé le jour de Noël. À partir de 2018, lors de la diffusion de la saison 11, la durée des épisodes est montée à 50 minutes mais raccourcissant le nombre d'épisode par saisons à 10. Un épisode plus long est diffusé lors du Nouvel An 2019, 2021 et 2022 en remplacement aux épisodes de Noël. La saison 13, quant à elle, possède un rythme particulier car elle est une seule histoire divisé en 6 épisodes (sachant que le nombre d'épisodes a été encore plus réduit à cause du Covid). Après le rachat des droits de diffusions et de productions par Disney+, les prochaines saisons seront composés de 8 épisodes avec 1 épisode spécial Noël.
La numérotation des saisons reprend depuis 1. La série est diffusée au format 16/9. En France, la seconde série est diffusée sur France 4 puis rediffusée sur SYFY à partir du 19 mai 2019, puis a été reprogrammé en 2020 sur NRJ12 jusqu'en 2022.

## Neuvième Docteur(2005)

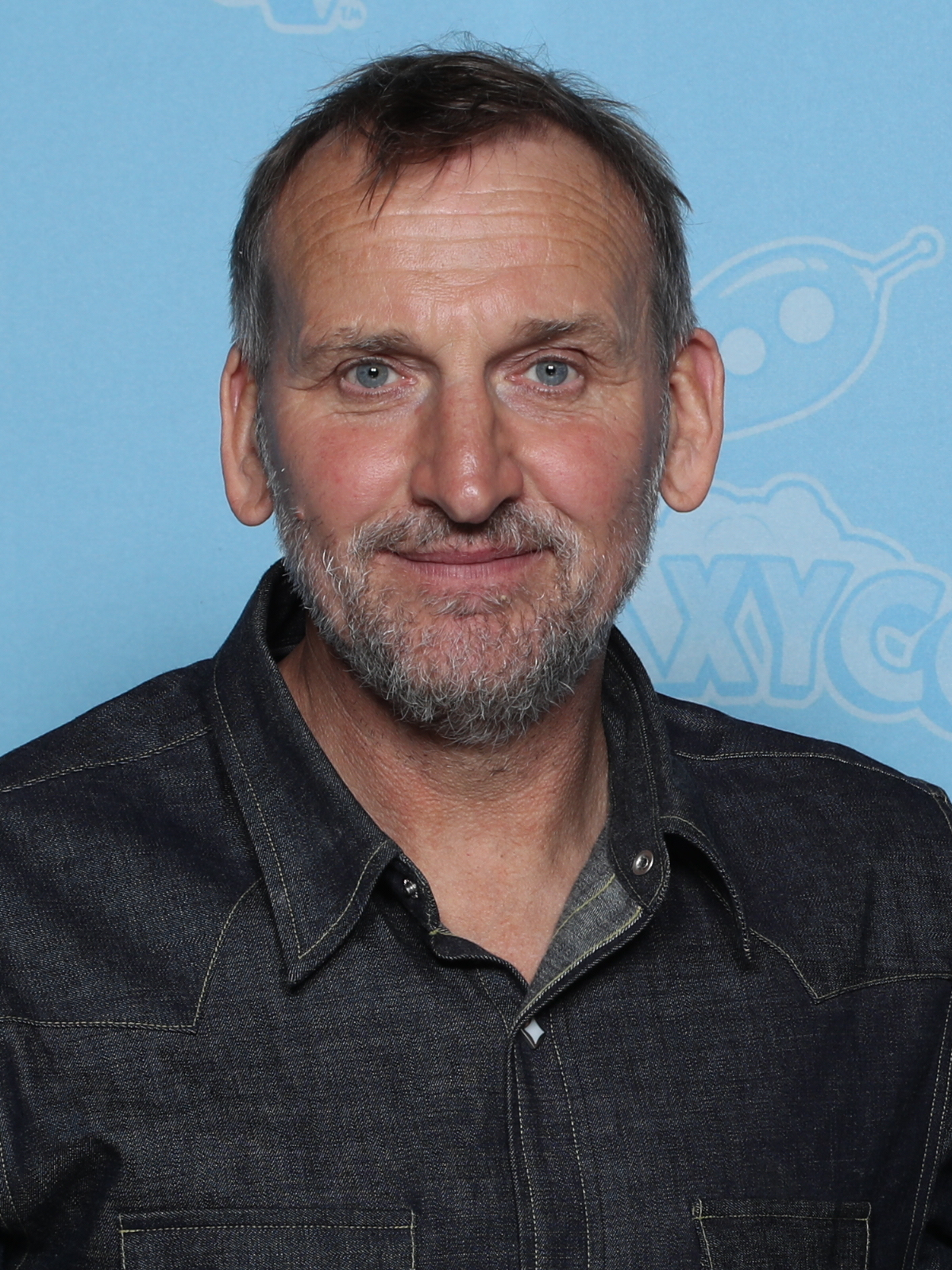
Christopher Eccleston, interprète du Neuvième Docteur

Le 22 mars 2004, Christopher Eccleston est annoncé pour interpréter le Neuvième Docteur dans la série Doctor Who pour un retour en 2005 après s'être arrêté en 1989 après 26 saisons. Ce reboot remet le compte des saisons à zéro et met en place le principe de fils rouges par saisons.
Le 30 mars 2004, il est annoncé que Christopher Eccleston ne restera pas après la Saison 1, faisant de lui l'un des Docteurs à être resté le moins longtemps avec seulement 13 épisodes au total.

### 1reSaison(2005)

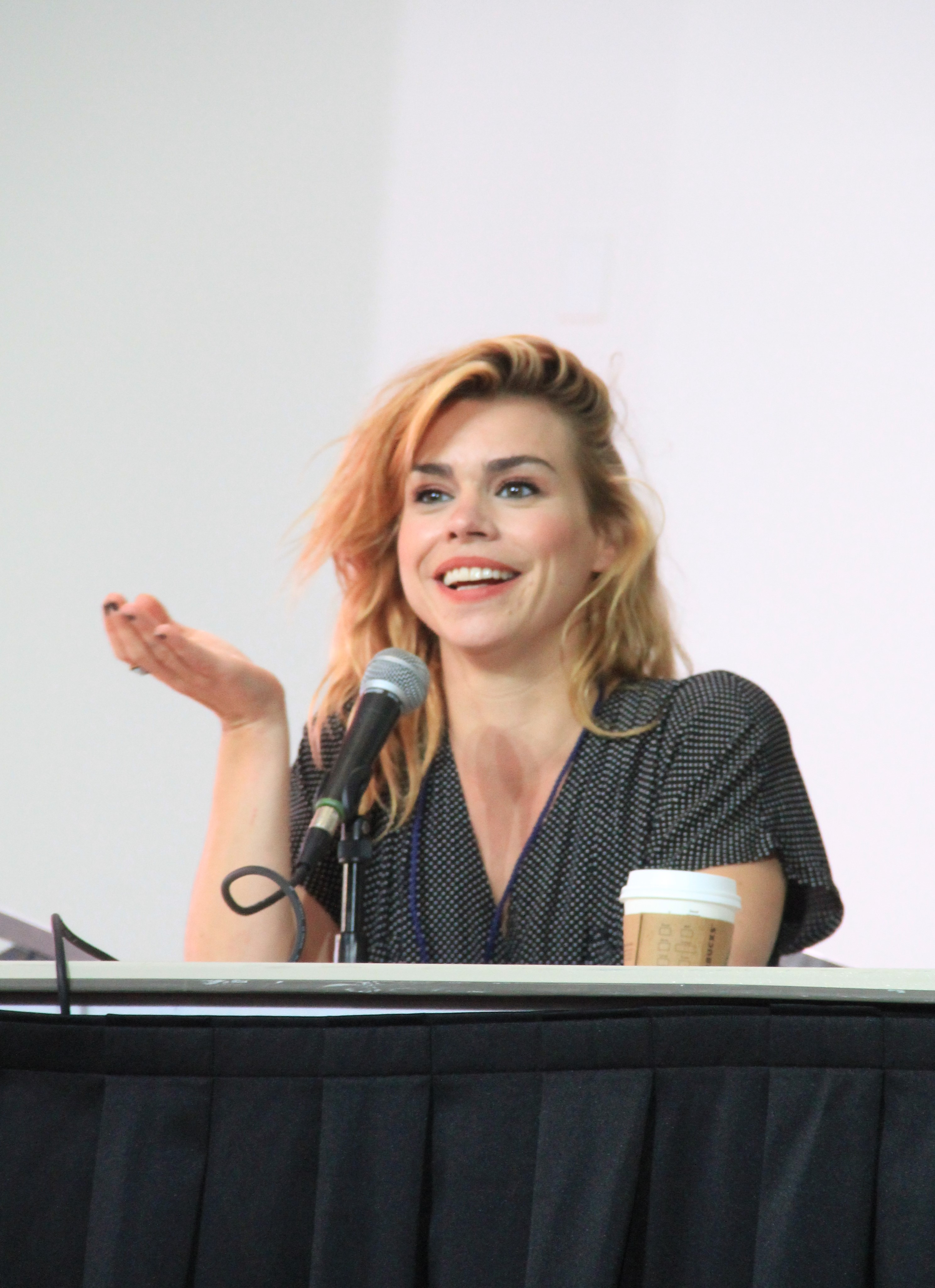
Billie Piper, interprète de Rose Tyler

Avec une diffusion prévue pour le 26 mars 2005, cette saison marque le grand retour de la série Doctor Who avec un nombre d'épisodes par saison s'élevant à 13 de 45 minutes chacun. Le Neuvième Docteur, présent uniquement cette saison, sera accompagné de Rose Tyler, interprétée par Billie Piper.
De nombreux personnages récurrents sont également présentés lors de cette saison tel que, Harriet Jones (Penelope Wilton), Mickey Smith (Noel Clarke), Jackie Tyler (Camille Coduri) ainsi que Jack Harkness (John Barrowman).
Avec l'arrivée d'une nouvelle saison, viens l'arrivée des fils rouges ou arc narratif par saisons. Ici, la menace "Bad Wolf" (Méchant Loup en VF) qui semble être une entité poursuivant le Docteur et Rose à travers l'espace et le temps.
Cette saison voit également le retour des Daleks ainsi que l'Empereur des Daleks dont la dernière apparition remonte à Remembrance of the Daleks (1988).
| N°  | Part. | Titre original          | Titre français            | Scénario         | Réalisation | Première diffusion au Royaume-Uni | Première diffusion en France (Sur France 4) | Code | Audience (en millions) |
| --- | ----- | ----------------------- | ------------------------- | ---------------- | ----------- | --------------------------------- | ------------------------------------------- | ---- | ---------------------- |
| 157 | 1     | Rose                    | Rose                      | Russell T Davies | Keith Boak  | 26 mars 2005                      | 5 novembre 2005                             | 1.1  | 10.81                  |
| 158 | 2     | The End of the World    | La Fin du monde           | Russell T Davies | Euros Lyn   | 2 avril 2005                      | 5 novembre 2005                             | 1.2  | 7.97                   |
| 159 | 3     | The Unquiet Dead        | Des morts inassouvis      | Mark Gatiss      | Euros Lyn   | 9 avril 2005                      | 12 novembre 2005                            | 1.3  | 8.86                   |
| 160 | 4     | Aliens of London        | L'Humanité en péril       | Russell T Davies | Keith Boak  | 16 avril 2005                     | 12 novembre 2005                            | 1.4  | 7.63                   |
| 160 | 5     | World War Three         | Troisième Guerre mondiale | Russell T Davies | Keith Boak  | 23 avril 2005                     | 19 novembre 2005                            | 1.5  | 7.98                   |
| 161 | 6     | Dalek                   | Dalek                     | Robert Shearman  | Joe Ahearne | 30 avril 2005                     | 19 novembre 2005                            | 1.6  | 8.63                   |
| 162 | 7     | The Long Game           | Un jeu interminable       | Russell T Davies | Brian Grant | 7 mai 2005                        | 26 novembre 2005                            | 1.7  | 8.01                   |
| 163 | 8     | Father's Day            | Fêtes des pères           | Paul Cornell     | Joe Ahearne | 14 mai 2005                       | 26 novembre 2005                            | 1.8  | 8.06                   |
| 164 | 9     | The Empty Child         | Drôle de mort             | Steven Moffat    | James Hawes | 21 mai 2005                       | 3 décembre 2005                             | 1.9  | 7.11                   |
| 164 | 10    | The Doctor Dances       | Le Docteur danse          | Steven Moffat    | James Hawes | 28 mai 2005                       | 3 décembre 2005                             | 1.10 | 6.86                   |
| 165 | 11    | Boom Town               | L'Explosion de Cardiff    | Russell T Davies | Joe Ahearne | 4 juin 2005                       | 10 décembre 2005                            | 1.11 | 7.68                   |
| 166 | 12    | Bad Wolf                | Le Grand Méchant Loup     | Russell T Davies | Joe Ahearne | 11 juin 2005                      | 10 décembre 2005                            | 1.12 | 6.81                   |
| 166 | 13    | The Parting of the Ways | À la croisée des chemins  | Russell T Davies | Joe Ahearne | 18 juin 2005                      | 17 décembre 2005                            | 1.13 | 6.91                   |

## Dixième Docteur(2005-2010)
Une deuxième saison est finalement commandée avant même la diffusion de la première. Ce n'est autre que l'acteur David Tennant qui se voit attribuer le rôle du Dixième Docteur en remplacement de Christopher Eccleston, ayant annoncé son intention de quitter la série, en mauvais termes avec l'équipe de production.
Après sa rapide apparition à la fin de l'épisode À la croisée des chemins (Saison 1) et avant d'apparaître dans l'épisode L'Invasion de Noël, il a eu droit à un court épisode diffusé pendant le Children In Need le 18 novembre 2005 nommé Doctor Who : Born Again où ce dernier découvre son nouveau corps après sa régénération avant de retourner sur Terre.

### 2eSaison(2005-2006)

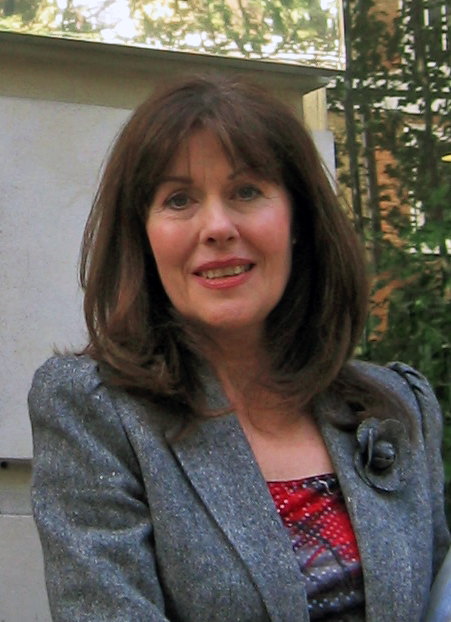
Elisabeth Sladen, interprète de Sarah Jane Smith

Institut Torchwood

Après Bad Wolf, le Docteur et Rose, parfois accompagné de Mickey Smith, font face à l'institut Torchwood qui a été créé par la Reine Victoria dans l'épisode Un loup-garou royal alors que l'institut a déjà été mentionné dans l'épisode Le Grand Méchant Loup (Saison 1).
L'épisode L'École des retrouvailles met en avant le retour de Sarah Jane Smith, interprétée par Elisabeth Sladen, compagnon du Troisième et Quatrième Docteur, qui était partie de la série après l'épisode The Hand of Fear (1976), malgré une réapparition dans l'épisode spécial 20 ans The Five Doctors (1983) et lors du crossover spécial 30 ans Dimensions in Time (1993), mais également le retour de K9, chien robot de compagnie au Quatrième Docteur que Sarah Jane a reçu en cadeau lors du spin-off K-9 and Company qui n'a malheureusement pas rencontré son public et a été annulé après 1 épisode.
Après une dernière apparition dans l'épisode Silver Nemesis (1988), les Cybermen font leur grand retour durant le double épisode Le Règne des Cybermen, première partie et deuxième partie et également durant le final de la saison.
Cette saison marque le départ du personnage de Rose Tyler après l'épisode Adieu Rose. Dans ce même épisode, l'actrice Catherine Tate fait son apparition en tant qu'une mariée avant de revenir dans l'épisode spécial Noël Le Mariage de Noël.
| N°      | Part.   | Titre original                                     | Titre français                    | Scénario         | Réalisation   | Première diffusion au Royaume-Uni | Première diffusion en France | Code    | Audience (en millions) |
| Spécial | Spécial | Spécial                                            | Spécial                           | Spécial          | Spécial       | Spécial                           | Spécial                      | Spécial | Spécial                |
| ------- | ------- | -------------------------------------------------- | --------------------------------- | ---------------- | ------------- | --------------------------------- | ---------------------------- | ------- | ---------------------- |
| 167     | 0       | The Christmas Invasion (Épisode de Noël de 60 min) | L'Invasion de Noël                | Russell T Davies | James Hawes   | 25 décembre 2005                  | 25 décembre 2006             | 2X      | 9.84                   |
| Saison  |         |                                                    |                                   |                  |               |                                   |                              |         |                        |
| 168     | 1       | New Earth                                          | Une nouvelle Terre                | Russell T Davies | James Hawes   | 15 avril 2006                     | 4 janvier 2007               | 2.1     | 8.62                   |
| 169     | 2       | Tooth and Claw                                     | Un loup-garou royal               | Russell T Davies | Euros Lyn     | 22 avril 2006                     | 4 janvier 2007               | 2.2     | 9.24                   |
| 170     | 3       | School Reunion                                     | L'École des retrouvailles         | Toby Whithouse   | James Hawes   | 29 avril 2006                     | 4 janvier 2007               | 2.3     | 8.31                   |
| 171     | 4       | The Girl in the Fireplace                          | La Cheminée des temps             | Steven Moffat    | Euros Lyn     | 6 mai 2006                        | 11 janvier 2007              | 2.4     | 7.90                   |
| 172     | 5       | Rise of the Cybermen                               | Le Règne des Cybermen, 1re partie | Tom MacRae       | Graeme Harper | 13 mai 2006                       | 11 janvier 2007              | 2.5     | 9.22                   |
| 172     | 6       | The Age of Steel                                   | Le Règne des Cybermen, 2e partie  | Tom MacRae       | Graeme Harper | 20 mai 2006                       | 18 janvier 2007              | 2.6     | 7.63                   |
| 173     | 7       | The Idiot's Lantern                                | L'Hystérique de l'étrange lucarne | Mark Gatiss      | Euros Lyn     | 27 mai 2006                       | 18 janvier 2007              | 2.7     | 6.76                   |
| 174     | 8       | The Impossible Planet                              | La Planète du Diable, 1re partie  | Matt Jones       | James Strong  | 3 juin 2006                       | 25 janvier 2007              | 2.8     | 6.32                   |
| 174     | 9       | The Satan Pit                                      | La Planète du Diable, 2e partie   | Matt Jones       | James Strong  | 10 juin 2006                      | 25 janvier 2007              | 2.9     | 6.08                   |
| 175     | 10      | Love & Monsters                                    | L.I.N.D.A.                        | Russell T Davies | Dan Zeff      | 17 juin 2006                      | 1er février 2007             | 2.10    | 6.66                   |
| 176     | 11      | Fear Her                                           | Londres 2012                      | Matthew Graham   | Euros Lyn     | 24 juin 2006                      | 1er février 2007             | 2.11    | 7.14                   |
| 177     | 12      | Army of Ghosts                                     | L'Armée des ombres                | Russell T Davies | Graeme Harper | 1er juillet 2006                  | 8 février 2007               | 2.12    | 8.19                   |
| 177     | 13      | Doomsday                                           | Adieu Rose                        | Russell T Davies | Graeme Harper | 8 juillet 2006                    | 8 février 2007               | 2.13    | 8.22                   |

### 3eSaison(2006-2007)

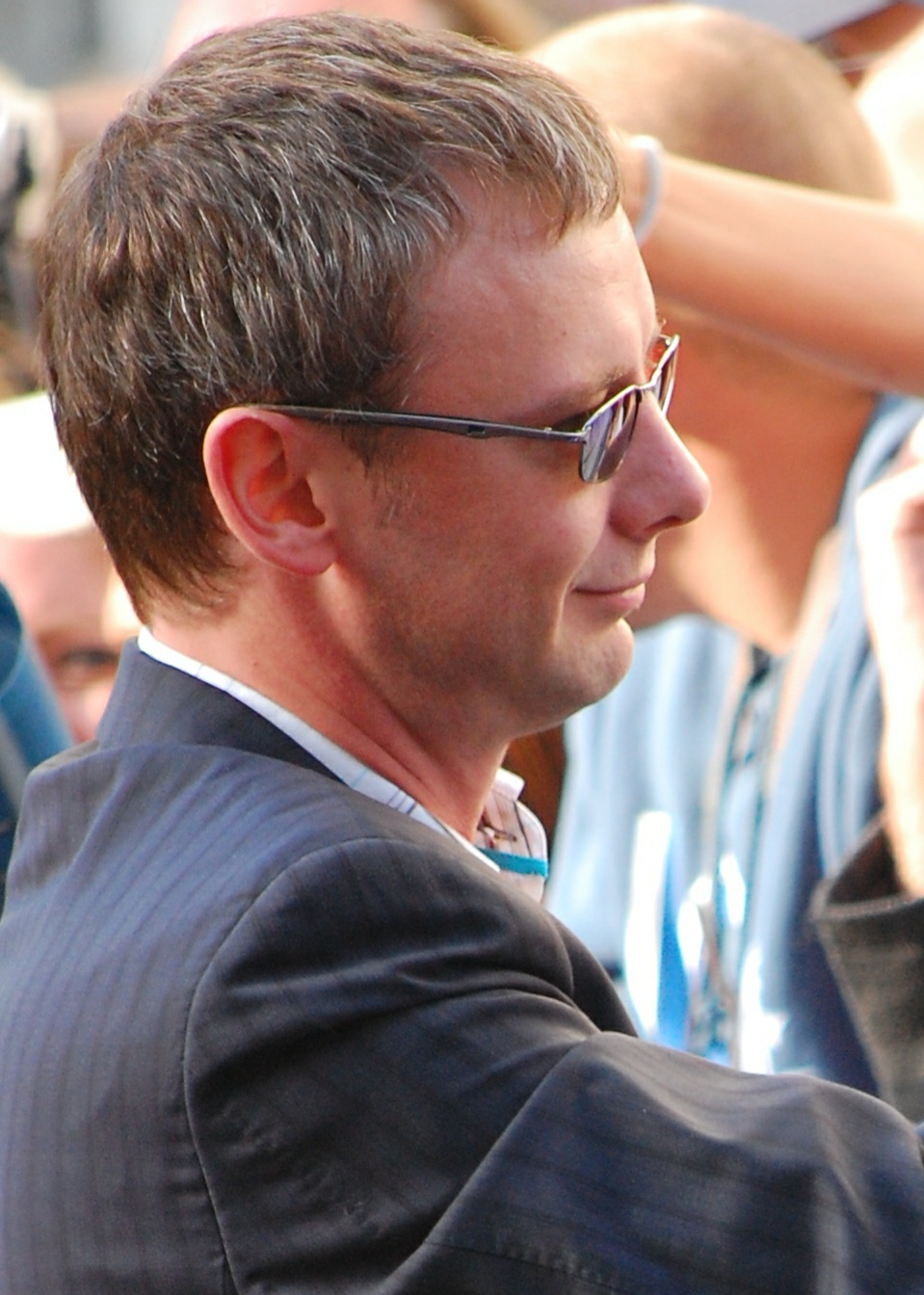
John Simm, interprète du Maître / Harold Saxon

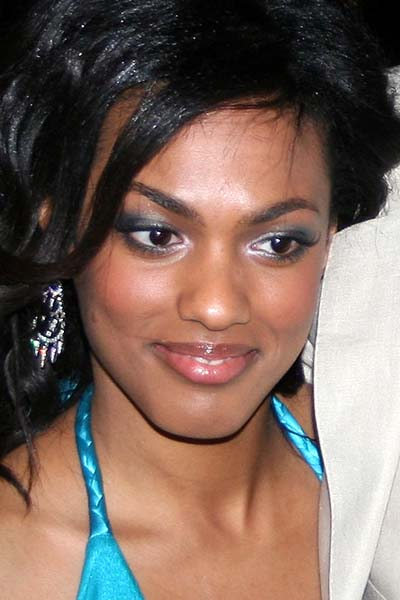
Freema Agyeman, interprète de Martha Jones

Cette saison voit l'apparition du personnage de Martha Jones, interprétée par Freema Agyeman qui était déjà apparue dans L'armée des ombres et Adieu Rose en tant que la cousine de Martha.
Cette saison marque le retour du Culte de Skaro, déjà apparue dans L'armée des ombres et Adieu Rose face aux Cybermen, dans L'Expérience finale et DGM : Dalek génétiquement modifié. Les acteurs Derek Jacobi et John Simm interprètent respectivement deux versions différentes du Maître dans Utopia, Que tapent les tambours et Le Dernier Seigneur du Temps.
L'épisode L'Embouteillage sans fin marque la 3e et dernière apparition du personnage de Face de Boe, apparus dans La Fin du monde (Saison 1) ainsi que dans Une nouvelle Terre (Saison 2).
Le personnage du capitaine Jack Harkness fait également son retour dans la saison le temps du final, révélant d'ailleurs à la fin de cette dernière, qu'on l'a souvent nommé Face de Boe.
| N°      | Part.   | Titre original                                | Titre français                    | Scénario          | Réalisation      | Première diffusion au Royaume-Uni | Première diffusion en France | Code    | Audience (en millions) |
| Spécial | Spécial | Spécial                                       | Spécial                           | Spécial           | Spécial          | Spécial                           | Spécial                      | Spécial | Spécial                |
| ------- | ------- | --------------------------------------------- | --------------------------------- | ----------------- | ---------------- | --------------------------------- | ---------------------------- | ------- | ---------------------- |
| 178     | 0       | The Runaway Bride (Épisode de Noël de 60 min) | Le Mariage de Noël                | Russell T Davies  | Euros Lyn        | 25 décembre 2006                  | 26 décembre 2007             | 3X      | 9.35                   |
| Saison  |         |                                               |                                   |                   |                  |                                   |                              |         |                        |
| 179     | 1       | Smith and Jones                               | La Loi des Judoons                | Russell T Davies  | Charles Palmer   | 31 mars 2007                      | 26 décembre 2007             | 3.1     | 8.71                   |
| 180     | 2       | The Shakespeare Code                          | Peines d'amour gagnées            | Gareth Roberts    | Charles Palmer   | 7 avril 2007                      | 2 janvier 2008               | 3.2     | 7.23                   |
| 181     | 3       | Gridlock                                      | L'Embouteillage sans fin          | Russell T Davies  | Richard Clark    | 14 avril 2007                     | 2 janvier 2008               | 3.3     | 8.41                   |
| 182     | 4       | Daleks in Manhattan                           | L'Expérience finale               | Helen Raynor      | James Strong     | 21 avril 2007                     | 9 janvier 2008               | 3.4     | 6.69                   |
| 182     | 5       | Evolution of the Daleks                       | DGM : Dalek génétiquement modifié | Helen Raynor      | James Strong     | 28 avril 2007                     | 9 janvier 2008               | 3.5     | 6.97                   |
| 183     | 6       | The Lazarus Experiment                        | L'Expérience Lazarus              | Stephen Greenhorn | Richard Clark    | 5 mai 2007                        | 16 janvier 2008              | 3.6     | 7.19                   |
| 184     | 7       | 42                                            | Brûle avec moi                    | Chris Chibnall    | Graeme Harper    | 19 mai 2007                       | 16 janvier 2008              | 3.7     | 7.41                   |
| 185     | 8       | Human Nature                                  | La Famille de sang                | Paul Cornell      | Charles Palmer   | 26 mai 2007                       | 23 janvier 2008              | 3.8     | 7.74                   |
| 185     | 9       | The Family of Blood                           | Smith, la Montre et le Docteur    | Paul Cornell      | Charles Palmer   | 2 juin 2007                       | 23 janvier 2008              | 3.9     | 7.21                   |
| 186     | 10      | Blink                                         | Les Anges pleureurs               | Steven Moffat     | Hettie MacDonald | 9 juin 2007                       | 30 janvier 2008              | 3.10    | 6.62                   |
| 187     | 11      | Utopia                                        | Utopia                            | Russell T Davies  | Graeme Harper    | 16 juin 2007                      | 30 janvier 2008              | 3.11    | 7.84                   |
| 187     | 12      | The Sound of Drums                            | Que tapent les tambours           | Russell T Davies  | Colin Teague     | 23 juin 2007                      | 5 février 2008               | 3.12    | 7.51                   |
| 187     | 13      | Last of the Time Lords                        | Le Dernier Seigneur du temps      | Russell T Davies  | Colin Teague     | 30 juin 2007                      | 5 février 2008               | 3.13    | 8.61                   |

### 4eSaison(2007-2008)

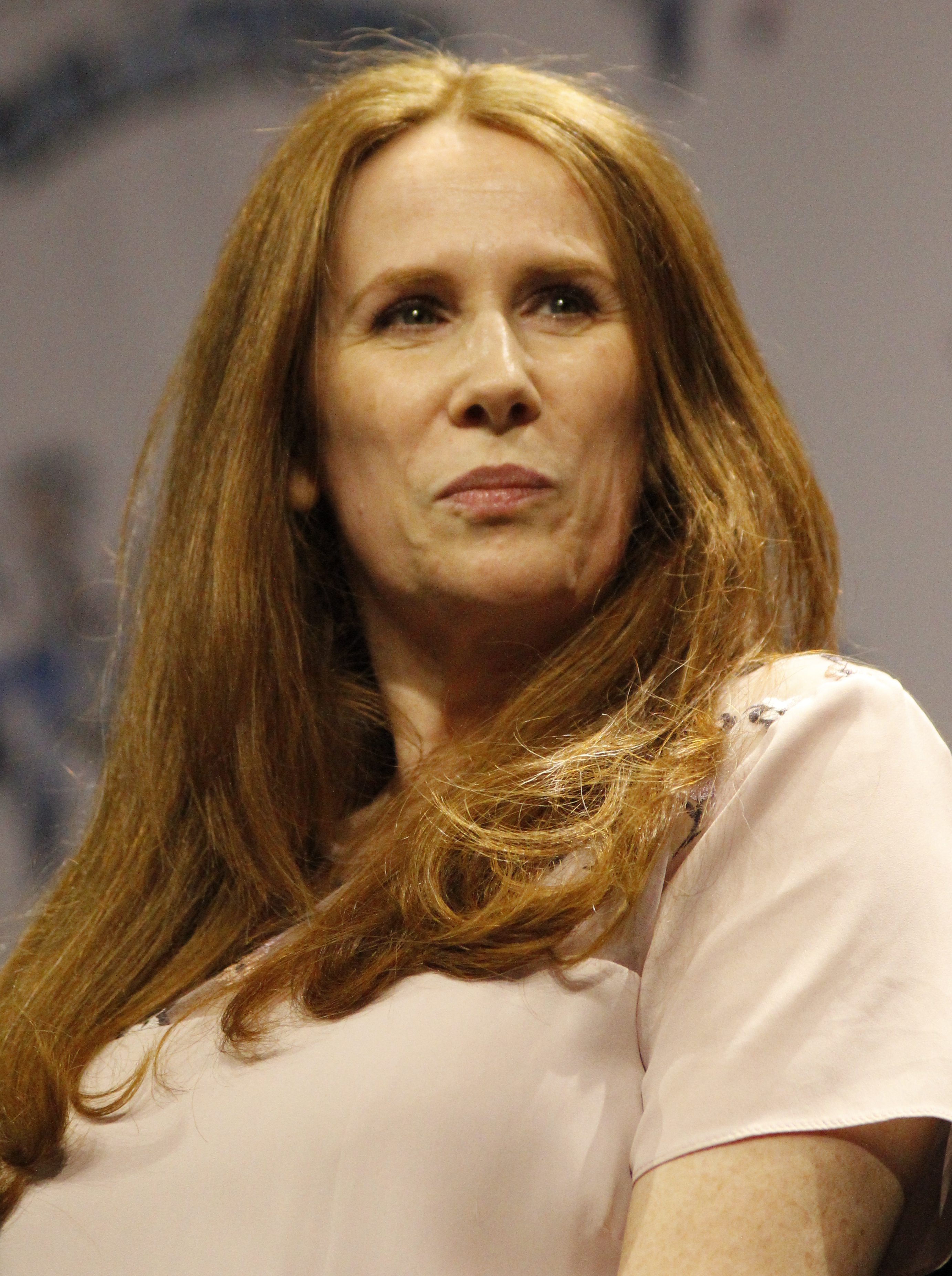
Catherine Tate, interprète de Donna Noble

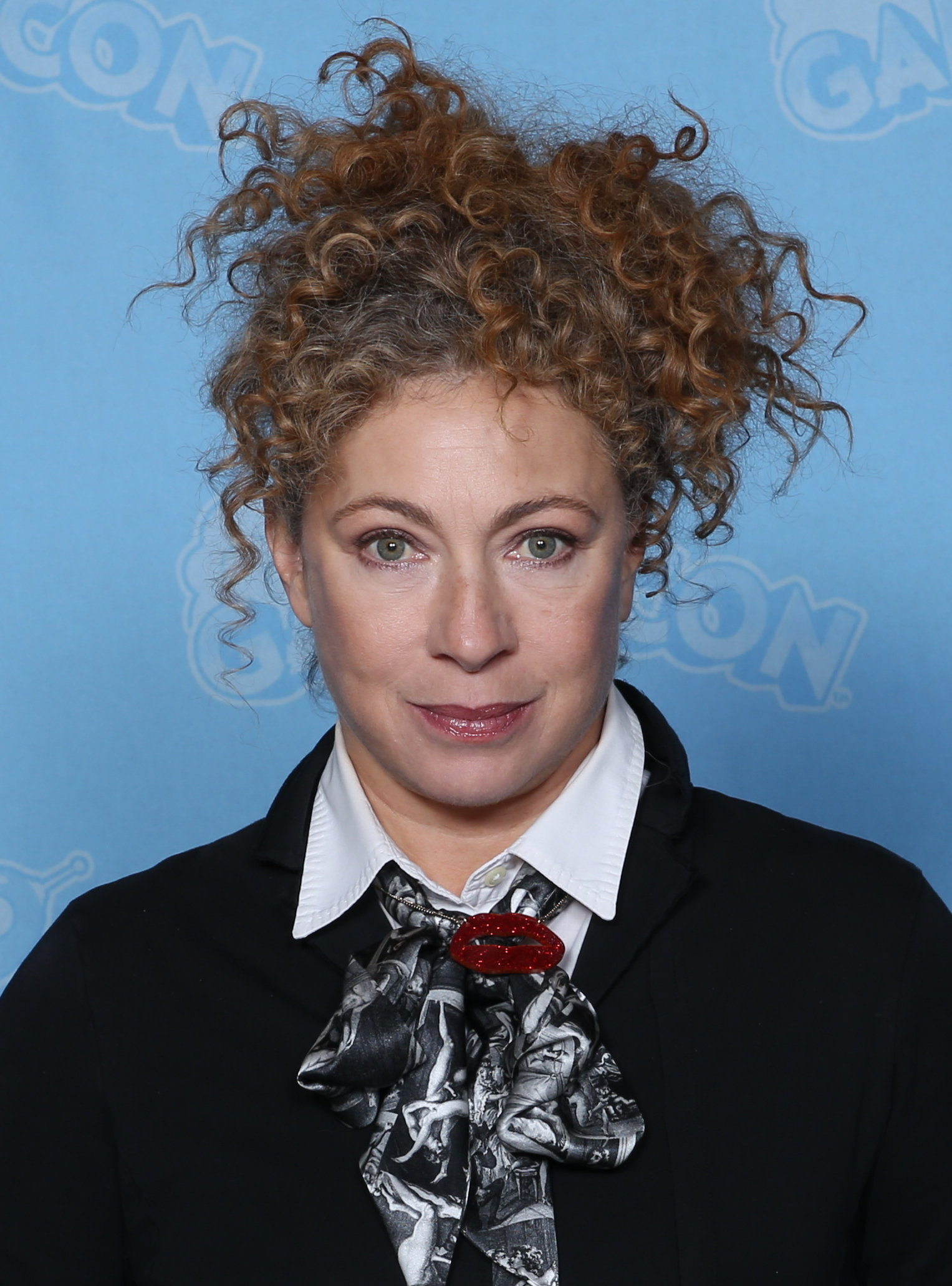
Alex Kingston, interprète de River Song

Cette saison marque le retour de Donna Noble, interprétée par Catherine Tate, déjà apparue dans l'épisode spécial Noël 2006 Le Mariage de Noël (Saison 3).
De nombreux personnages apparus tout au long de l'ère du Dixième Docteur font leurs retours, tel que Martha Jones (Freema Agyeman), Rose Tyler (Billie Piper), mais aussi Sarah Jane Smith (Elisabeth Sladen), Mickey Smith (Noel Clarke), Jackie Tyler (Camille Coduri), Jack Harkness (John Barrowman) et Harriet Jones (Penelope Wilton) ainsi que l'apparition exceptionnelle dans le double épisode final La Terre volée et La Fin du voyage, de personnages venant des spins-off Torchwood et The Sarah Jane Adventures.
L'épisode spécial Noël de 2007 Une croisière autour de la Terre est l'épisode le plus regardé de la nouvelle série. La chanteuse Kylie Minogue est d'ailleurs présente en tant que Guest star et compagnon du Docteur uniquement pendant cet épisode.
Durant le double épisode Bibliothèque des ombres, première partie et deuxième partie, Alex Kingston interprète un personnage du nom de River Song et semble connaître le Docteur plus que lui ne la connait.
Après une dernière apparition dans l'épisode Remembrance of the Daleks (1988), Davros fait son grand retour durant le final, interprété par l'acteur Julian Bleach.
| N°      | Part.   | Titre original                                   | Titre français                      | Scénario          | Réalisation       | Première diffusion au Royaume-Uni | Première diffusion en France | Code    | Audience (en millions) |
| Spécial | Spécial | Spécial                                          | Spécial                             | Spécial           | Spécial           | Spécial                           | Spécial                      | Spécial | Spécial                |
| ------- | ------- | ------------------------------------------------ | ----------------------------------- | ----------------- | ----------------- | --------------------------------- | ---------------------------- | ------- | ---------------------- |
| 188     | 0       | Voyage of the Damned (Épisode de Noël de 72 min) | Une croisière autour de la Terre    | Russell T Davies  | James Strong      | 25 décembre 2007                  | 23 décembre 2008             | 4X      | 13.31                  |
| Saison  |         |                                                  |                                     |                   |                   |                                   |                              |         |                        |
| 189     | 1       | Partners in Crime                                | Le Retour de Donna Noble            | Russell T Davies  | James Strong      | 5 avril 2008                      | 23 décembre 2008             | 4.1     | 9.14                   |
| 190     | 2       | The Fires of Pompeii                             | La Chute de Pompéi                  | James Moran       | Colin Teague      | 12 avril 2008                     | 30 décembre 2008             | 4.2     | 9.04                   |
| 191     | 3       | Planet of the Ood                                | Le Chant des Oods                   | Keith Temple      | Graeme Harper     | 19 avril 2008                     | 30 décembre 2008             | 4.3     | 7.50                   |
| 192     | 4       | The Sontaran Stratagem                           | A.T.M.O.S., 1re partie              | Helen Raynor      | Douglas Mackinnon | 26 avril 2008                     | 6 janvier 2009               | 4.4     | 7.06                   |
| 192     | 5       | The Poison Sky                                   | A.T.M.O.S., 2e partie               | Helen Raynor      | Douglas Mackinnon | 3 mai 2008                        | 6 janvier 2009               | 4.5     | 6.53                   |
| 193     | 6       | The Doctor's Daughter                            | La Fille du Docteur                 | Stephen Greenhorn | Alice Troughton   | 10 mai 2008                       | 13 janvier 2009              | 4.6     | 7.33                   |
| 194     | 7       | The Unicorn and the Wasp                         | Agatha Christie mène l'enquête      | Gareth Roberts    | Graeme Harper     | 17 mai 2008                       | 13 janvier 2009              | 4.7     | 8.41                   |
| 195     | 8       | Silence in the Library                           | Bibliothèque des ombres, 1re partie | Steven Moffat     | Euros Lyn         | 31 mai 2008                       | 20 janvier 2009              | 4.8     | 6.27                   |
| 195     | 9       | Forest of the Dead                               | Bibliothèque des ombres, 2e partie  | Steven Moffat     | Euros Lyn         | 7 juin 2008                       | 20 janvier 2009              | 4.9     | 7.84                   |
| 196     | 10      | Midnight                                         | Un passager de trop                 | Russell T Davies  | Alice Troughton   | 14 juin 2008                      | 27 janvier 2009              | 4.10    | 8.05                   |
| 197     | 11      | Turn Left                                        | Le Choix de Donna                   | Russell T Davies  | Graeme Harper     | 21 juin 2008                      | 27 janvier 2009              | 4.11    | 8.09                   |
| 198     | 12      | The Stolen Earth                                 | La Terre volée                      | Russell T Davies  | Graeme Harper     | 28 juin 2008                      | 3 février 2009               | 4.12    | 8.78                   |
| 198     | 13      | Journey's End (65 min)                           | La Fin du voyage                    | Russell T Davies  | Graeme Harper     | 5 juillet 2008                    | 3 février 2009               | 4.13    | 10.57                  |

### Épisodes spéciaux(2008-2010)
Prévu pour rester pendant la Saison 5 de Doctor Who, David Tennant ainsi que Russel T. Davies décide de quitter la série après 5 épisodes spéciaux diffusés de 2008 à 2010 avant que Steven Moffat reprenne le flambeau en 2010 avec la Saison 5.

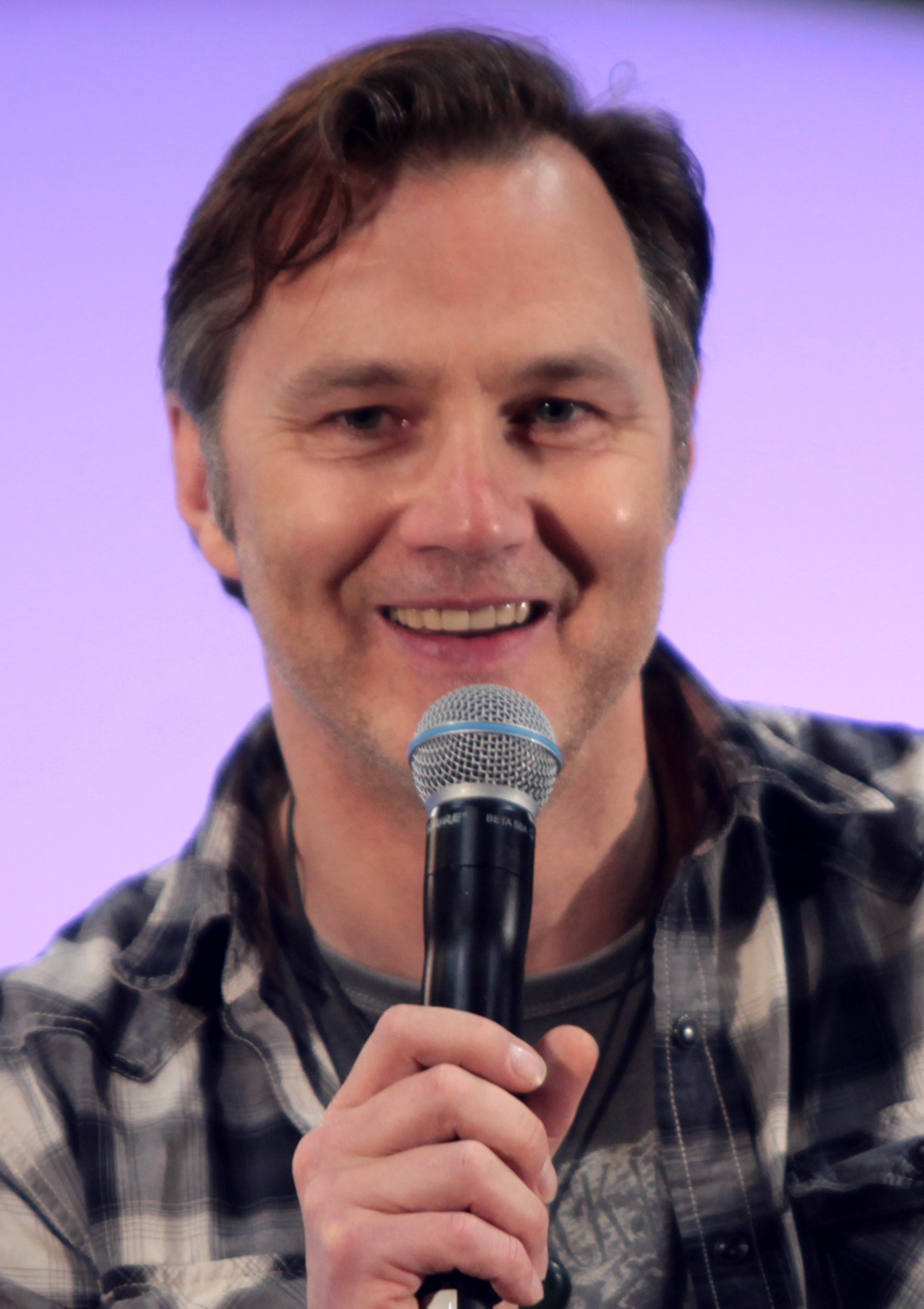
David Morrissey, interprète de Jackson Lake dans l'épisode spécial Noël 2008, Cyber Noël

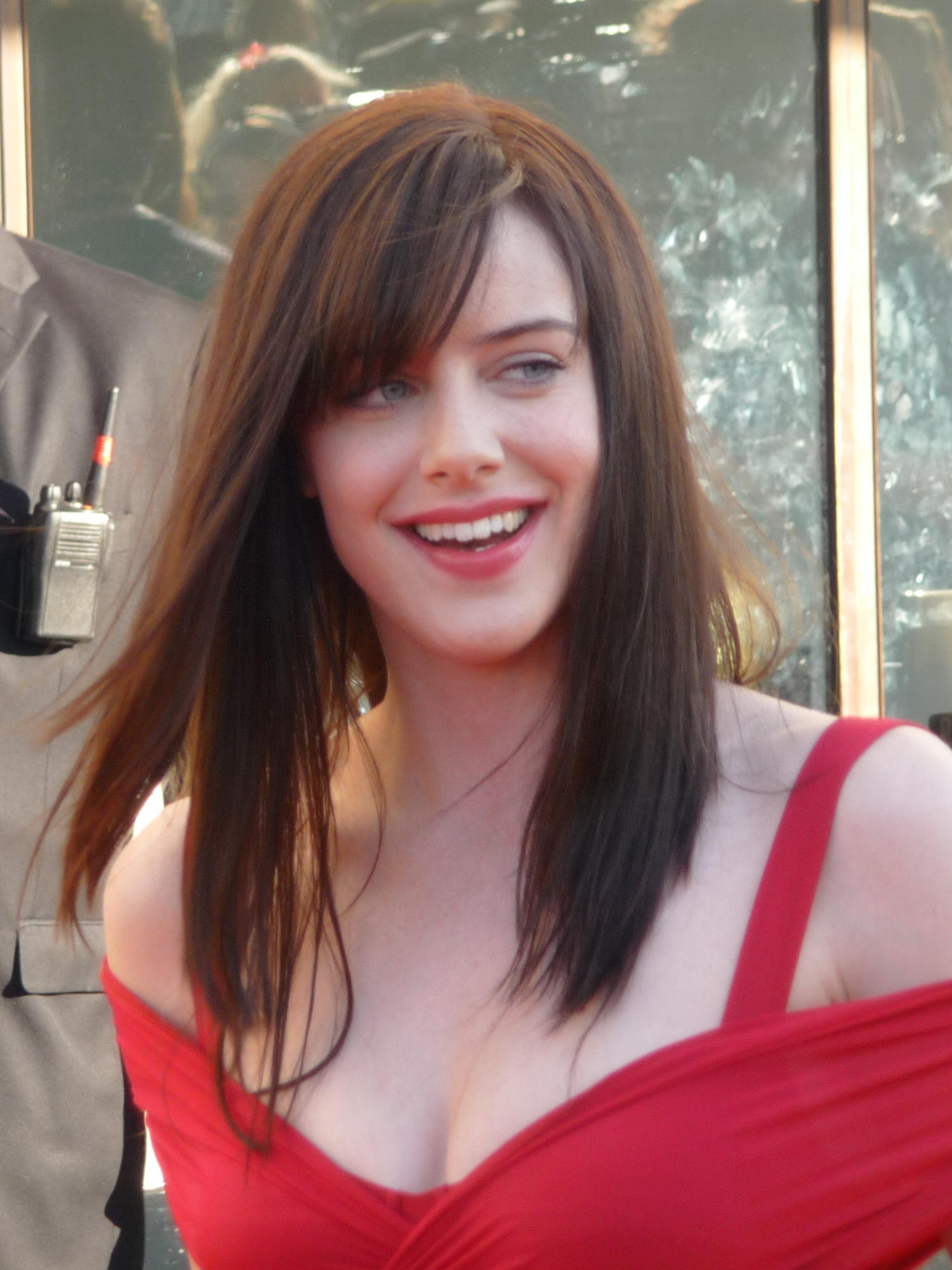
Michelle Ryan, interprète de Lady Christina De Souza dans l'épisode spécial Pâques 2009, Planète morte

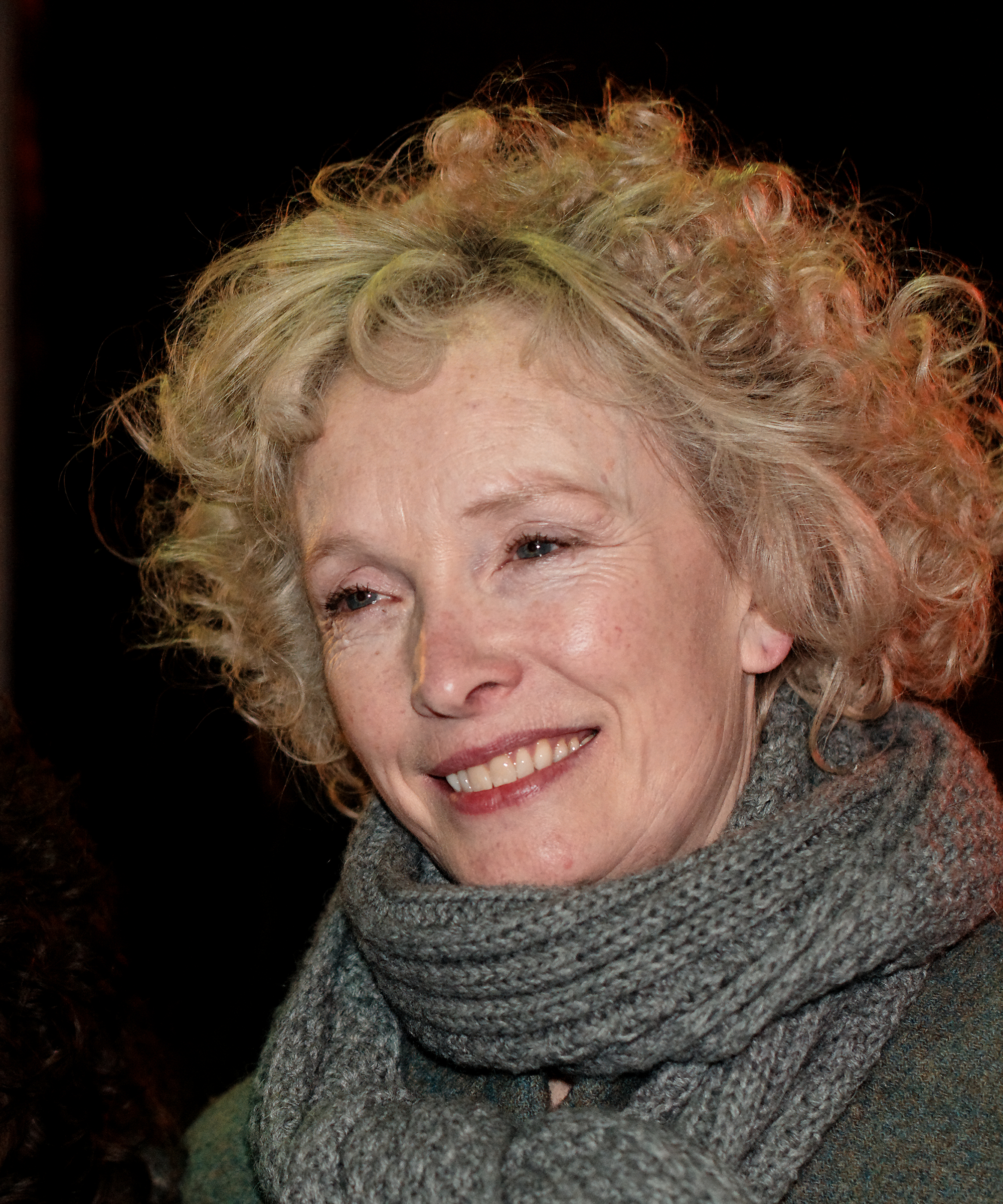
Lindsay Duncan, interprète du Capitaine Adelaide Brooke dans l'épisode spécial Automne 2009, La Conquête de Mars

Cette série d'épisodes spéciaux met en avant des compagnons exclusif restant le temps d'un épisode tel que Jackson Lake (David Morrisey), Lady Christina De Souza (Michelle Ryan) et Capitaine Adelaide Brooke (Lindsay Duncan).

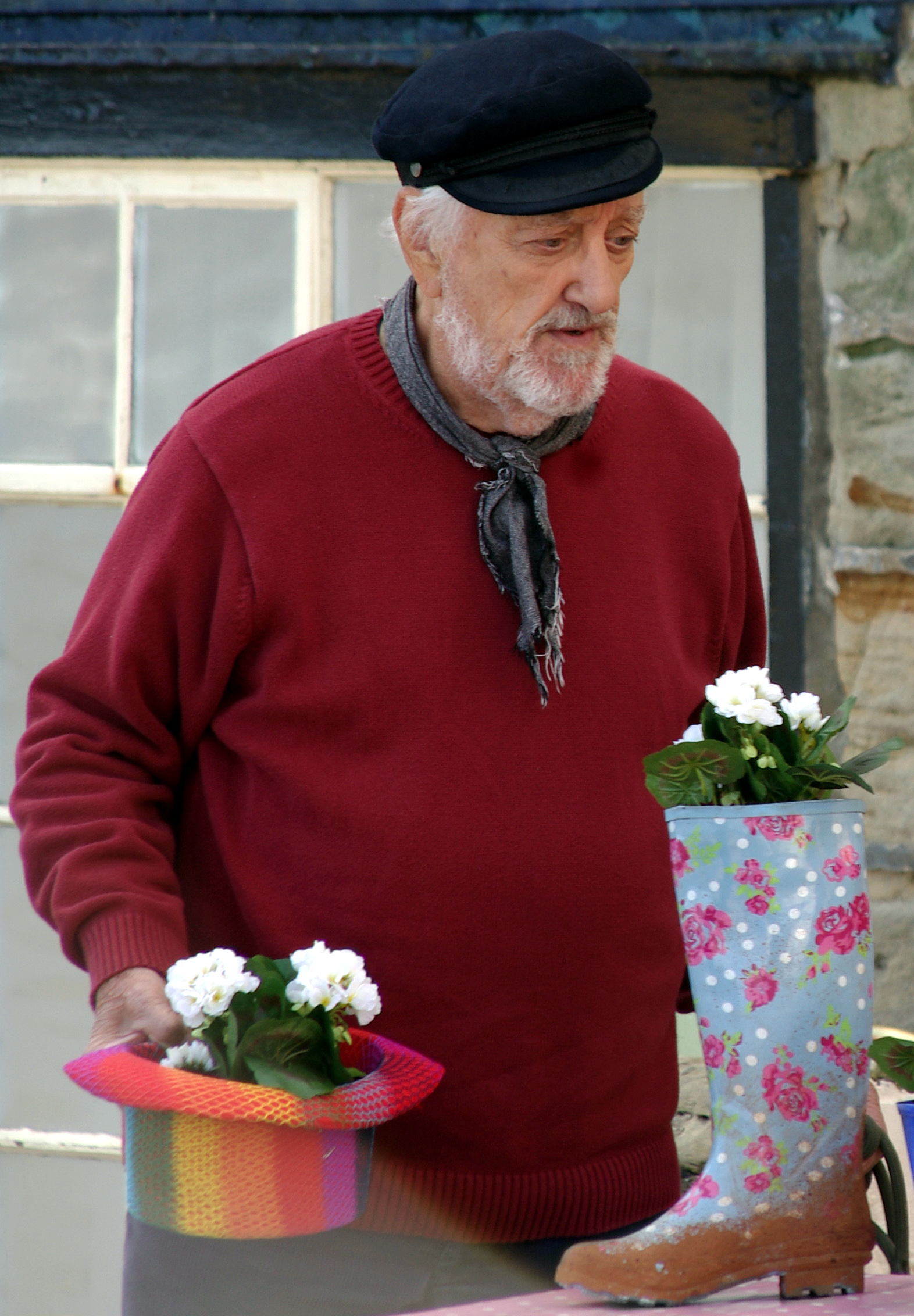
Bernard Cribbins, interprète de Wilfred Mott dans les épisodes spécial Noël 2009 et Nouvel An 2010, La Prophétie de Noël

Le double épisode final La Prophétie de Noël voit le retour de Wilfred Mott (Bernard Cribbins), grand-père de Donna Noble (Catherine Tate) faisant également son retour ainsi que le retour du Maître (John Simm).
Le personnage de Rassilon, apparu pour la dernière fois dans The Five Doctors (1983) fait son retour, interprété ici une seule fois pour ce double épisode spécial par Timothy Dalton (James Bond).
Le premier spécial est diffusé à Noël 2008 et se déroule en 1851 avec un certain Jackson Lake (David Morrisey) se faisant passer pour le Docteur qui combats les Cybermen sur le point de faire s'élever le Cyber-Monarque.

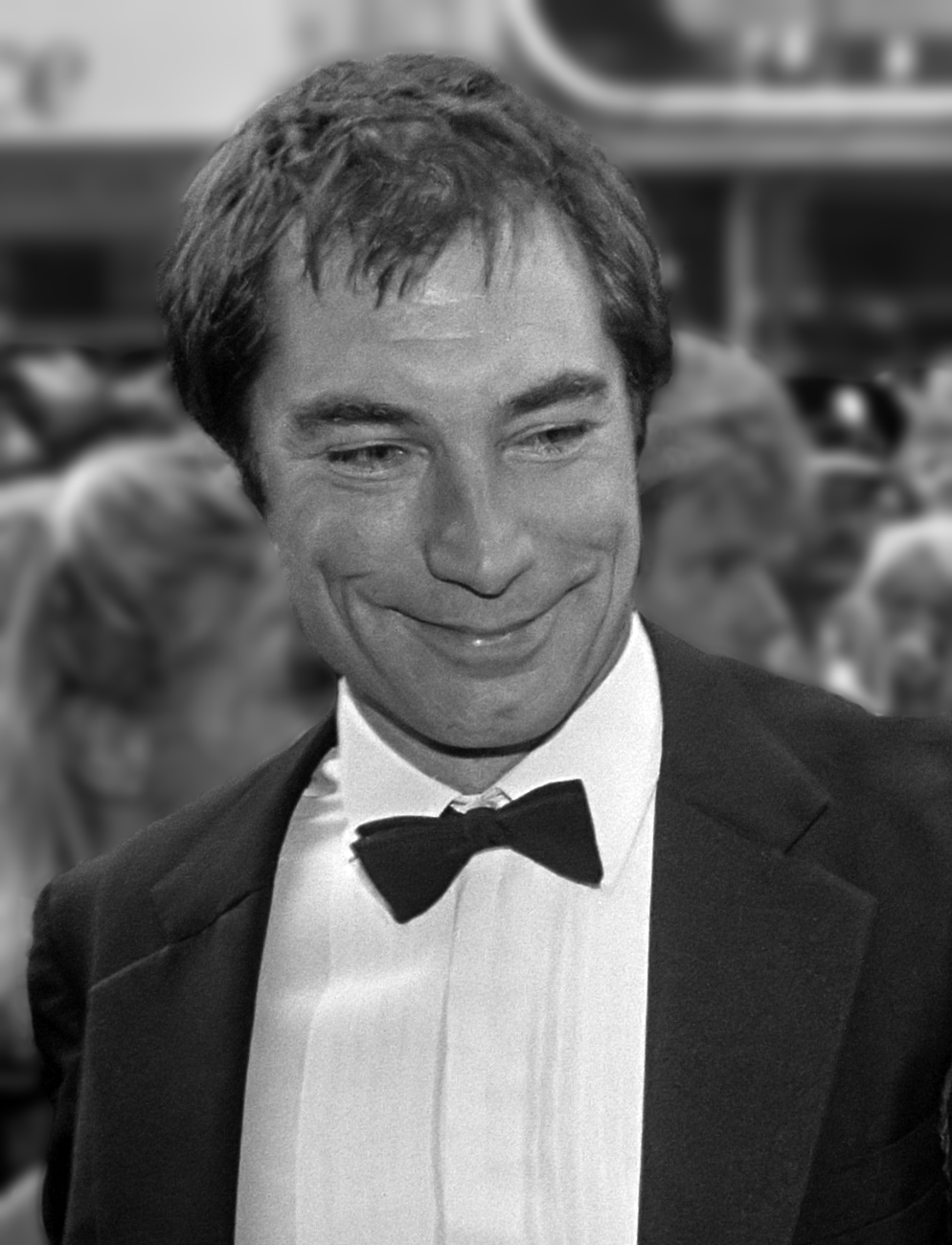
Timothy Dalton, interprète de Rassilon dans les épisodes spécial Noël 2009 et Nouvel An 2010, La Prophétie de Noël

Le second spécial et diffusé à l'occasion de Pâques 2009 et met en scène une voleuse du nom de Lady Christina De Souza (Michelle Ryan) qui échappe à la police à bord d'un bus, lequel finit happé par un trou de ver à l'intérieur d'un tunnel, et se retrouve avec tous ses passagers sur la planète San Helios qui a été complètement détruite par une sorte de tempête de métal. Ce spécial mentionne la menace qui s'approche du Docteur concernant une entité qui revient et "il frappera quatre fois" (He will knock four times en VO). UNIT revient le temps de l'épisode.
Le troisième spécial est diffusé au cours de l'Automne 2009 et se déroule en 2059 sur la planète Mars et met en avant une célèbre capitaine du nom d'Adelaide Brooke (Lindsay Duncan) sur la Bowie Base One. Cependant, l'équipage est victime d'une menace causée par l'eau prélevée de la calotte glacière de Mars sauf que cette dernière empoisonne les membres de l'équipage un à un dans l'unique but de se propager pour retourner sur Terre et envahir la planète. Le Capitaine Adelaide Brooke explique que son envie de voir les étoiles viens d'un Dalek qu'elle a connu à travers sa fenêtre, faisant ainsi référence aux évènements de La Terre volée / La Fin du voyage (Saison 4). Cet épisode enclenche le début d'un univers créé en hiver 2059 après les évènements de La Conquête de Mars à la suite des termes du Dixième Docteur se déclarant comme étant "Un Seigneur du Temps victorieux" (Time Lord Victorious en VO). Ood Sigma, apparus dans Le Chant des Oods (Saison 4), fait une courte apparition à la fin de l'épisode lui faisant comprendre que son heure approche.
Au cours des deux derniers épisodes spéciaux, le Docteur se rend sur la Ood Sphère, après avoir reçu un appel d'Ood Sigma, en expliquant s'être marié avec la Reine Elizabeth Ire, évènement montré lors de l'épisode spécial 50 ans Le Jour du Docteur. Les Oods lui montrent que le Maître a été ressuscité grâce à une partie de lui qui est resté en vie dans sa bague que l'on voit à la fin de l'épisode Le Dernier Seigneur du temps (Saison 3). Le Docteur retrouve Wilfred Mott (Bernard Cribbins) qui semble voir une étrange femme, lui prévenant que de graves évènements semble s'approcher, que le Docteur va devoir livrer son ultime bataille.
De nombreux personnages connus tout au long de la série depuis 2005 font exceptionnellement leurs retours à la fin de l'épisode final de David Tennant avant de se régénérer dans son TARDIS afin de laisser la place à Matt Smith, le Onzième Docteur.
| N°  | Part. | Titre original                                         | Titre français                   | Scénario                          | Réalisation   | Première diffusion au Royaume-Uni | Première diffusion en France | Code | Audience (en millions) |
| --- | ----- | ------------------------------------------------------ | -------------------------------- | --------------------------------- | ------------- | --------------------------------- | ---------------------------- | ---- | ---------------------- |
| 199 | 1     | The Next Doctor (Épisode de Noël de 60 min)            | Cyber Noël                       | Russell T Davies                  | Andy Goddard  | 25 décembre 2008                  | 25 décembre 2009             | 4.14 | 13.10                  |
| 200 | 2     | Planet of the Dead (Épisode spécial de 60 min)         | Planète morte                    | Russell T Davies & Gareth Roberts | James Strong  | 11 avril 2009                     | 27 mars 2010                 | 4.15 | 9.75                   |
| 201 | 3     | The Waters of Mars (Épisode spécial de 60 min)         | La Conquête de Mars              | Russell T Davies & Phil Ford      | Graeme Harper | 15 novembre 2009                  | 30 octobre 2010              | 4.16 | 10.32                  |
| 202 | 4     | The End of Time (1/2) (Épisode de Noël de 58 min)      | La Prophétie de Noël, 1re partie | Russell T Davies                  | Euros Lyn     | 25 décembre 2009                  | 25 décembre 2010             | 4.17 | 12.04                  |
| 202 | 5     | The End of Time (2/2) (Épisode du Nouvel An de 70 min) | La Prophétie de Noël, 2de partie | Russell T Davies                  | Euros Lyn     | 1er janvier 2010                  | 25 décembre 2010             | 4.18 | 12.27                  |

## Onzième Docteur(2010-2013)

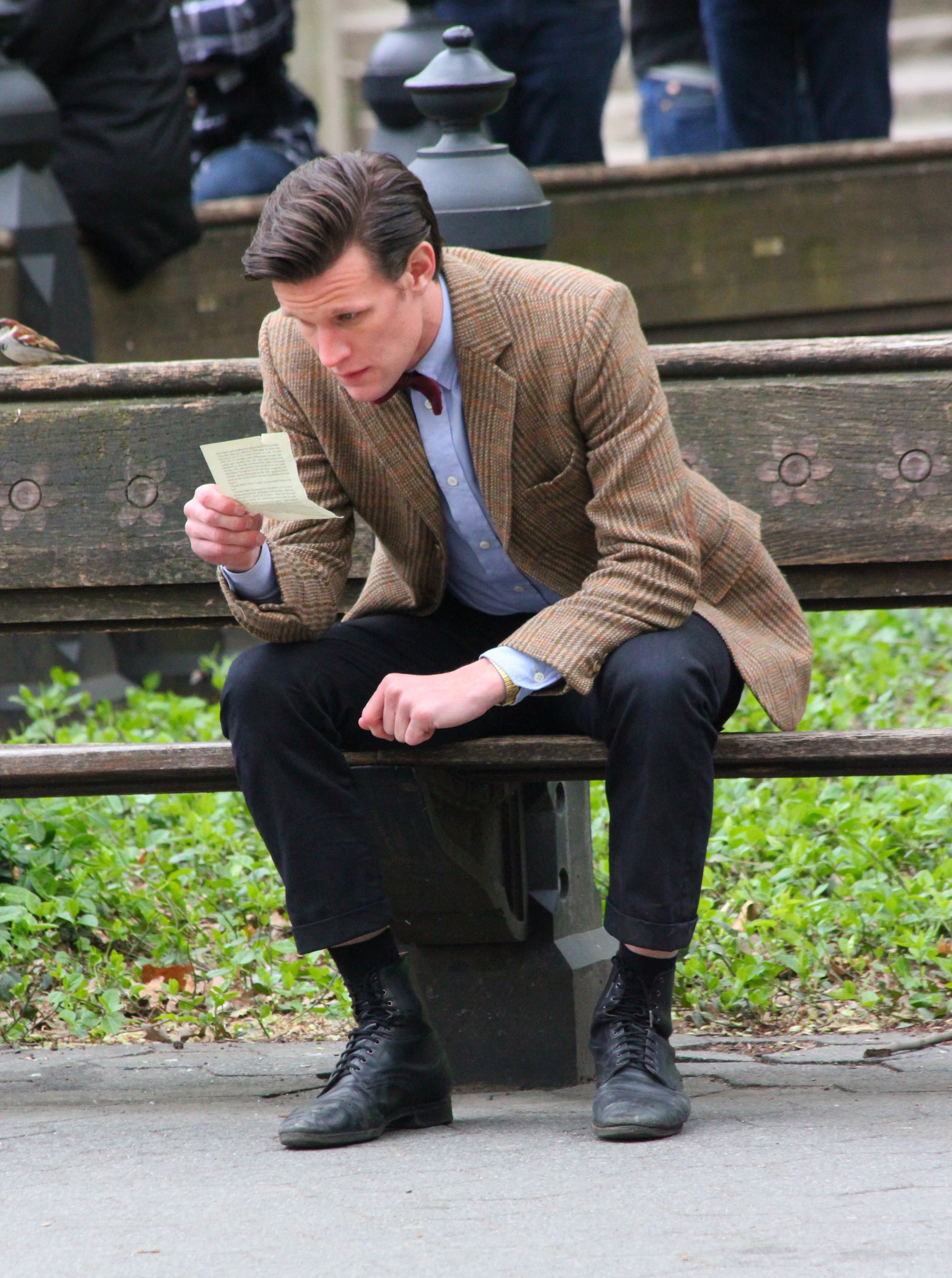
Matt Smith, interprète du Onzième Docteur

Matt Smith est le plus jeune acteur à avoir joué le Docteur, commençant à 27 ans, détrônant un certain Peter Davison qui joua le Cinquième Docteur 29 ans à l'époque. Le showrunner Russell T Davies quitte la série pour laisser sa place à Steven Moffat, un habitué de la série puisqu'il a déjà écrit plusieurs épisodes tels que Les Anges pleureurs (Saison 3), Drôle de mort / Le Docteur danse (Saison 1) et Bibliothèque des ombres, première partie et deuxième partie (Saison 4). Il est d'ailleurs à l'origine de l'épisode spécial parodique Doctor Who and The Curse Of The Fatal Death (Doctor Who et la Malédiction de la Mort Fatale) diffusé en 1999 à l'occasion du Red Nose Day (Téléthon anglais, à l'image du Children in Need).

### 5eSaison(2010)

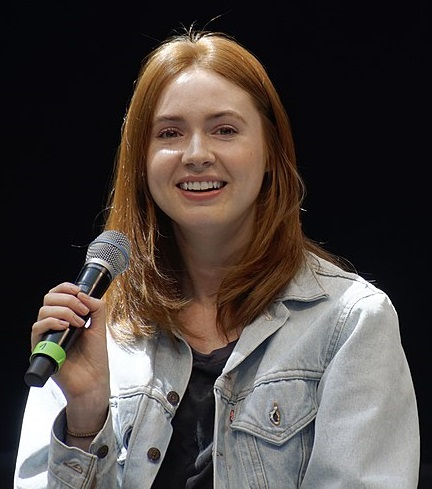
Karen Gillan, interprète d'Amy Pond

Dans cette saison, Karen Gillan, jeune actrice écossaise âgée de 23 ans, joue le rôle d'Amy Pond, la compagne du Docteur. L'actrice était déjà apparue dans un rôle mineur au cours de l'épisode La Chute de Pompéi (Saison 4).
La saison 5 voit le retour du personnage de River Song, interprété par Alex Kingston, qui était pourtant morte durant le double épisode Bibliothèque des Ombres (Saison 4).
Dans cette saison, le Docteur et Amy Pond, parfois accompagné de Rory Williams (Arthur Darvill), petit ami et futur mari d'Amy Pond, font face à une étrange menace qui semble poursuivre le Docteur et Amy, une sorte de fissure à travers le temps et l'espace.
La saison met en avant Winston Churchill durant la 2de Guerre Mondiale dans La Victoire des Daleks mais également Vincent Van Gogh dans Vincent et le Docteur.
L'acteur et animateur James Corden apparaît en tant que Guest star dans l'épisode Le Colocataire.
| N°  | Part. | Titre original             | Titre français                              | Scénario       | Réalisation        | Première diffusion au Royaume-Uni | Première diffusion en France | Code | Audience (en millions) |
| --- | ----- | -------------------------- | ------------------------------------------- | -------------- | ------------------ | --------------------------------- | ---------------------------- | ---- | ---------------------- |
| 203 | 1     | The Eleventh Hour (65 min) | Le Prisonnier Zéro                          | Steven Moffat  | Adam Smith         | 3 avril 2010                      | 12 février 2011              | 5.1  | 10.09                  |
| 204 | 2     | The Beast Below            | La Bête des bas-fonds                       | Steven Moffat  | Andrew Gunn        | 10 avril 2010                     | 12 février 2011              | 5.2  | 8.42                   |
| 205 | 3     | Victory of the Daleks      | La Victoire des Daleks                      | Mark Gatiss    | Andrew Gunn        | 17 avril 2010                     | 12 février 2011              | 5.3  | 8.21                   |
| 206 | 4     | The Time of Angels         | Le Labyrinthe des Anges, 1re partie         | Steven Moffat  | Adam Smith         | 24 avril 2010                     | 19 février 2011              | 5.4  | 8.59                   |
| 206 | 5     | Flesh and Stone            | Le Labyrinthe des Anges, 2e partie          | Steven Moffat  | Adam Smith         | 1er mai 2010                      | 19 février 2011              | 5.5  | 8.50                   |
| 207 | 6     | The Vampires of Venice     | Les Vampires de Venise                      | Toby Whithouse | Johnny Campbell    | 8 mai 2010                        | 19 février 2011              | 5.6  | 7.68                   |
| 208 | 7     | Amy's Choice               | Le Seigneur des Rêves                       | Simon Nye      | Catherine Morshead | 15 mai 2010                       | 26 février 2011              | 5.7  | 7.55                   |
| 209 | 8     | The Hungry Earth           | La Révolte des intra-terrestres, 1re partie | Chris Chibnall | Ashley Way         | 22 mai 2010                       | 26 février 2011              | 5.8  | 6.49                   |
| 209 | 9     | Cold Blood                 | La Révolte des intra-terrestres, 2e partie  | Chris Chibnall | Ashley Way         | 29 mai 2010                       | 26 février 2011              | 5.9  | 7.49                   |
| 210 | 10    | Vincent and the Doctor     | Vincent et le Docteur                       | Richard Curtis | Jonny Campbell     | 5 juin 2010                       | 5 mars 2011                  | 5.10 | 6.76                   |
| 211 | 11    | The Lodger                 | Le Colocataire                              | Gareth Roberts | Catherine Morshead | 12 juin 2010                      | 5 mars 2011                  | 5.11 | 6.44                   |
| 212 | 12    | The Pandorica Opens        | La Pandorica s'ouvre, 1re partie            | Steven Moffat  | Toby Haynes        | 19 juin 2010                      | 12 mars 2011                 | 5.12 | 7.57                   |
| 212 | 13    | The Big Bang               | La Pandorica s'ouvre, 2e partie             | Steven Moffat  | Toby Haynes        | 26 juin 2010                      | 12 mars 2011                 | 5.13 | 6.70                   |

### 6eSaison(2010-2011)

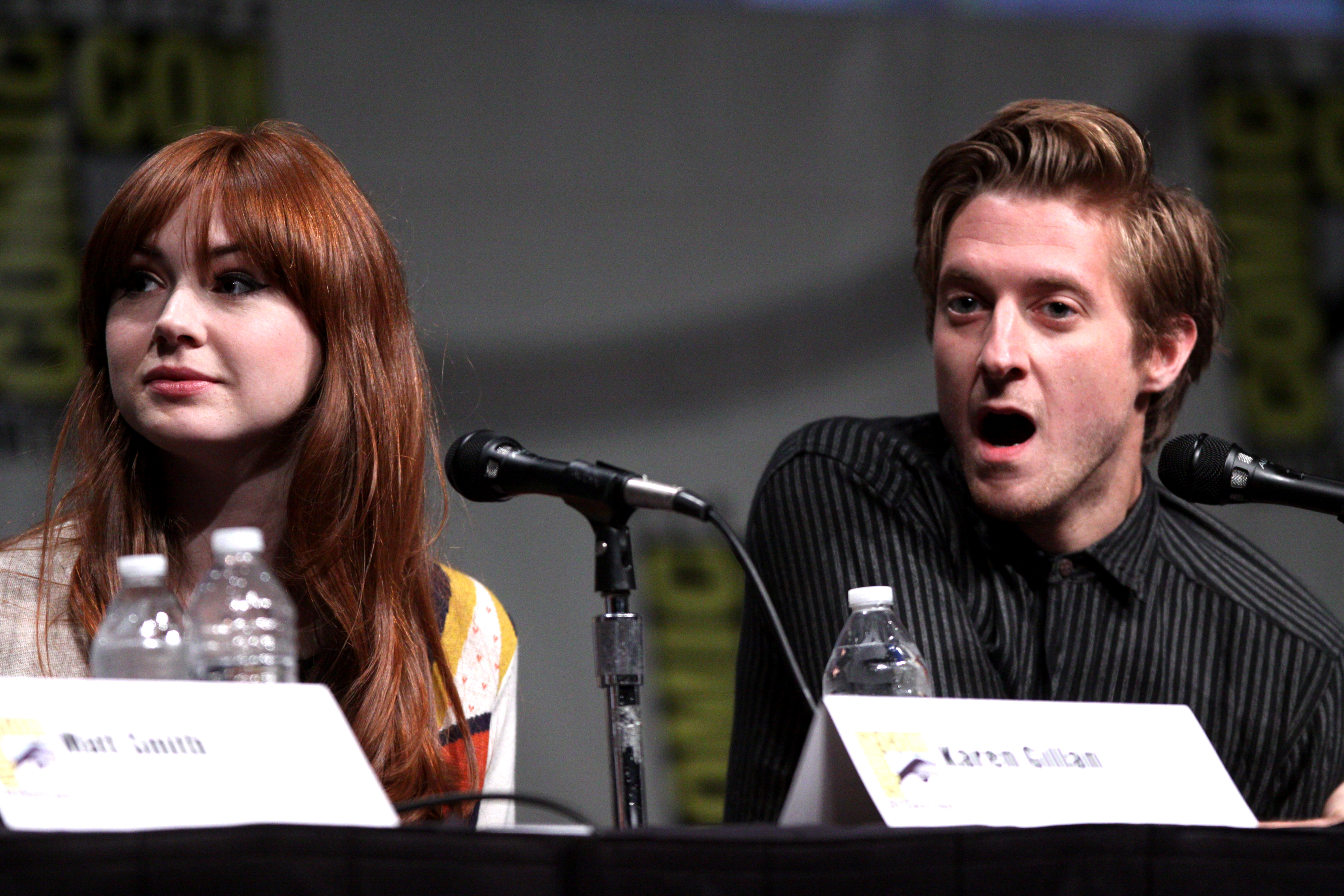
Karen Gillan (Amy Pond) et Arthur Darvill (Rory Williams)

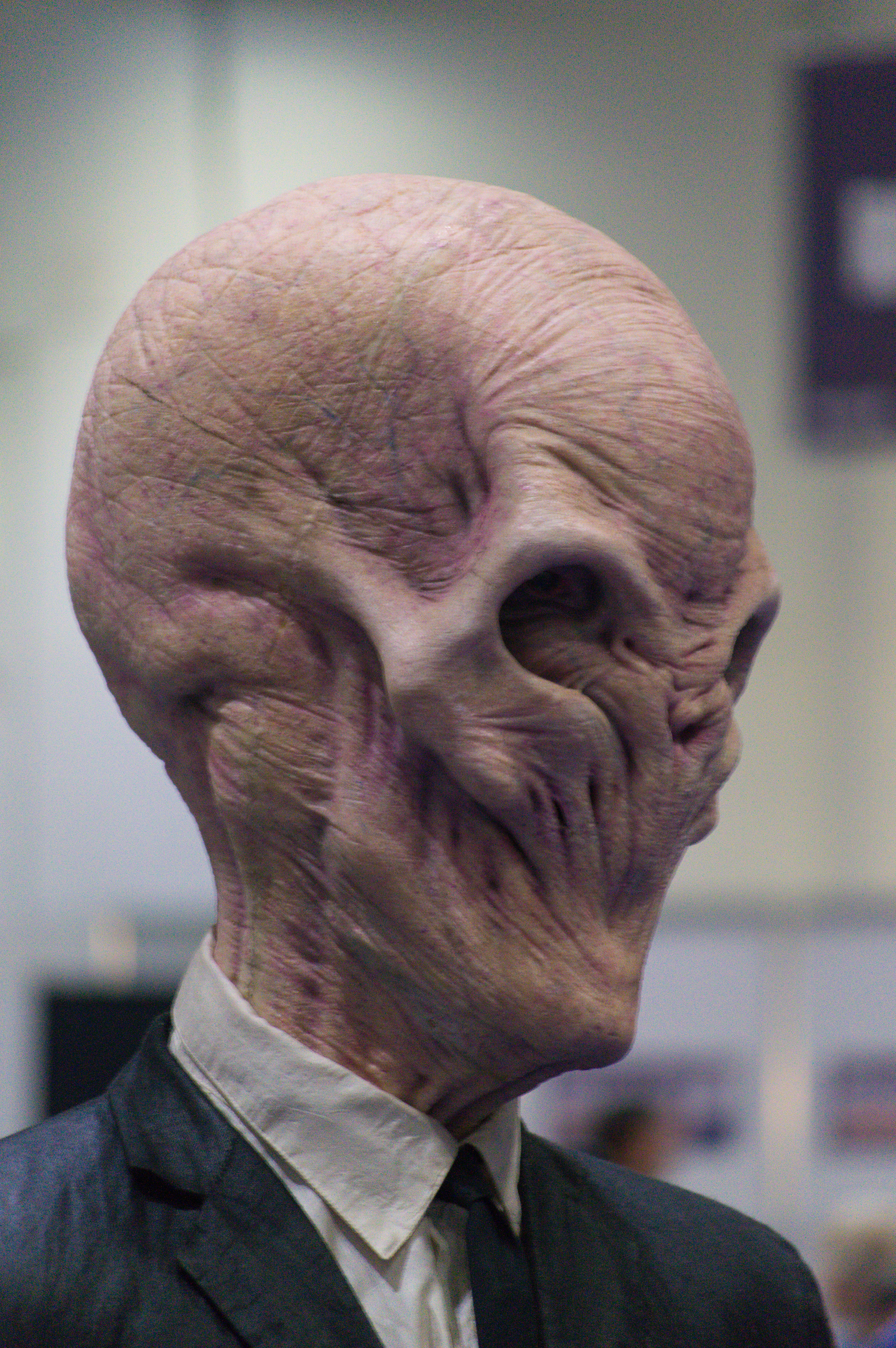
Silence

Les deux premiers épisodes d'ouverture de cette saison sont tournés pour la première fois aux États-Unis, dans l'Utah plus précisément, en partenariat avec BBC America et la BBC Worldwide.
Après quelques apparitions dans la saison 5, le personnage de Rory Williams, interprété par Arthur Darvill, deviens un compagnon du Docteur et voyage avec le Docteur et Amy tout au long de la saison.
Cette saison tourne beaucoup autour du personnage de River Song, toujours interprété par Alex Kingston, qui semble cacher un lourd secret sur sa véritable identité. Cependant, une autre menace plane également, la mort du Docteur, survenu le 22 avril 2011 sur les bords du Lac Silencio dans l'Utah organisé par l'ordre du Silence. Frances Barber joue une certaine Madame Kovarian qui a un lien très important avec cet ordre du Silence.
Le 37e Président des États-Unis d'Amérique, Richard Nixon fait une apparition dans les deux premiers épisodes d'ouverture de cette saison. Plus loin dans la saison, le dictateur Adolf Hitler fait également une courte apparition dans l'épisode Allons Tuer Hitler.
| N°       | Part.   | Titre original                                | Titre français                      | Scénario       | Réalisation    | Première diffusion au Royaume-Uni | Première diffusion en France | Code    | Audience (en millions) |
| Spécial  | Spécial | Spécial                                       | Spécial                             | Spécial        | Spécial        | Spécial                           | Spécial                      | Spécial | Spécial                |
| -------- | ------- | --------------------------------------------- | ----------------------------------- | -------------- | -------------- | --------------------------------- | ---------------------------- | ------- | ---------------------- |
| 213      | 0       | A Christmas Carol (Épisode de Noël de 60 min) | Le Fantôme des Noëls passés         | Steven Moffat  | Toby Haynes    | 25 décembre 2010                  | 24 décembre 2011             | 6.X     | 12.11                  |
| Partie 1 |         |                                               |                                     |                |                |                                   |                              |         |                        |
| 214      | 1       | The Impossible Astronaut                      | L'Impossible Astronaute, 1re partie | Steven Moffat  | Toby Haynes    | 23 avril 2011                     | 19 mai 2012                  | 6.1     | 8.86                   |
| 214      | 2       | Day of the Moon                               | L'Impossible Astronaute, 2e partie  | Steven Moffat  | Toby Haynes    | 30 avril 2011                     | 19 mai 2012                  | 6.2     | 7.30                   |
| 215      | 3       | The Curse of the Black Spot                   | La Marque noire                     | Steve Thompson | Jeremy Webb    | 7 mai 2011                        | 19 mai 2012                  | 6.3     | 7.85                   |
| 216      | 4       | The Doctor's Wife                             | L'Âme du TARDIS                     | Neil Gaiman    | Richard Clark  | 14 mai 2011                       | 19 mai 2012                  | 6.4     | 7.97                   |
| 217      | 5       | The Rebel Flesh                               | La Chair vivante, 1re partie        | Matthew Graham | Julian Simpson | 21 mai 2011                       | 26 mai 2012                  | 6.5     | 7.35                   |
| 217      | 6       | The Almost People                             | La Chair vivante, 2e partie         | Matthew Graham | Julian Simpson | 28 mai 2011                       | 26 mai 2012                  | 6.6     | 6.72                   |
| 218      | 7       | A Good Man Goes to War                        | La Retraite du démon                | Steven Moffat  | Peter Hoar     | 4 juin 2011                       | 26 mai 2012                  | 6.7     | 7.51                   |
| Partie 2 |         |                                               |                                     |                |                |                                   |                              |         |                        |
| 219      | 8       | Let's Kill Hitler                             | Allons tuer Hitler                  | Steven Moffat  | Richard Senior | 27 août 2011                      | 27 octobre 2012              | 6.8     | 8.10                   |
| 220      | 9       | Night Terrors                                 | Terreurs nocturnes                  | Mark Gatiss    | Richard Clark  | 3 septembre 2011                  | 27 octobre 2012              | 6.9     | 7.07                   |
| 221      | 10      | The Girl Who Waited                           | La Fille qui attendait              | Tom MacRae     | Nick Hurran    | 10 septembre 2011                 | 27 octobre 2012              | 6.10    | 7.60                   |
| 222      | 11      | The God Complex                               | Le Complexe divin                   | Toby Whithouse | Nick Hurran    | 17 septembre 2011                 | 3 novembre 2012              | 6.11    | 6.77                   |
| 223      | 12      | Closing Time                                  | Tournée d'adieux                    | Gareth Roberts | Steve Hughes   | 24 septembre 2011                 | 3 novembre 2012              | 6.12    | 6.93                   |
| 224      | 13      | The Wedding of River Song                     | Le Mariage de River Song            | Steven Moffat  | Richard Senior | 1er octobre 2011                  | 3 novembre 2012              | 6.13    | 7.67                   |

### 7eSaison(2011-2013)

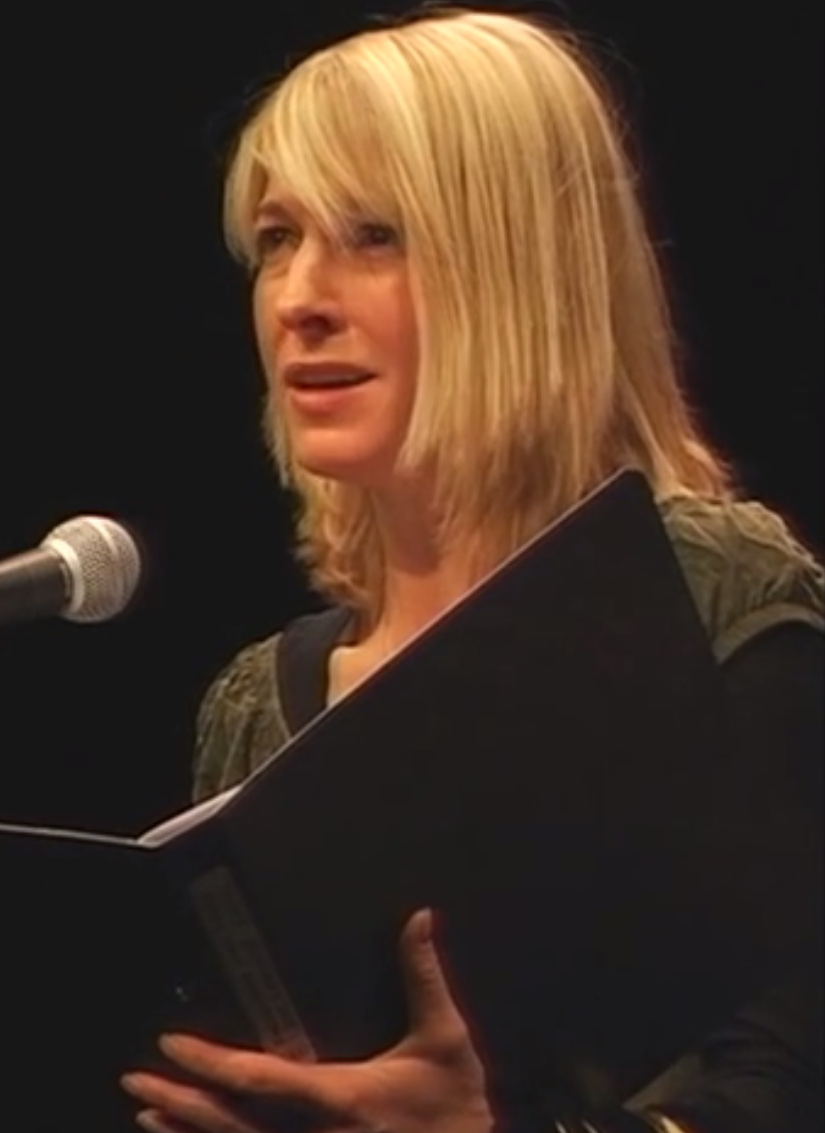
Jemma Redgrave, interprète de Kate Stewart

La septième saison voit apparaître plusieurs acteurs connus vus dans d'autres séries, tels que Warwick Davis (Willow, Harry Potter, Narnia), Ben Browder (Farscape et Stargate SG-1), Adrian Scarborough (Le Discours d'un roi), Rupert Graves (Sherlock), David Bradley (Harry Potter, Game Of Thrones), Mark Williams (Harry Potter, Red Dwarf), Liam Cunningham (Game Of Thrones), David Warner (Titanic et Tron), Jessica Raine (La Dame en Noir), Dougray Scott (Desperate Housewives), Diana Rigg (Chapeau melon et bottes de cuir et James Bond), Anamaria Marinca (4 mois, 3 semaines, 2 jours) et Rachael Stirling (Blanche-Neige et le Chasseur).
Cette saison voit malheureusement le départ de Karen Gillan (Amy Pond) et d'Arthur Darvill (Rory Williams) après l'épisode Les Anges prennent Manhattan.

Contrairement aux autres saisons, celle-ci est découpée en 2 avec 2 épisodes spéciaux de Noël ainsi que 2 génériques différents et exceptionnellement, commence en septembre, contrairement à un lancement en mars-avril de d'habitude depuis 2005. 

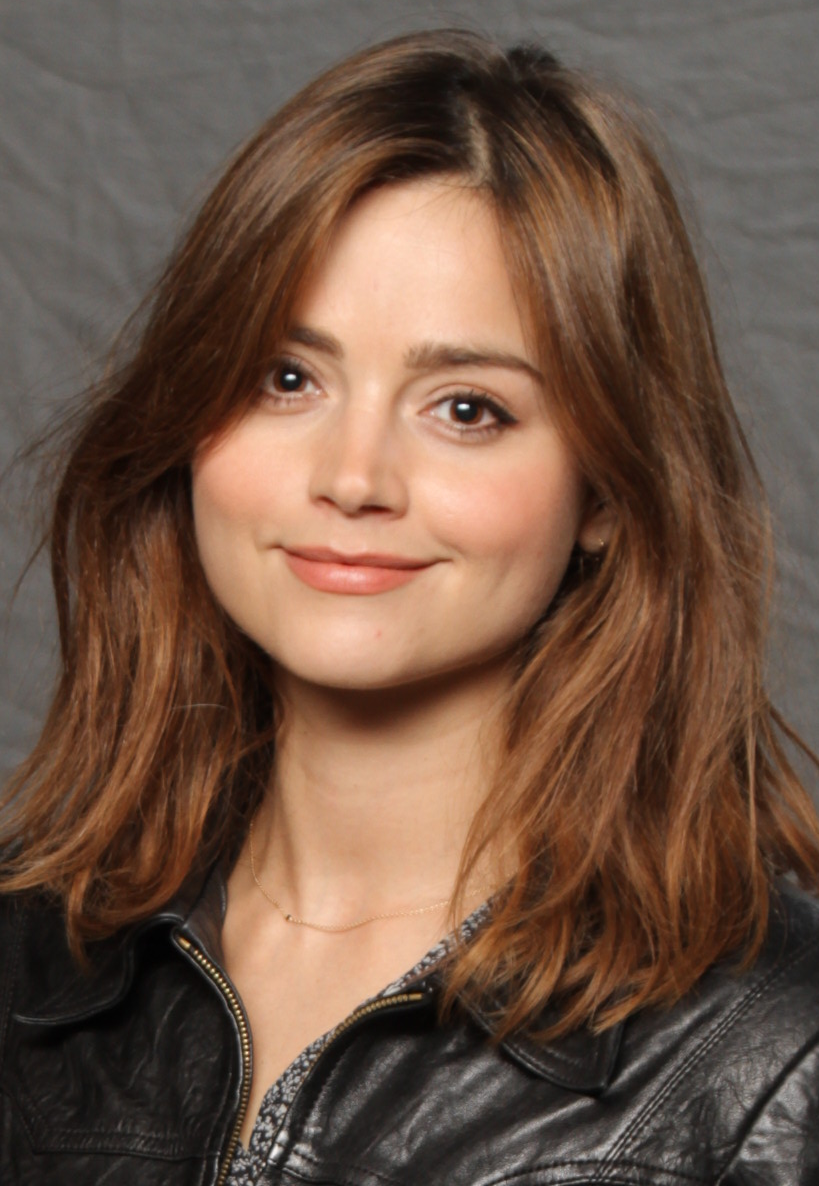
Jenna Coleman, interprète de Clara Oswald

Après le décès inattendu de l'acteur Nicholas Courtney et donc du personnage du Brigadier Alistair Gordon Lethbridge-Stewart, la saison nous met en avant le personnage de Kate Stewart, fille du Brigadier, interprété par Jemma Redgrave.

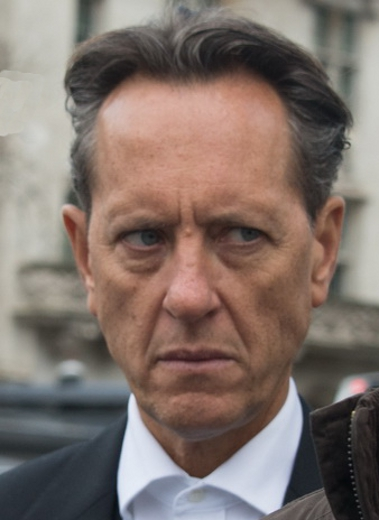
Richard E. Grant, interprète du Dr Simeon ainsi que de La Grande Intelligence

Dans cette saison, Jenna Coleman interprète la nouvelle compagne du Docteur du nom de Clara Oswald, qui était déjà apparue en tant que "Oswin Oswald" dans L'Asile des Daleks puis réapparait en tant que "Clara Oswin Oswald" dans La Dame de Glace, mais en tant que gouvernante de l'époque victorienne avant de jouer Clara Oswald du XXIe siècle qui voyagera par la suite avec le Docteur.
L'acteur Richard E. Grant, déjà apparue dans Scream of the Shalka et Doctor Who and the Curse of Fatal Death en jouant deux versions alternatives du Docteur, apparaît à plusieurs reprises dans la 2e partie de la saison 7 en tant que Dr Simeon puis en tant que La Grande Intelligence.
Cette 2e partie nous permet également de revoir le trio Mme Vastra, Jenny Flint et Strax (Neve McIntosh, Catrin Stewart et Dan Starkey) aussi connu sous le nom du "Paternoster Gang", qui était déjà apparue dans l'épisode La Retraite du Démon (Saison 6).
| N°             | Part.          | Titre original                                                     | Titre français                           | Scénario         | Réalisation       | Première diffusion au Royaume-Uni | Première diffusion en France | Audience (en millions) |
| Spécial (2011) | Spécial (2011) | Spécial (2011)                                                     | Spécial (2011)                           | Spécial (2011)   | Spécial (2011)    | Spécial (2011)                    | Spécial (2011)               | Spécial (2011)         |
| -------------- | -------------- | ------------------------------------------------------------------ | ---------------------------------------- | ---------------- | ----------------- | --------------------------------- | ---------------------------- | ---------------------- |
| 225            | 0              | The Doctor, the Widow and the Wardrobe (Épisode de Noël de 58 min) | Le Docteur, la Veuve et la Forêt de Noël | Steven Moffat    | Farren Blackburn  | 25 décembre 2011                  | 22 décembre 2012             | 10.77                  |
| Partie 1       |                |                                                                    |                                          |                  |                   |                                   |                              |                        |
| 226            | 1              | Asylum of the Daleks                                               | L’Asile des Daleks                       | Steven Moffat    | Nick Hurraner     | 1er septembre 2012                | 25 mai 2013                  | 8.33                   |
| 227            | 2              | Dinosaurs on a Spaceship                                           | Des dinosaures dans l’espace             | Chris Chibnall   | Saul Metzstein    | 8 septembre 2012                  | 25 mai 2013                  | 7.57                   |
| 228            | 3              | A Town Called Mercy                                                | La Ville de la miséricorde               | Toby Whithouse   | Saul Metzstein    | 15 septembre 2012                 | 25 mai 2013                  | 8.42                   |
| 229            | 4              | The Power of Three                                                 | L’Invasion des cubes                     | Chris Chibnall   | Douglas Mackinnon | 22 septembre 2012                 | 1er juin 2013                | 7.67                   |
| 230            | 5              | The Angels Take Manhattan                                          | Les Anges prennent Manhattan             | Steven Moffat    | Nick Hurran       | 29 septembre 2012                 | 1er juin 2013                | 7.82                   |
| Spécial (2012) |                |                                                                    |                                          |                  |                   |                                   |                              |                        |
| 231            | —              | The Snowmen (Épisode de Noël de 59 min)                            | La Dame de glace                         | Steven Moffat    | Saul Metzstein    | 25 décembre 2012                  | 1er juin 2013                | 9.87                   |
| Partie 2       |                |                                                                    |                                          |                  |                   |                                   |                              |                        |
| 232            | 6              | The Bells of Saint John                                            | Enfermés dans la toile                   | Steven Moffat    | Colm McCarthy     | 30 mars 2013                      | 15 juin 2013                 | 8.44                   |
| 233            | 7              | The Rings of Akhaten                                               | Les Anneaux d'Akhaten                    | Neil Cross       | Farren Blackburn  | 6 avril 2013                      | 15 juin 2013                 | 7.45                   |
| 234            | 8              | Cold War                                                           | Destruction mutuelle assurée             | Mark Gatiss      | Douglas Mackinnon | 13 avril 2013                     | 22 juin 2013                 | 7.37                   |
| 235            | 9              | Hide                                                               | Le Fantôme de Caliburn                   | Neil Cross       | Jamie Payne       | 20 avril 2013                     | 22 juin 2013                 | 6.61                   |
| 236            | 10             | Journey to the Centre of the TARDIS                                | Voyage au centre du TARDIS               | Stephen Thompson | Mat King          | 27 avril 2013                     | 29 juin 2013                 | 6.52                   |
| 237            | 11             | The Crimson Horror                                                 | Le Cauchemar écarlate                    | Mark Gatiss      | Saul Metzstein    | 4 mai 2013                        | 29 juin 2013                 | 6.47                   |
| 238            | 12             | Nightmare in Silver                                                | Le Cyberplanificateur                    | Neil Gaiman      | Stephen Wolfenden | 11 mai 2013                       | 6 juillet 2013               | 6.64                   |
| 239            | 13             | The Name of the Doctor                                             | Le Nom du Docteur                        | Steven Moffat    | Saul Metzstein    | 18 mai 2013                       | 6 juillet 2013               | 7.45                   |

### Épisodes spéciaux(2013)

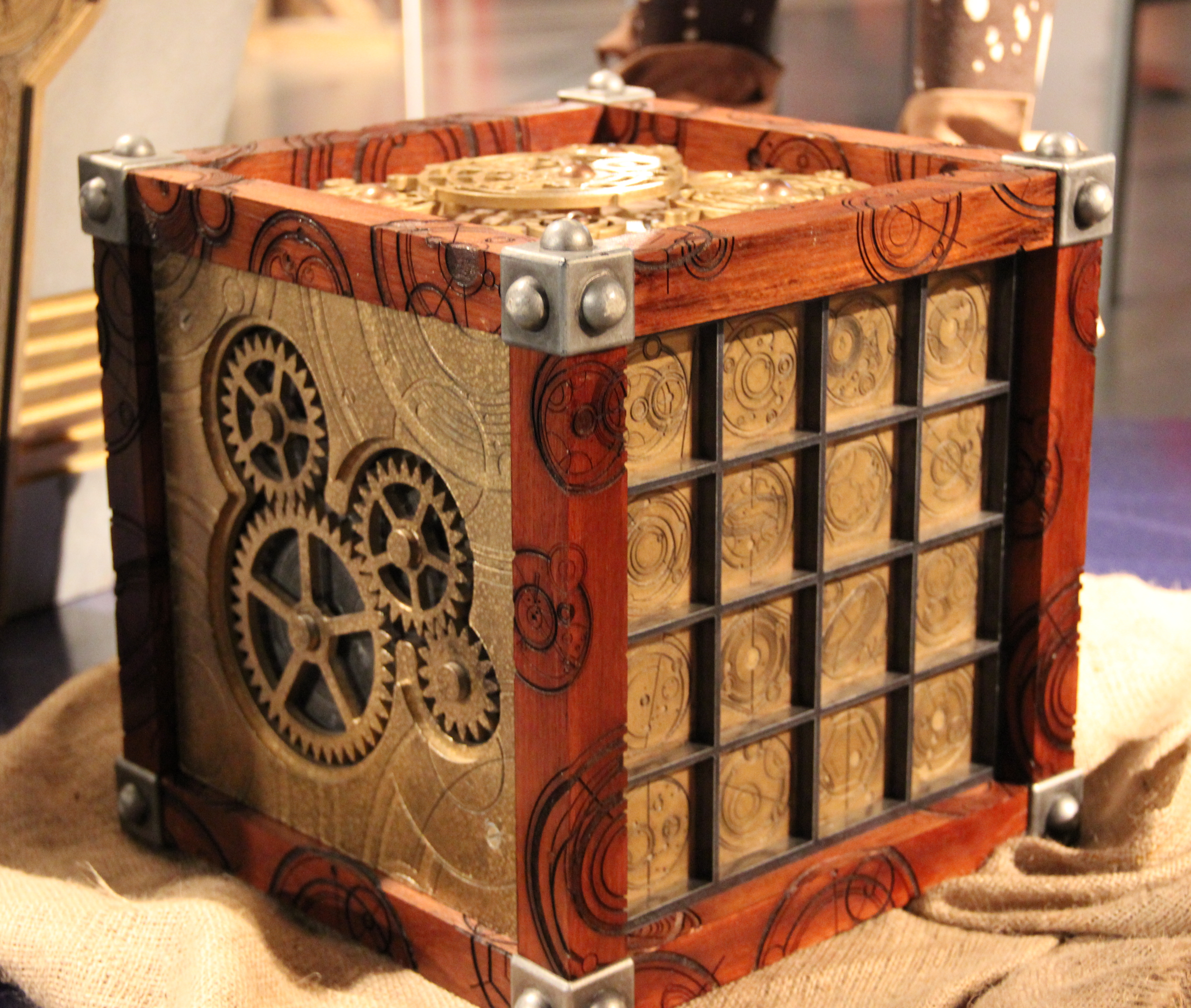
Le Moment

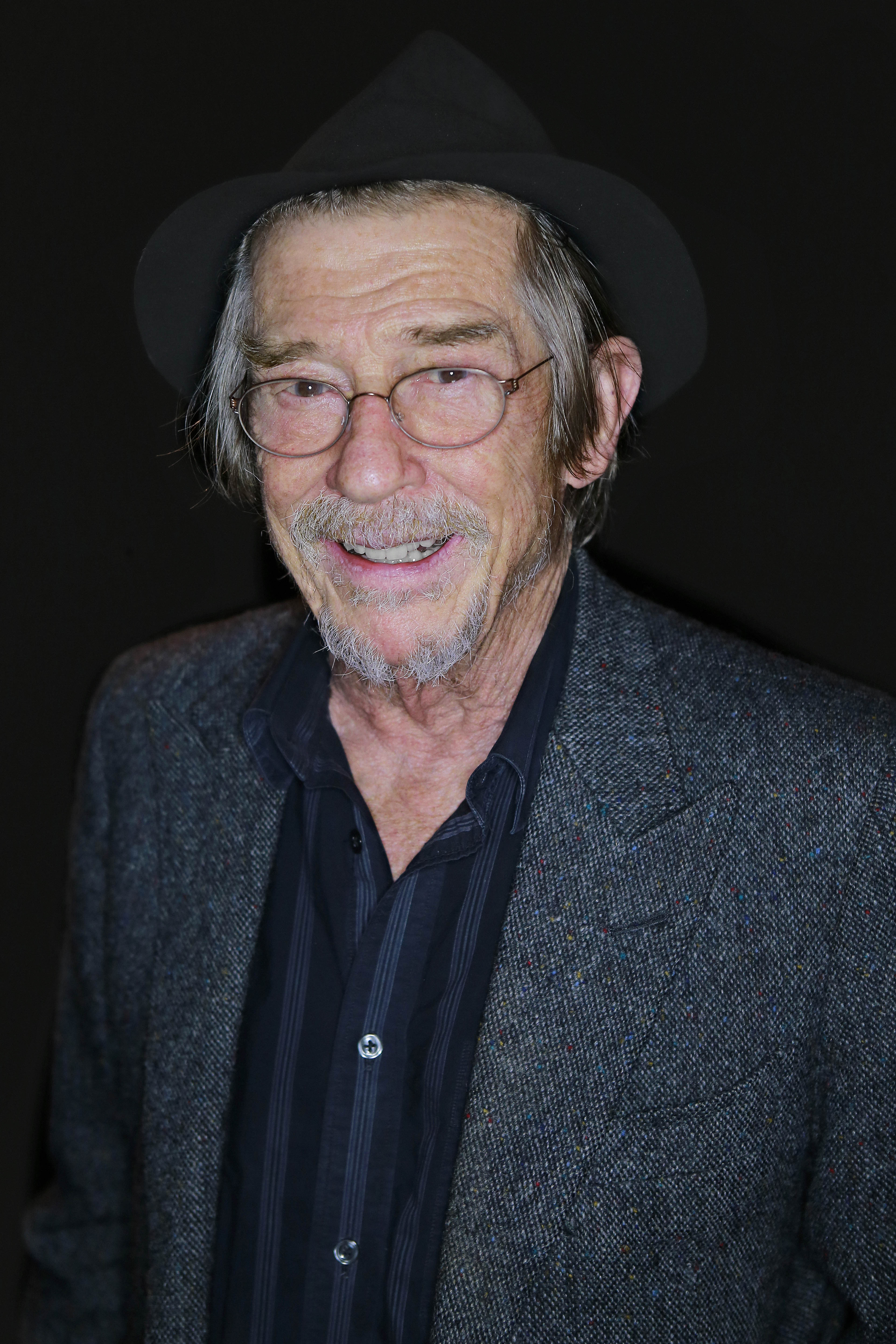
John Hurt, interprète du Docteur de la guerre

Cet épisode spécial diffusé à l'occasion du 50e anniversaire de la série voit le retour temporaire de David Tennant pour interpréter le Dixième Docteur et Billie Piper qui interprète Bad Wolf ("Méchant Loup"), ainsi que la présence de John Hurt. Ce dernier joue le rôle du Docteur de la guerre, incarnation entre le Huitième et Neuvième Docteur, comme révélé à la fin de la septième saison. Kate Stewart fait également son retour aux commandes de UNIT en compagnie de Petronella Osgood (Ingrid Oliver).

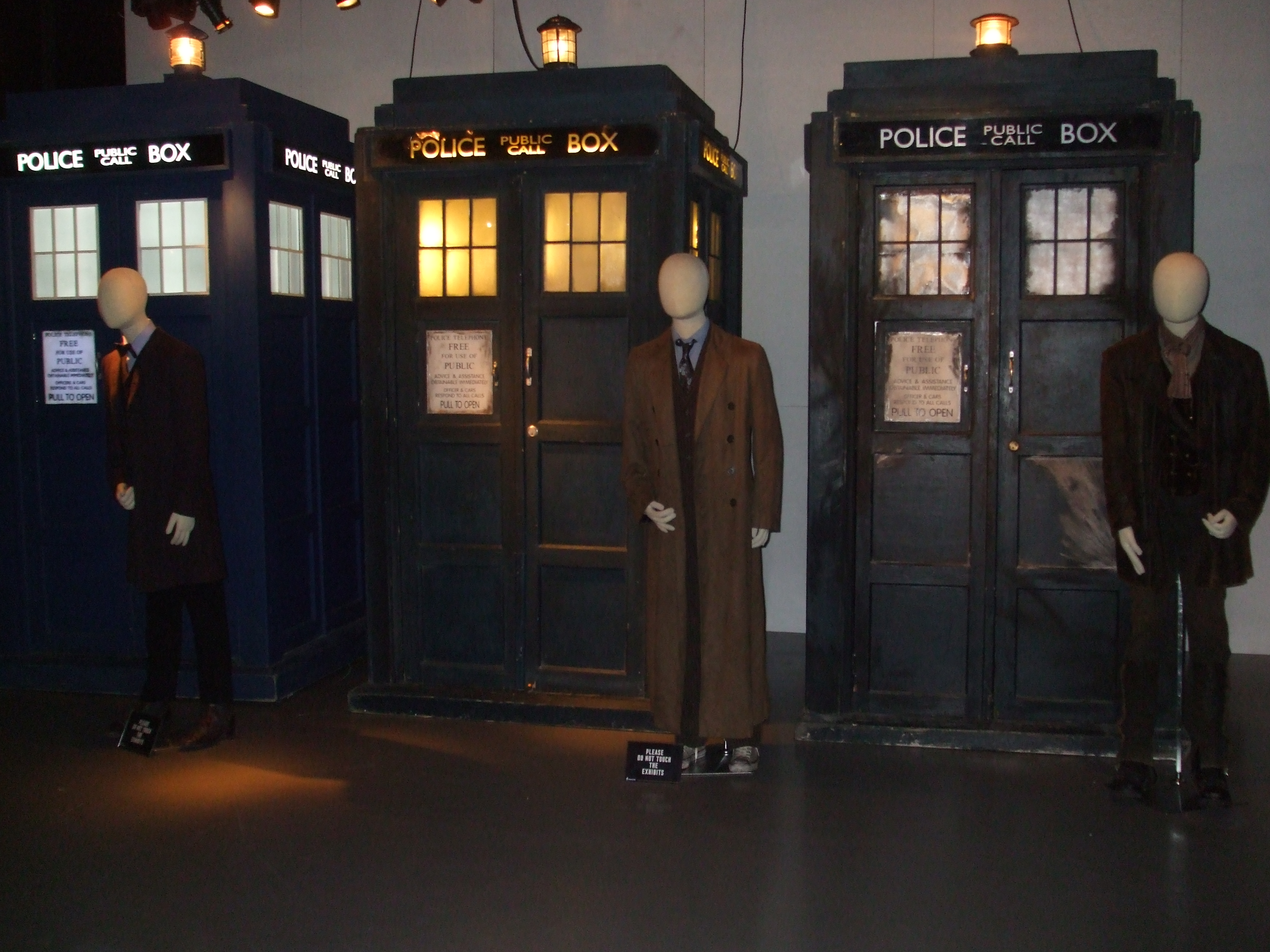
Le Onzième, Dixième et Docteur de la Guerre et leur TARDIS

La Guerre du Temps, longtemps mentionnée durant le renouveau de la série, est au centre de l'intrigue et nous permet d'en savoir plus sur ce qu'il s'est réellement passé durant cette guerre.
Afin de célébrer les 50 ans, toutes les versions du Docteur, du Premier au Onzième Docteur sont présents via des images d'archives de la série classique et du téléfilm américano-britannique de 1996 pour ceux non présents dans l'épisode. Avant son apparition officielle après la régénération du Onzième Docteur dans L'Heure du Docteur, Peter Capaldi apparaît le temps d'une courte scène annonçant et confirmant son arrivée prochaine en tant que Douzième Docteur. L'acteur ayant joué respectivement le Quatrième Docteur, Tom Baker apparaît à la fin de l'épisode en tant que conservateur de musée.
L'épisode spécial 50 ans a bénéficié d'une sortie cinéma limitée en 3D et d'une diffusion multilingues sur France 4 ainsi qu'une diffusion simultanée dans 94 pays différents.

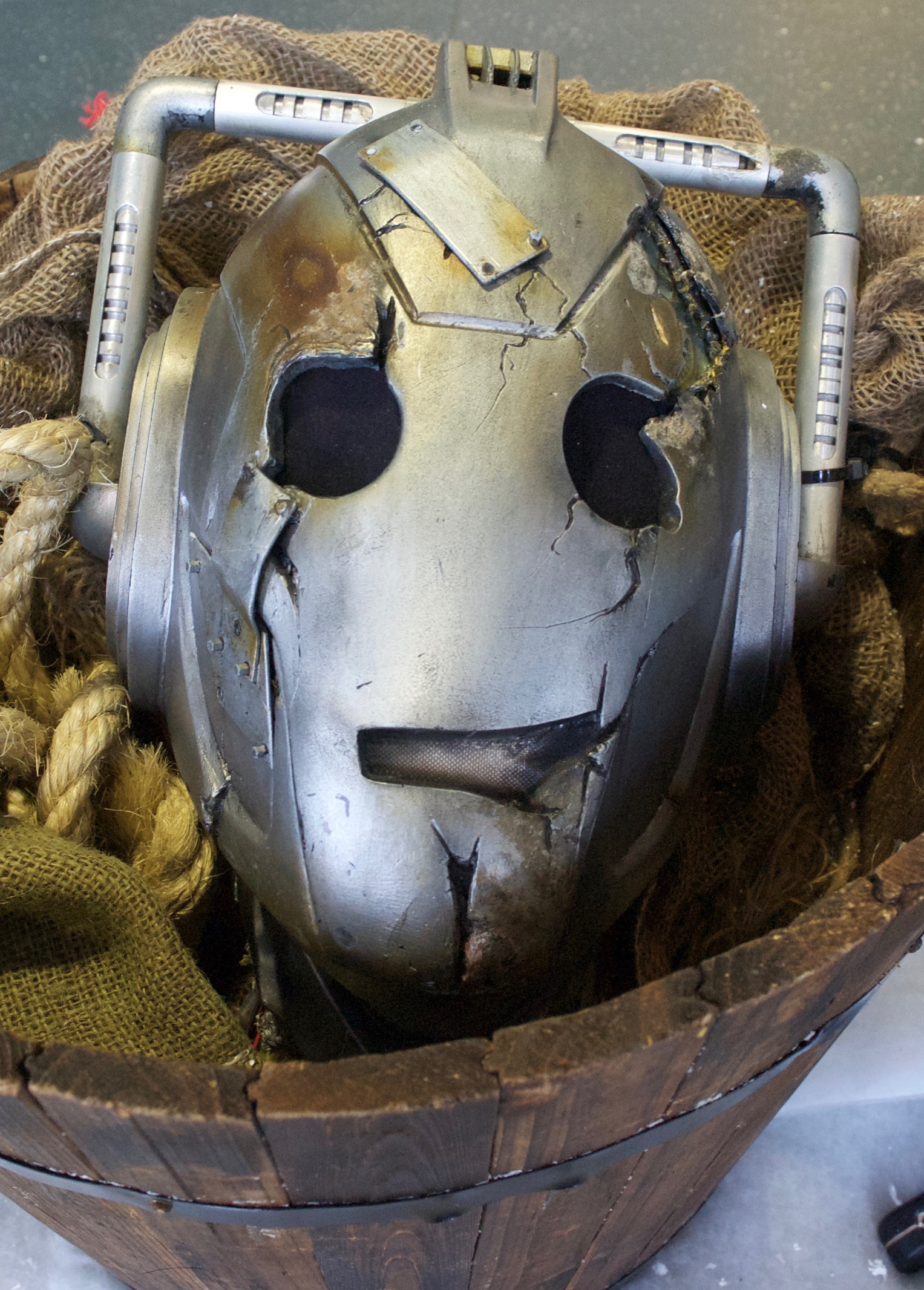
Cafetière, petite tête de cyberman qui accompagne le Docteur pendant ce final

Pendant les célébrations du 50e anniversaire un court web épisode nommé The Night of the Doctor, publié le 14 novembre 2013, présente la régénération du Huitième Docteur interprété par Paul McGann en Docteur de la guerre, interprété par John Hurt pendant les débuts de la Guerre du Temps.
Un documentaire retraçant la genèse de la série Doctor Who nommé An Adventure in Space and Time a également été diffusé le 21 novembre 2013 sur BBC Two avec David Bradley comme interprète de William Hartnell et en l'occurrence le Premier Docteur également.
Le deuxième et dernier épisode spécial diffusé en 2013 mettant en scène le final et la régénération du Onzième Docteur est diffusé à Noël 2013 et montre le Docteur, intrigué par un message diffusé à travers l'univers dont toutes les créatures connues semblent s'y intéresser.
Après avoir enquêté sur le lieu d'où est diffusé le message, il apprend que le message viens de la fissure, de l'autre côté, qu'il a été envoyé par les Seigneurs du Temps et que la planète où il est se nomme Trenzalore, nom souvent prononcé comme étant le lieu de sa mort, car il est arrivé au bout de son cycle de régénération.
| N°  | Part. | Titre original                                           | Titre français     | Scénario      | Réalisation | Première diffusion au Royaume-Uni | Première diffusion en France | Audience (en millions) |
| --- | ----- | -------------------------------------------------------- | ------------------ | ------------- | ----------- | --------------------------------- | ---------------------------- | ---------------------- |
| 240 | 1     | The Day of the Doctor (Épisode spécial 50 ans de 76 min) | Le Jour du Docteur | Steven Moffat | Nick Hurran | 23 novembre 2013                  | 23 novembre 2013             | 12.80                  |
| 241 | 2     | The Time of the Doctor (Épisode de Noël de 60 min)       | L'Heure du Docteur | Steven Moffat | Jamie Payne | 25 décembre 2013                  | 22 mars 2014                 | 11.14                  |

## Douzième Docteur(2013-2017)

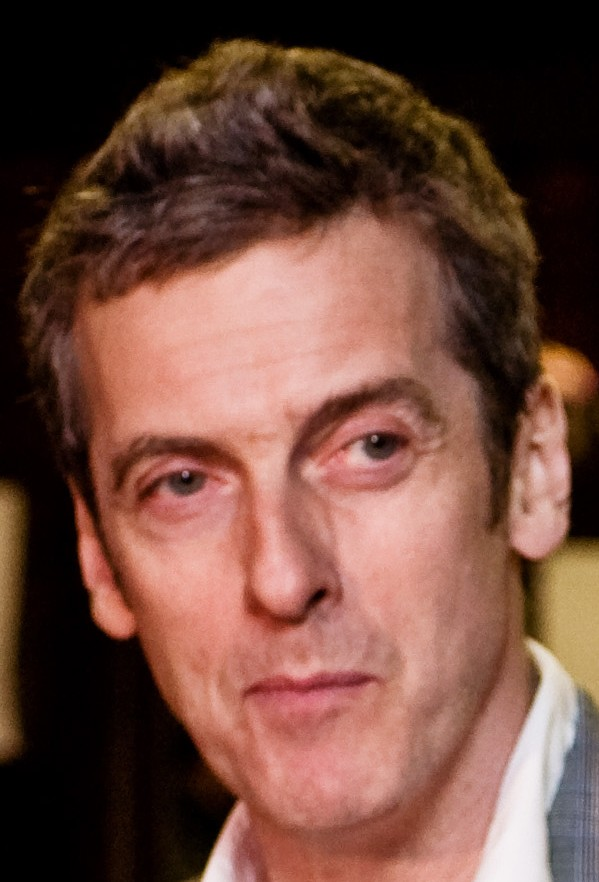
Peter Capaldi interprète du 12e Docteur

Matt Smith annonce le 1er juin 2013 qu'il ne compte pas reprendre son rôle du Docteur après l'épisode de Noël 2013. Le 4 août 2013, dans une émission spéciale diffusée par la BBC, Peter Capaldi est révélé comme étant le Douzième Docteur et a également eu le droit a une petite scène dans l'épisode spécial 50 ans avant son apparition officiel à la fin de l'épisode spécial Noël L'Heure du Docteur. L'acteur est déjà apparu dans un rôle mineur au cours de l'épisode La Chute de Pompéi (Saison 4) ainsi que dans la série Torchwood dans la saison Children of Earth.

### 8eSaison(2014)

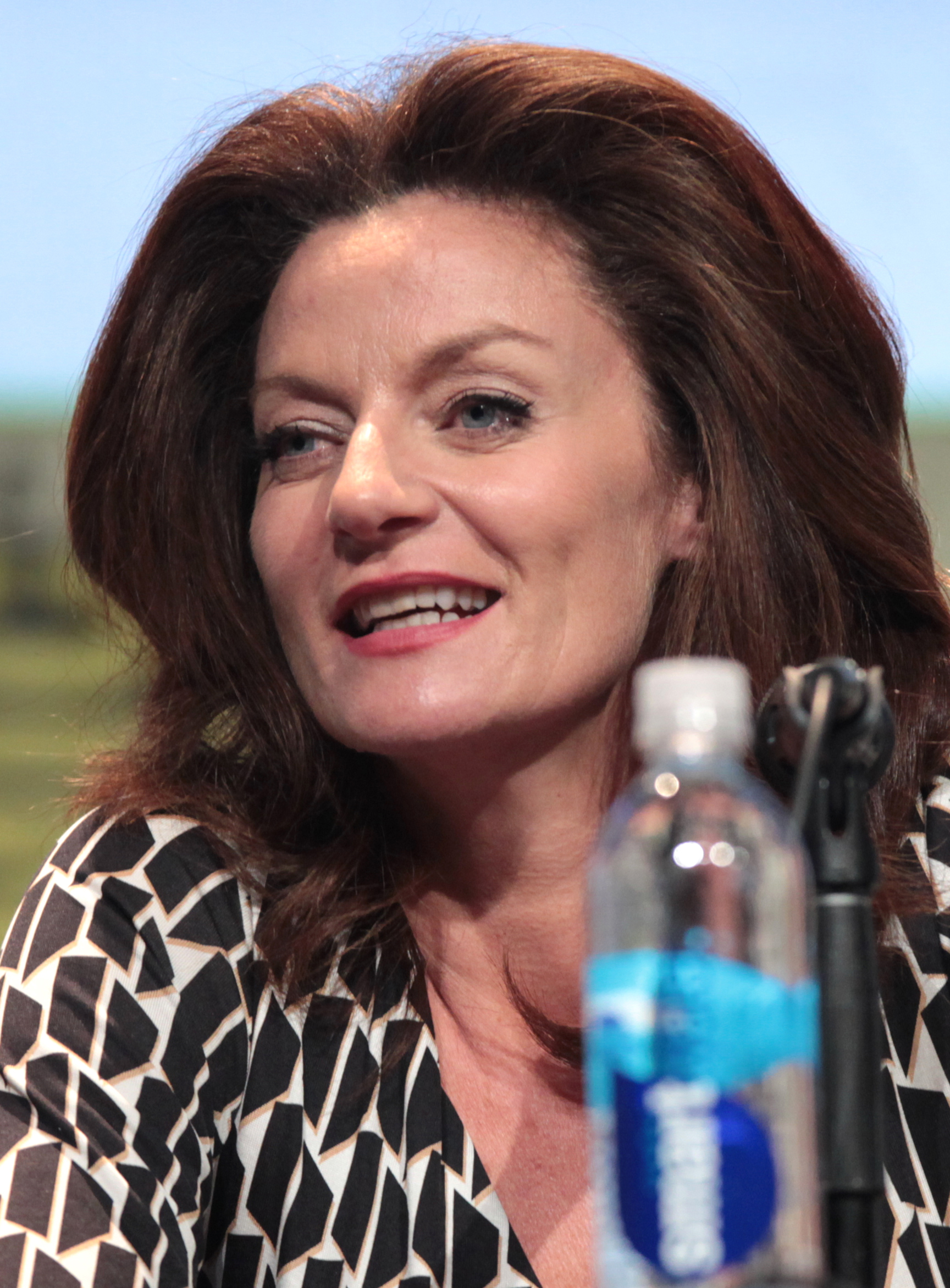
Michelle Gomez, interprète de Missy / Le Maître

Dans l'épisode lancement de la saison, Le trio Mme Vastra, Jenny Flint et Strax est de retour pour une dernière fois. À la fin de ce même épisode, une femme du nom de Missy fait son apparition dans la série, mais ce n'est qu'à la fin de la saison qu'on apprend qu'elle est une version féminine du Maître interprété ici par Michelle Gomez.
L'actrice Jenna Coleman interprète toujours le personnage de Clara Oswald qui, en parallèle de ses aventures avec ce tout nouveau Docteur, exerce son rôle de professeur d'anglais à l'école de Coal Hill et va connaître une idylle avec un prof de maths du nom de Danny Pink, interprété par Samuel Anderson (Emmerdale).
Dans le final de la saison, on a le retour de Kate Stewart (Jemma Redgrave) et Petronella Osgood (Ingrid Oliver).
Plusieurs acteurs et actrices sont annoncés dans cette saison : Tom Riley (Hercule Poirot), Keeley Hawes (MI-5), Ben Miller (Nick Cutter et les Portes du temps, Meurtres au paradis).
| N°  | Part. | Titre original              | Titre français                  | Scénario                         | Réalisation       | Première diffusion au Royaume-Uni | Première diffusion en France | Audience (en millions) |
| --- | ----- | --------------------------- | ------------------------------- | -------------------------------- | ----------------- | --------------------------------- | ---------------------------- | ---------------------- |
| 242 | 1     | Deep Breath (75 min)        | En apnée                        | Steven Moffat                    | Ben Wheatley      | 23 août 2014                      | 25 mars 2015                 | 9.17                   |
| 243 | 2     | Into the Dalek              | Dans le ventre du Dalek         | Phil Ford & Steven Moffat        | Ben Wheatley      | 30 août 2014                      | 27 mars 2015                 | 7.29                   |
| 244 | 3     | Robot of Sherwood           | Robot des Bois                  | Mark Gatiss                      | Paul Murphy       | 6 septembre 2014                  | 27 mars 2015                 | 7.28                   |
| 245 | 4     | Listen                      | Jamais seul                     | Steven Moffat                    | Douglas Mackinnon | 13 septembre 2014                 | 27 mars 2015                 | 7.01                   |
| 246 | 5     | Time Heist                  | Braquage temporel               | Stephen Thompson & Steven Moffat | Douglas Mackinnon | 20 septembre 2014                 | 3 avril 2015                 | 6.99                   |
| 247 | 6     | The Caretaker               | Le Gardien                      | Gareth Roberts & Steven Moffat   | Paul Murphy       | 27 septembre 2014                 | 3 avril 2015                 | 6.82                   |
| 248 | 7     | Kill the Moon               | La Première Femme sur la Lune   | Peter Harness                    | Paul Wilmshurst   | 4 octobre 2014                    | 3 avril 2015                 | 6.91                   |
| 249 | 8     | Mummy on the Orient Express | La Momie de l'Orient-Express    | Jamie Mathieson                  | Paul Wilmshurst   | 11 octobre 2014                   | 10 avril 2015                | 7.11                   |
| 250 | 9     | Flatline                    | À plat                          | Jamie Mathieson                  | Douglas Mackinnon | 18 octobre 2014                   | 10 avril 2015                | 6.71                   |
| 251 | 10    | In the Forest of the Night  | Promenons-nous dans les bois... | Frank Cottrell Boyce             | Sheree Folkson    | 25 octobre 2014                   | 10 avril 2015                | 6.92                   |
| 252 | 11    | Dark Water                  | La Nécrosphère                  | Steven Moffat                    | Rachel Talalay    | 1er novembre 2014                 | 17 avril 2015                | 7.34                   |
| 252 | 12    | Death in Heaven             | Mort au paradis                 | Steven Moffat                    | Rachel Talalay    | 8 novembre 2014                   | 17 avril 2015                | 7.60                   |

### 9eSaison(2014-2015)

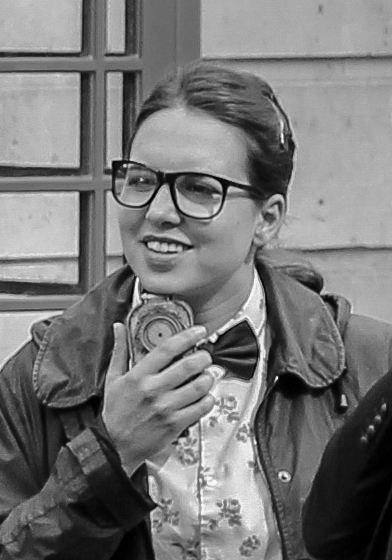
Ingrid Oliver, interprète de Petronella Osgood

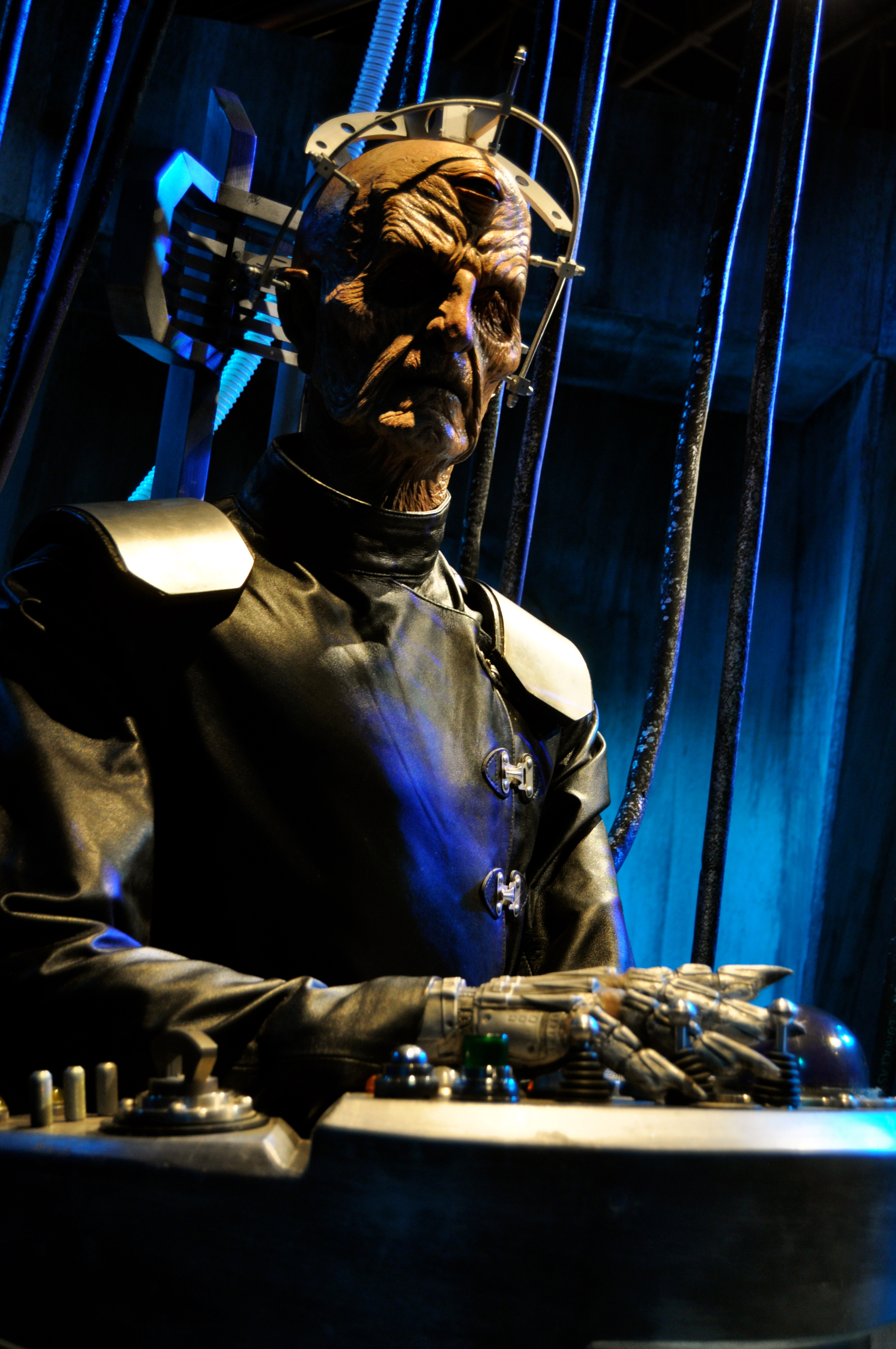
Davros

Après un final de saison où Clara décide de partir, cette dernière finit réveillé en pleine nuit, la veille de Noël par le Père Noël, ici interprété par Nick Frost.
Cette neuvième saison a pour particularité d'être beaucoup composée de doubles épisodes.
Dans le double épisodes d'ouverture de la saison, le personnage de Missy fait son retour après avoir été supposément tué dans le final de la saison 8. Avec l'aide de Clara, elles retrouvent le Docteur qui semble devoir faire face à son cadran de confession lorsqu'un Seigneur du Temps est proche de la mort. Cependant, ils finissent tous piégés par Davros qui n'était pas revenu depuis 2008 dans La Terre Volée / La Fin du Voyage sur Skaro face aux Daleks.
Durant la saison, une menace plane autour de l'hybride une créature dangereuse qui serait un mélange de deux races guerrières et qui menace l'entièreté de la création et qui, un jour, se tiendrait sur les ruines de Gallifrey.

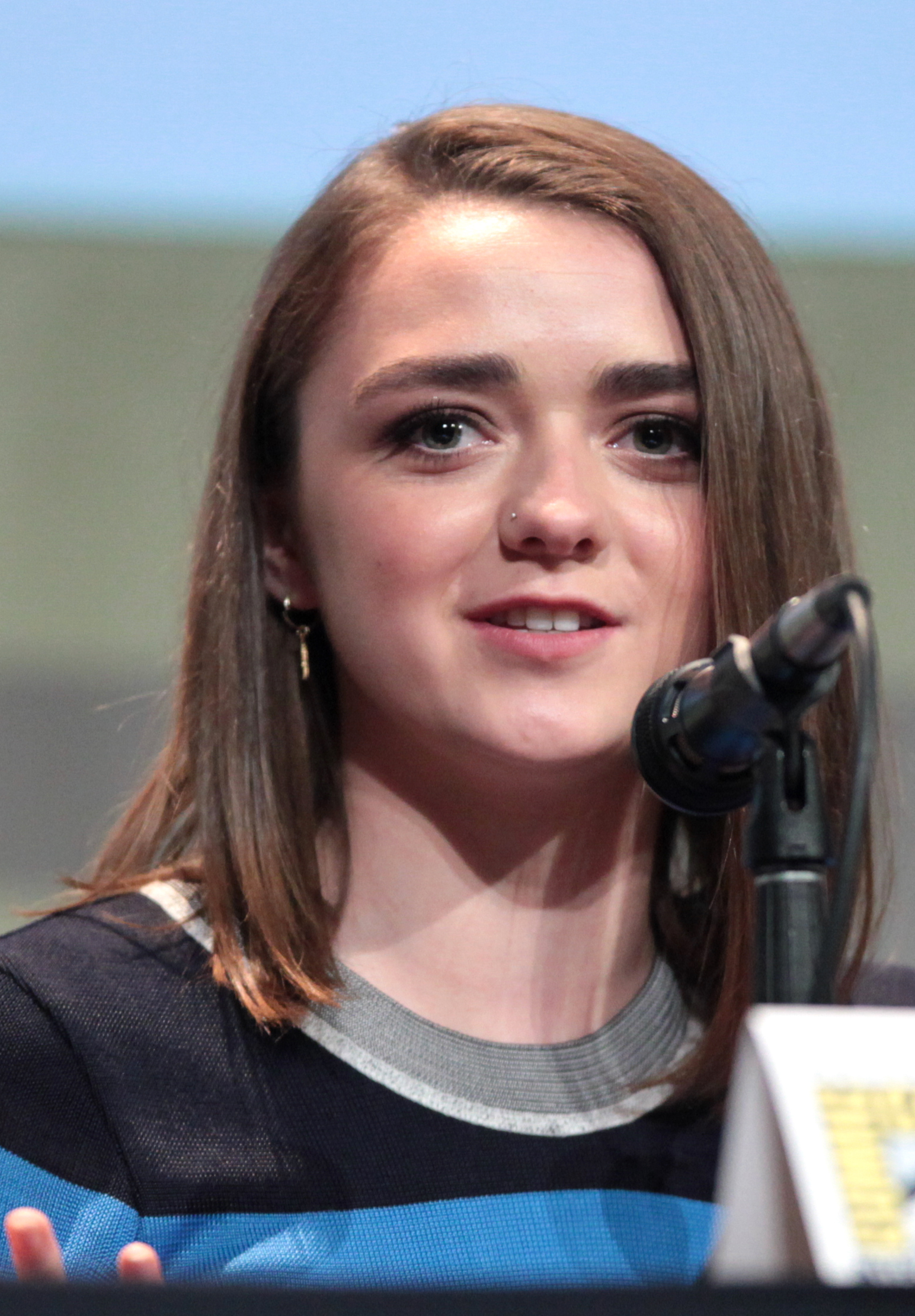
Maisie Williams, interprèted'Ashildr / Moi

L'actrice Maisie Williams (Game of Thrones) apparaît à plusieurs reprises dans la saison en tant qu'une certaine Ashildr qui fait son apparition dans La Fin d'une vie et reviendra plus tard en tant que "Moi".

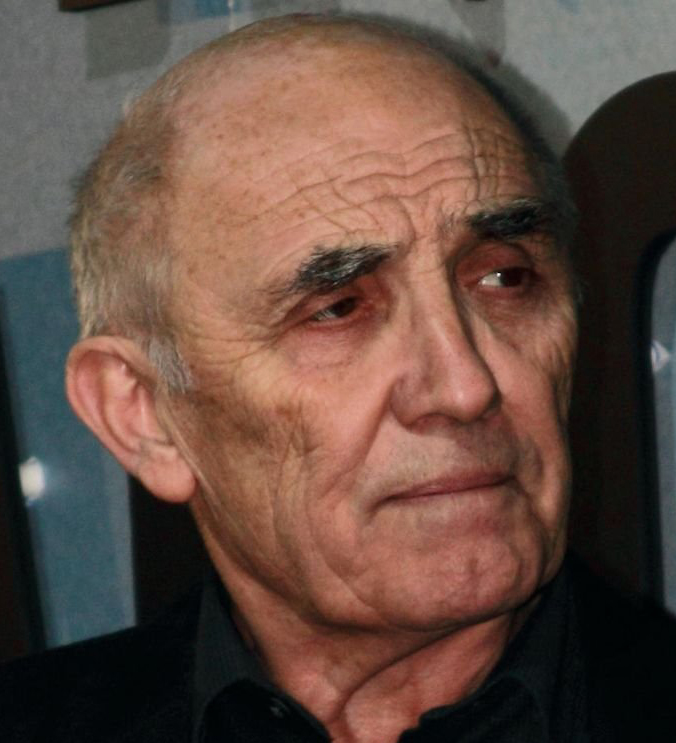
Donald Sumpter, interprète de Rassilon

Les personnages de Kate Stewart (Jemma Redgrave) et Petronella Osgood (Ingrid Oliver) font leurs retours dans Vérité ou Conséquences, première partie et deuxième partie, même si Kate apparaît déjà dans Le Magicien et son disciple, épisode 1 de cette saison. Dans ce double épisodes, l'intrigue fait directement lien avec celle autour des Zygons dans l'épisode spécial 50 ans de la série.
Cette saison marque le départ de Jenna Coleman dans la série et du coup la mort du personnage de Clara Oswald dans la série pendant l'épisode Le Corbeau.
Montée en enfer met en avant le retour de Gallifrey mais également de Rassilon, qui n'était plus réapparu depuis le double épisode spécial La Prophétie de Noël, et qui est joué à présent par Donald Sumpter, en raison d'indisponibilité de Timothy Dalton d'avoir repris le rôle, des Sœurs de Karn apparues au début de la saison ainsi que dans le web épisode The Night of the Doctor, du général apparu dans l'épisode spécial 50 ans ainsi que la fameuse maison où le Docteur de la Guerre se retrouve avec "Le Moment".
| N°      | Part.   | Titre original                             | Titre français                     | Scénario                        | Réalisation       | Première diffusion au Royaume-Uni | Première diffusion en France | Audience (en millions) |
| Spécial | Spécial | Spécial                                    | Spécial                            | Spécial                         | Spécial           | Spécial                           | Spécial                      | Spécial                |
| ------- | ------- | ------------------------------------------ | ---------------------------------- | ------------------------------- | ----------------- | --------------------------------- | ---------------------------- | ---------------------- |
| 253     | 0       | Last Christmas (Épisode de Noël de 60 min) | Douce Nuit                         | Steven Moffat                   | Paul Wilmshurst   | 25 décembre 2014                  | 24 avril 2015                | 8.28                   |
| Saison  |         |                                            |                                    |                                 |                   |                                   |                              |                        |
| 254     | 1       | The Magician's Apprentice                  | Le Magicien et son disciple        | Steven Moffat                   | Hettie MacDonald  | 19 septembre 2015                 | 26 décembre 2015             | 6.54                   |
| 254     | 2       | The Witch's Familiar                       | La Sorcière et son pantin          | Steven Moffat                   | Hettie MacDonald  | 26 septembre 2015                 | 26 décembre 2015             | 5.71                   |
| 255     | 3       | Under the Lake                             | Au fond du lac                     | Toby Whithouse                  | Daniel O'Hara     | 3 octobre 2015                    | 2 janvier 2016               | 5.63                   |
| 255     | 4       | Before the Flood                           | Avant l'inondation                 | Toby Whithouse                  | Daniel O'Hara     | 10 octobre 2015                   | 2 janvier 2016               | 6.05                   |
| 256     | 5       | The Girl Who Died                          | La Fin d'une vie                   | Jamie Mathieson & Steven Moffat | Ed Bazalgette     | 17 octobre 2015                   | 9 janvier 2016               | 6.56                   |
| 257     | 6       | The Woman Who Lived                        | Une vie sans fin                   | Catherine Tregenna              | Ed Bazalgette     | 24 octobre 2015                   | 16 janvier 2016              | 6.11                   |
| 258     | 7       | The Zygon Invasion                         | Vérité ou Conséquences, 1re partie | Peter Harness                   | Daniel Nettheim   | 31 octobre 2015                   | 23 janvier 2016              | 5.76                   |
| 258     | 8       | The Zygon Inversion                        | Vérité ou Conséquences, 2e partie  | Peter Harness & Steven Moffat   | Daniel Nettheim   | 7 novembre 2015                   | 23 janvier 2016              | 6.03                   |
| 259     | 9       | Sleep no More                              | Dans les bras de Morphée           | Mark Gatiss                     | Justin Molotnikov | 14 novembre 2015                  | 30 janvier 2016              | 5.61                   |
| 260     | 10      | Face the Raven                             | Le Corbeau                         | Sarah Dollard                   | Justin Molotnikov | 21 novembre 2015                  | 30 janvier 2016              | 6.05                   |
| 261     | 11      | Heaven Sent (55 min)                       | Descente au paradis                | Steven Moffat                   | Rachel Talalay    | 28 novembre 2015                  | 13 février 2016              | 6.19                   |
| 262     | 12      | Hell Bent (65 min)                         | Montée en enfer                    | Steven Moffat                   | Rachel Talalay    | 5 décembre 2015                   | 20 février 2016              | 6.17                   |

### Épisode spécial(2015)

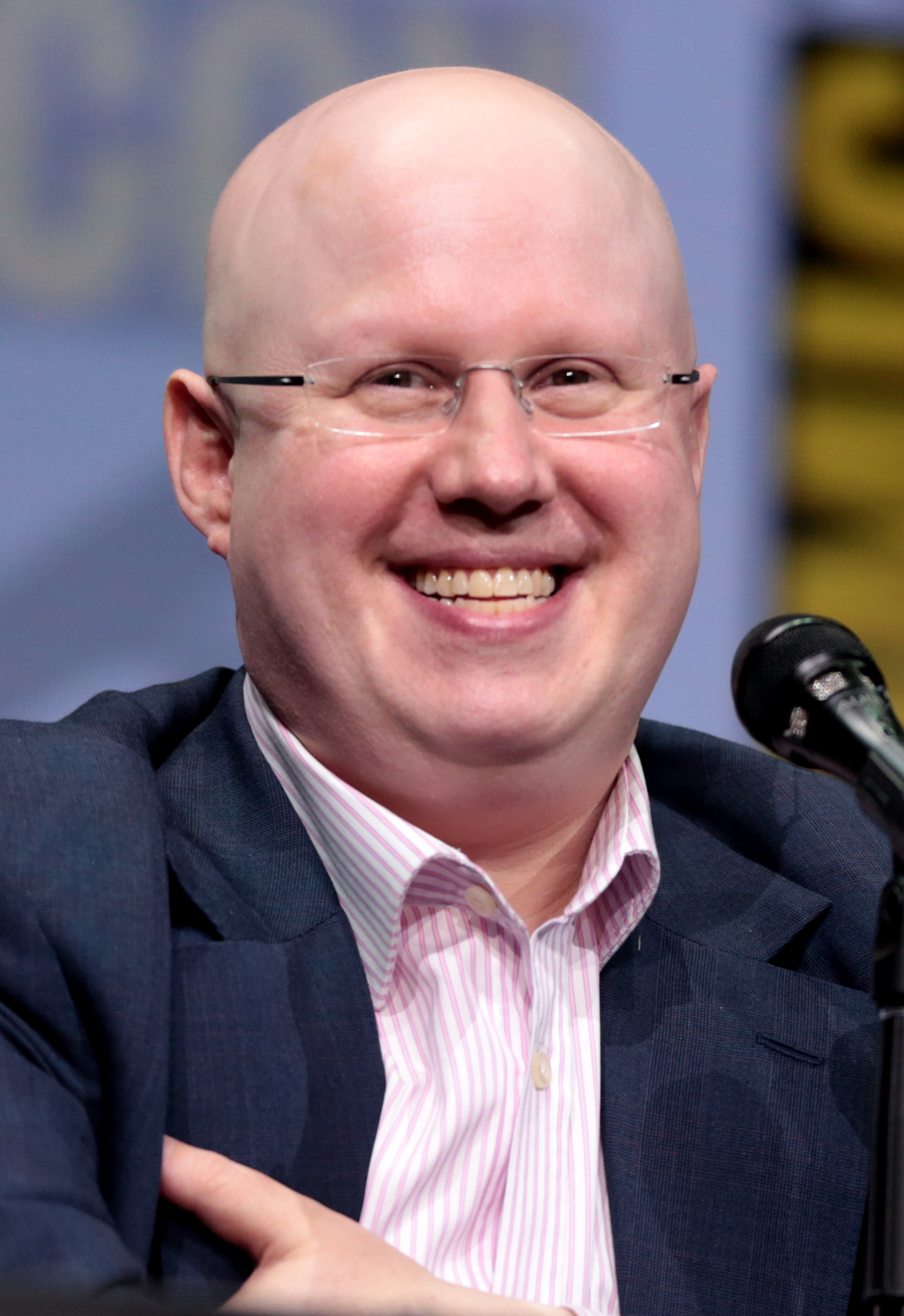
Matt Lucas, interprète de Nardole

Après le départ de Clara Oswald (Jenna Coleman), le Docteur retrouve River Song, interprété par Alex Kingston qui reprend son rôle pour la dernière fois après sa dernière apparition dans Le Nom du Docteur, final de la saison 7.
Cet épisode voit également l'arrivée d'un nouveau personnage et futur compagnon du Docteur pendant la saison 10 qui est Nardole, interprété par Matt Lucas.
River fait la connaissance de ce nouveau Docteur, mais sans savoir qu'il est le Docteur réellement dû à son nouveau cycle de régénération survenue dans L'Heure du Docteur et qu'elle ne reconnaît pas immédiatement. Durant l'épisode, elle est mariée au Roi Hydroflax dont elle essaye de voler un diamant se trouvant dans son crâne, cependant, ils finissent par se faire poursuivre par le corps d'Hydroflax jusqu'au TARDIS.
Une fois arrivés sur un vaisseau de mercenaire, le Docteur et River se font piéger par une connaissance de River afin d'offir à Hydroflax le corps du Docteur et c'est à ce moment qu'elle comprend que le Docteur est à côté d'elle. Après qu'une tempête de météore frappe le vaisseau, ils se rendent dans la salle de contrôle du vaisseau et découvrent qu'ils s'apprêtent à s'écraser sur Darillium.
Une fois sur Darillium, c'est à ce moment que l'histoire que River raconte au Docteur dans Bibliothèque des Ombres, deuxième partie permet de compléter son arc.
| N°  | Part. | Titre original                                         | Titre français          | Scénario      | Réalisation       | Première diffusion au Royaume-Uni | Première diffusion en France | Audience (en millions) |
| --- | ----- | ------------------------------------------------------ | ----------------------- | ------------- | ----------------- | --------------------------------- | ---------------------------- | ---------------------- |
| 263 | —     | The Husbands of River Song (Épisode de Noël de 60 min) | Les Maris de River Song | Steven Moffat | Douglas Mackinnon | 25 décembre 2015                  | 27 février 2016              | 7.69                   |

### 10eSaison(2016-2017)

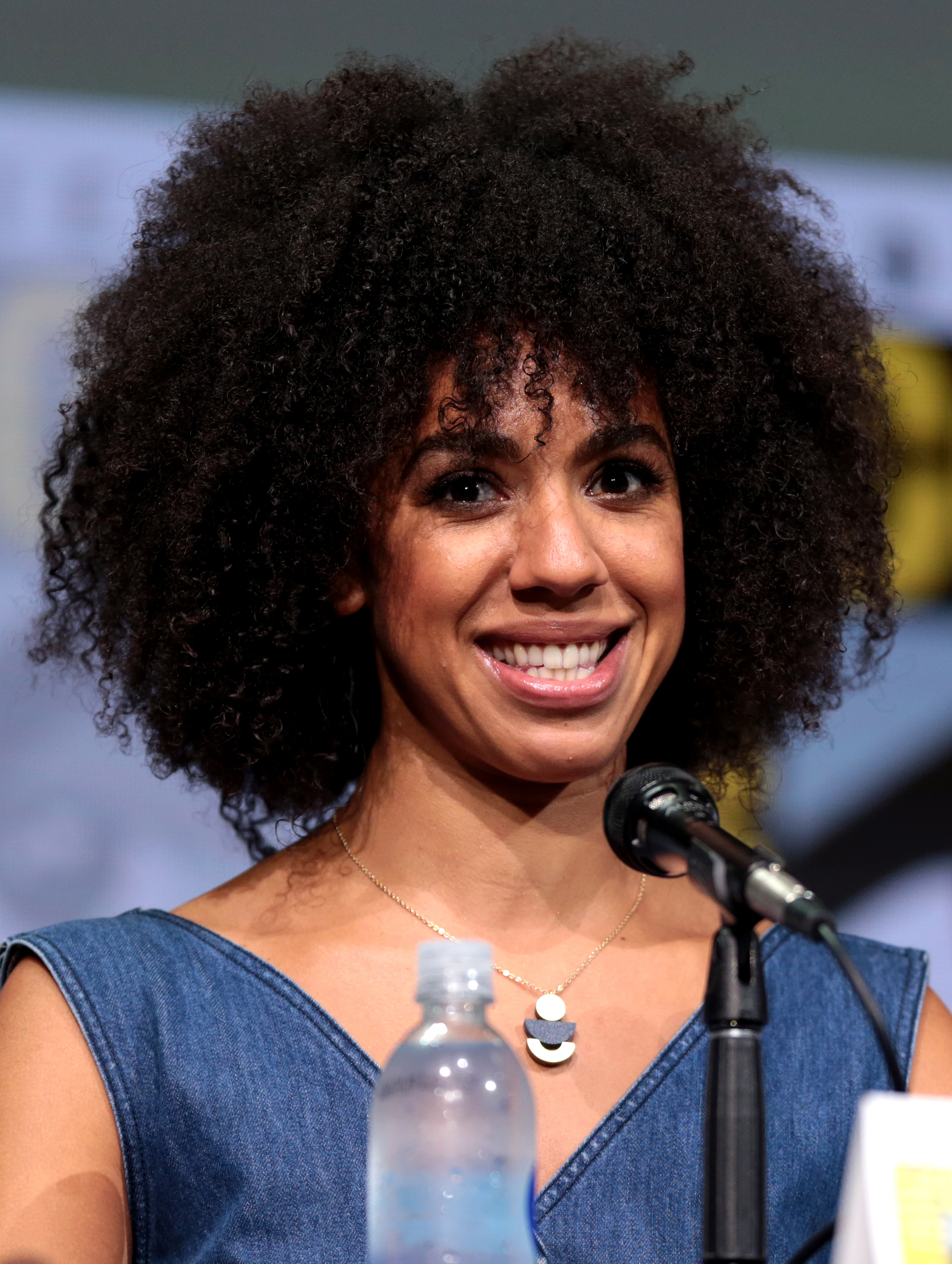
Pearl Mackie, interprète de Bill Potts

Cette saison marque l'arrivée de la nouvelle compagne du Docteur, Bill Potts, interprétée par Pearl Mackie, première compagne ouvertement lesbienne. Le personnage de Nardole (Matt Lucas) devient un compagnon dès l'épisode Le Retour du Docteur Mysterio.
Cette dixième saison marque la fin de Capaldi en tant que Douzième Docteur, mais également la fin de Steven Moffat en tant que showrunner de la série avant d'être remplacé par Chris Chibnall.

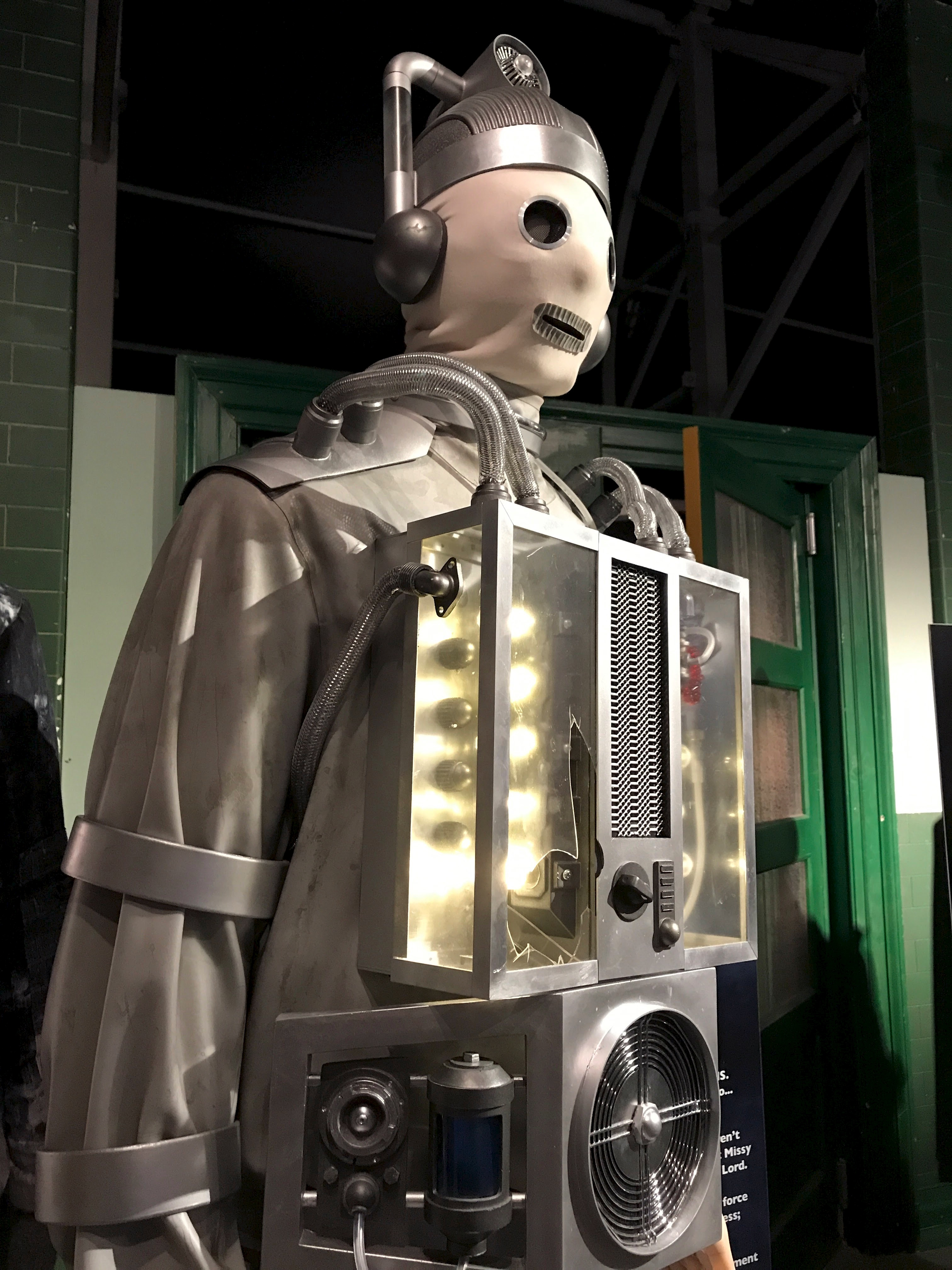
Cybermen Mondasiens

Au cours de la saison, on apprend que Missy, dernièrement apparue dans La Sorcière et son pantin (Saison 9), est toujours en vie, mais cette fois doit faire face à sa sentence et sa peine, être exécuté pour ses crimes, le Docteur, quant à lui, a fait le serment de garder son corps dans un Coffre pendant 1000 ans.
Durant le final de la saison, on peut assister au retour des Cybermen Mondasiens, type de cybermen qui n'était pas apparu dans la série depuis l'épisode The Tenth Planet (1966). On assiste également au grand retour de la version masculine du Maître, interprété à nouveau par John Simm. Le Maître était apparu pour la dernière fois dans La Prophétie de Noël (Seconde partie). Avant l'épisode Le Docteur tombe, sans qu'on sache pourquoi ni comment, il est parvenu à rester sous cette forme, il n'y a pas non plus plus d'explication sur son sort après avoir tenté d'attaquer Rassilon, et avoir piégé avec lui les Seigneurs du Temps et l'Arche d'immortalité dans les confins de la Guerre du Temps sur Gallifrey. Tout à la fin, on assiste aux deux versions différentes du Maître qui se tuent mutuellement, laissant planer le mystère sur la mort de Missy et la régénération du Maître à la fin de cette saison.
Après avoir refusé de se régénérer, le Docteur se retrouve en dehors de son TARDIS, dans la neige, et se fait interpeller par une voix au loin qui se trouve être le Premier Docteur, interprété ici par David Bradley qui avait déjà tenu le rôle de William Hartnell et du Premier Docteur dans le documentaire An Adventure in Space and Time.
| N°      | Part.   | Titre original                                            | Titre français                 | Scénario                    | Réalisation     | Première diffusion au Royaume-Uni | Première diffusion en France | Audience (en millions) |
| Spécial | Spécial | Spécial                                                   | Spécial                        | Spécial                     | Spécial         | Spécial                           | Spécial                      | Spécial                |
| ------- | ------- | --------------------------------------------------------- | ------------------------------ | --------------------------- | --------------- | --------------------------------- | ---------------------------- | ---------------------- |
| 264     | 0       | The Return of Doctor Mysterio (Épisode de Noël de 60 min) | Le Retour du Docteur Mysterio  | Steven Moffat               | Ed Bazalgette   | 25 décembre 2016                  | 18 mars 2017                 | 7.83                   |
| Saison  |         |                                                           |                                |                             |                 |                                   |                              |                        |
| 265     | 1       | The Pilot                                                 | Le Pilote                      | Steven Moffat               | Laurence Gough  | 15 avril 2017                     | 16 septembre 2017            | 6.68                   |
| 266     | 2       | Smile                                                     | Souriez                        | Frank Cottrell Boyce        | Laurence Gough  | 22 avril 2017                     | 16 septembre 2017            | 5.98                   |
| 267     | 3       | Thin Ice                                                  | La Foire des glaces            | Sarah Dollard               | Bill Anderson   | 29 avril 2017                     | 16 septembre 2017            | 5.61                   |
| 268     | 4       | Knock, Knock                                              | Toc, Toc                       | Mike Bartlett               | Bill Anderson   | 6 mai 2017                        | 23 septembre 2017            | 5.73                   |
| 269     | 5       | Oxygen                                                    | Oxygène                        | Jamie Mathieson             | Charles Palmer  | 13 mai 2017                       | 23 septembre 2017            | 5.27                   |
| 270     | 6       | Extremis                                                  | Extremis                       | Steven Moffat               | Daniel Nettheim | 20 mai 2017                       | 23 septembre 2017            | 5.53                   |
| 271     | 7       | The Pyramid at the End of the World                       | La Pyramide de la fin du monde | Peter Harness Steven Moffat | Daniel Nettheim | 27 mai 2017                       | 30 septembre 2017            | 5.79                   |
| 272     | 8       | The Lie of the Land                                       | La Terre du mensonge           | Toby Whithouse              | Wayne Yip       | 3 juin 2017                       | 30 septembre 2017            | 4.82                   |
| 273     | 9       | Empress of Mars                                           | L'Impératrice de Mars          | Mark Gatiss                 | Wayne Yip       | 10 juin 2017                      | 30 septembre 2017            | 5.02                   |
| 274     | 10      | The Eaters of Light                                       | Les Mange-lumière              | Rona Munro                  | Charles Palmer  | 17 juin 2017                      | 7 octobre 2017               | 4.73                   |
| 275     | 11      | World Enough and Time                                     | L'Éternité devant soi          | Steven Moffat               | Rachel Talalay  | 24 juin 2017                      | 7 octobre 2017               | 5.00                   |
| 275     | 12      | The Doctor Falls (60 min)                                 | Le Docteur tombe               | Steven Moffat               | Rachel Talalay  | 1er juillet 2017                  | 7 octobre 2017               | 5.29                   |

### Épisode spécial(2017)
Ce quatrième et dernier épisode de Noël marque la fin de Peter Capaldi en tant que Douzième Docteur avant de laisser la place au Treizième Docteur de Jodie Whittaker.
Cet épisode a pour particularité de commencer avec de véritables extraits en noir et blanc de l'épisode The Tenth Planet (1966) épisode de régénération de William Hartnell en Patrick Troughton avant de faire un fondu en couleur avec David Bradley et de nouveaux acteurs interprétant les rôles de Ben et Polly, compagnons du Premier Docteur à ce moment de la série.

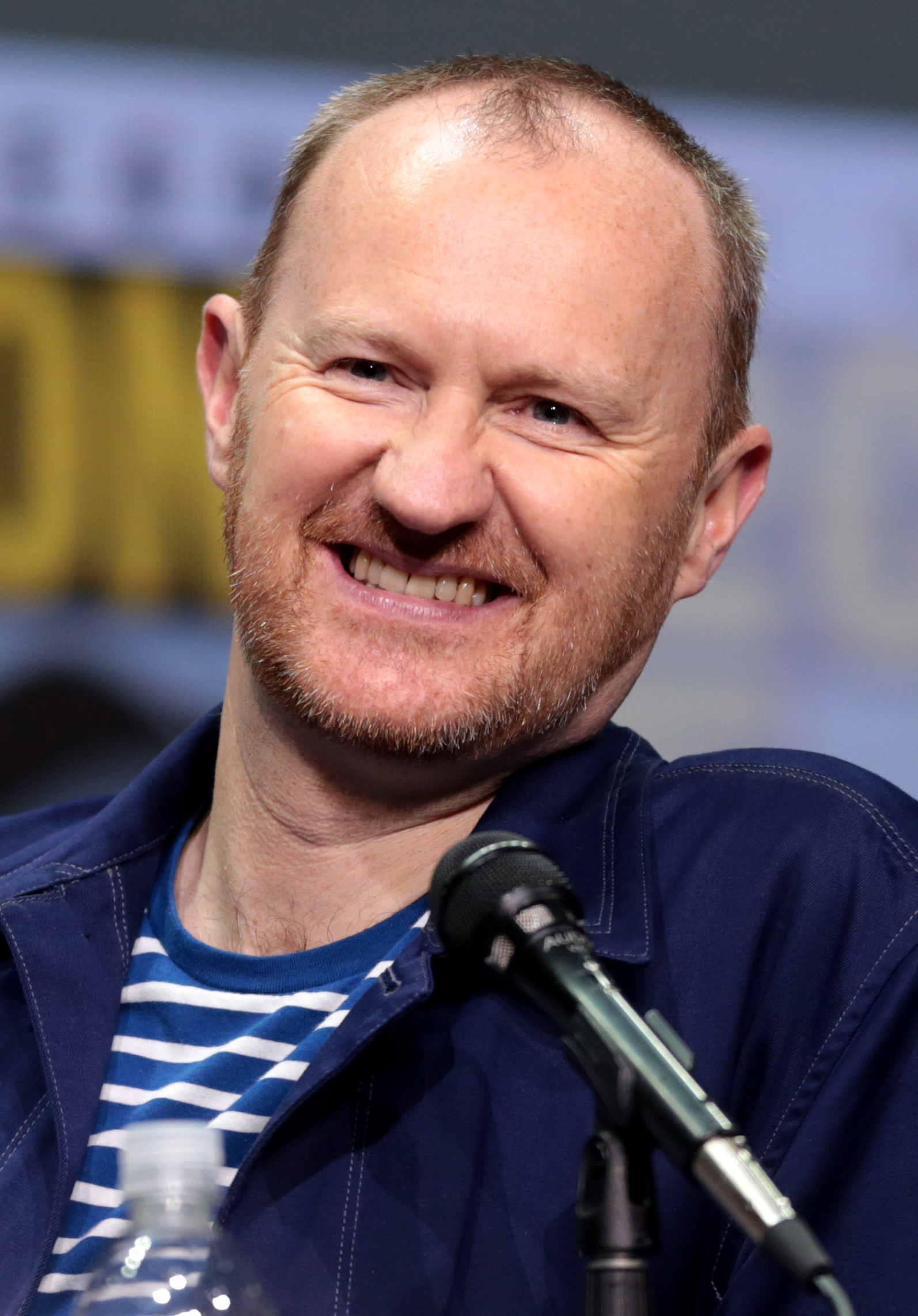
Mark Gatiss, interprète du Capitaine Archibal Hamish Lethbridge-Stewart

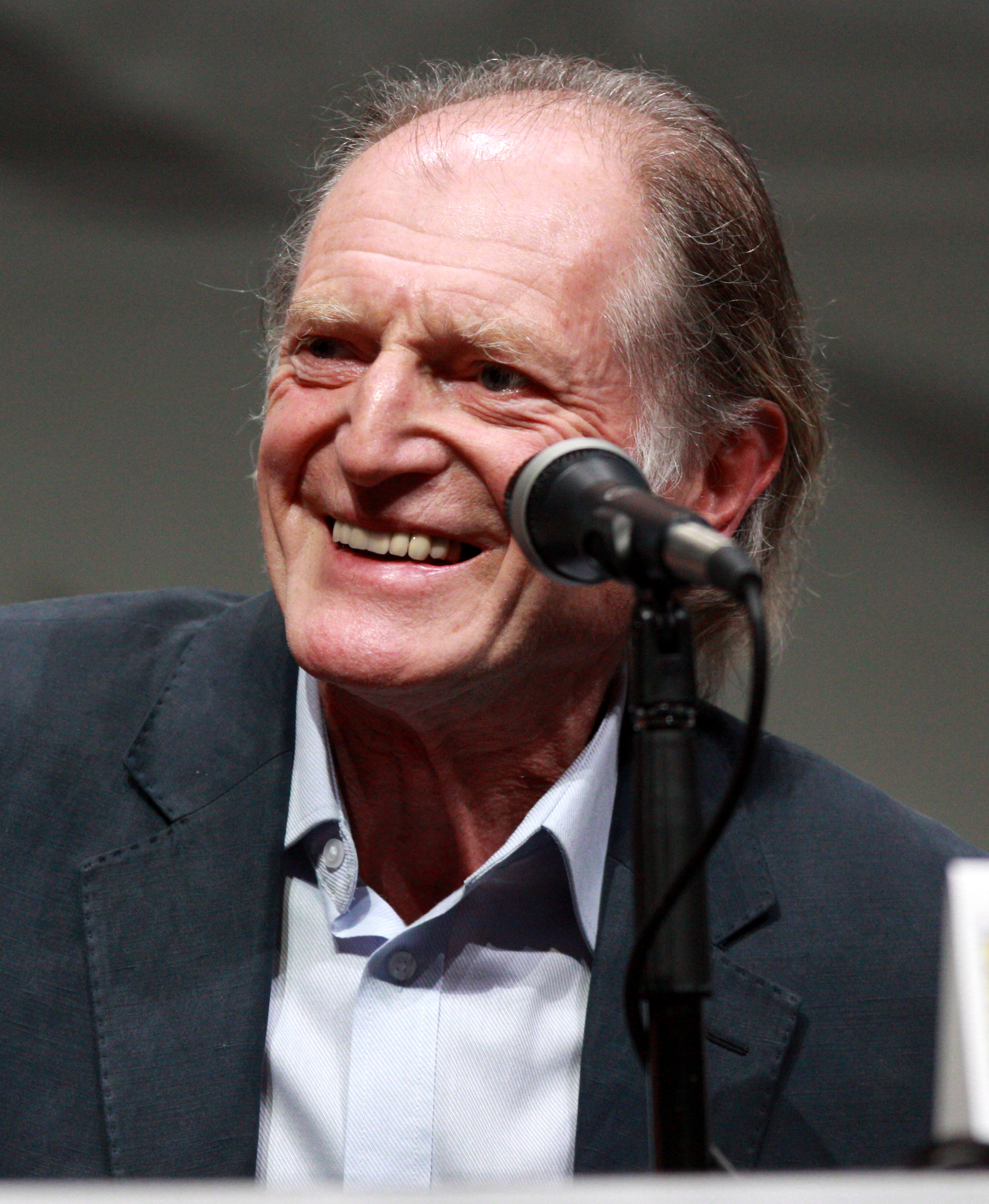
David Bradley, interprète du Premier Docteur

Nos deux Docteurs, se retrouvant face l'un à l'autre, se retrouvent face à une étrange menace où le temps semble s'arrêter. Un soldat de la 1re Guerre Mondiale, interprété par Mark Gatiss se retrouve projeté en 1966 au Pôle Sud par inadvertance à cause du Docteur.
En essayant de découvrir qui est derrière tout ça, le Docteur retrouve Bill Potts, interprétée par Pearl Mackie qui était pourtant morte, transformée en Cyberman mais sauvé par Heather à la fin de la saison.
Après s'être échappé du témoignage, les Docteurs tentent de savoir quel est cette organisation, permettant au Douzième Docteur de retrouver Rusty, un Dalek qui hais les Daleks depuis l'épisode Dans le ventre du Dalek (Saison 8).
Malgré tout, les Docteurs arrivent à régler le problème et ramène le soldat à son époque, soldat qui se trouve être le Capitaine Archibald Hamish Lethbridge-Stewart, le grand-père du Brigadier Lethbridge-Stewart. On découvre par la suite qu'on est le jour de la fameuse Trêve de Noël de 1914, évènement durant lequel les soldats, sortirent des tranchées pour partager un réveillon et un temps de paix.
À la fin, le Docteur reçoit un dernier cadeau de la part de Bill et Nardole avant d'accepter son destin et de se régénérer, laissant sa place à Jodie Whittaker.
| N°  | Part. | Titre original                                | Titre français     | Scénario      | Réalisation    | Première diffusion au Royaume-Uni | Première diffusion en France | Audience (en millions) |
| --- | ----- | --------------------------------------------- | ------------------ | ------------- | -------------- | --------------------------------- | ---------------------------- | ---------------------- |
| 276 | —     | Twice Upon a Time (Épisode de Noël de 60 min) | Il était deux fois | Steven Moffat | Rachel Talalay | 25 décembre 2017                  | 31 mars 2018                 | 7.92                   |

## Treizième Docteur(2017-2022)

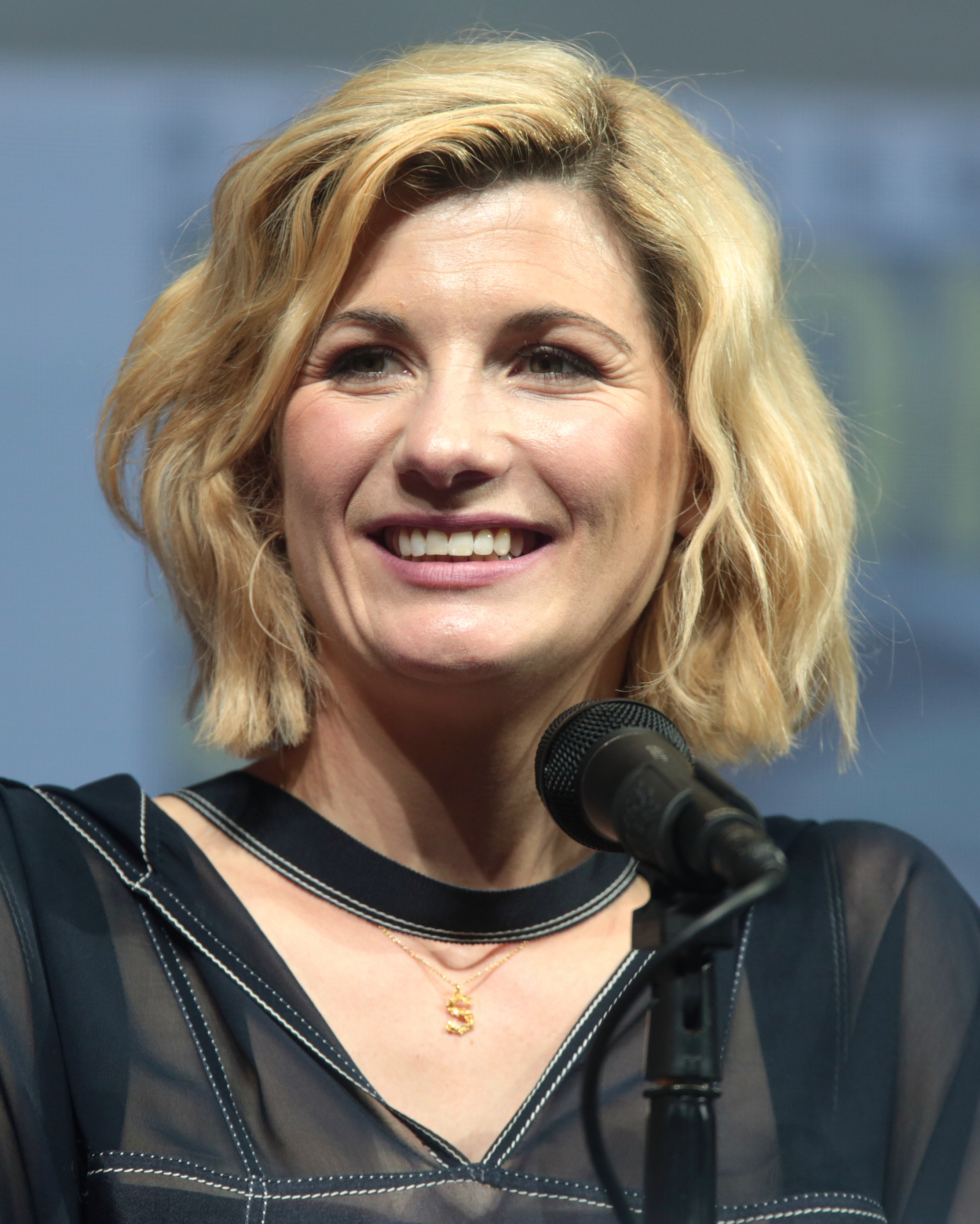
Jodie Whittaker, interprète du Treizième Docteur

Peter Capaldi a annoncé le 30 janvier 2017 qu'il ne compte pas reprendre son rôle du Docteur après l'épisode de Noël 2017, Il était deux fois. Le 16 juillet 2017, dans une courte vidéo d'une minute, diffusée par la BBC, il a été révélé que l'actrice Jodie Whittaker allait succéder à Peter Capaldi, devenant ainsi la première femme à jouer le rôle du Docteur. Le scénariste Chris Chibnall succède au showrunner Steven Moffat et devient le nouveau showrunner de Doctor Who tout au long de l'ère du Treizième Docteur. Le compositeur Murray Gold est également partis avec Steven Moffat avant d'être remplacé par Segun Akinola.
L'actrice a été choisie par Chris Chibnall car, ils avaient déjà travaillé ensemble dans la série Broadchurch. Au cours de son ère, Jodie Whittaker a connu un grand bouleversement dans l'anthologie de la série, combattu de nouvelle version du Maître (Sacha Dhawan), des Cybermen et des Daleks ainsi que côtoyer une étrange version d'elle-même.

### 11esaison(2018)

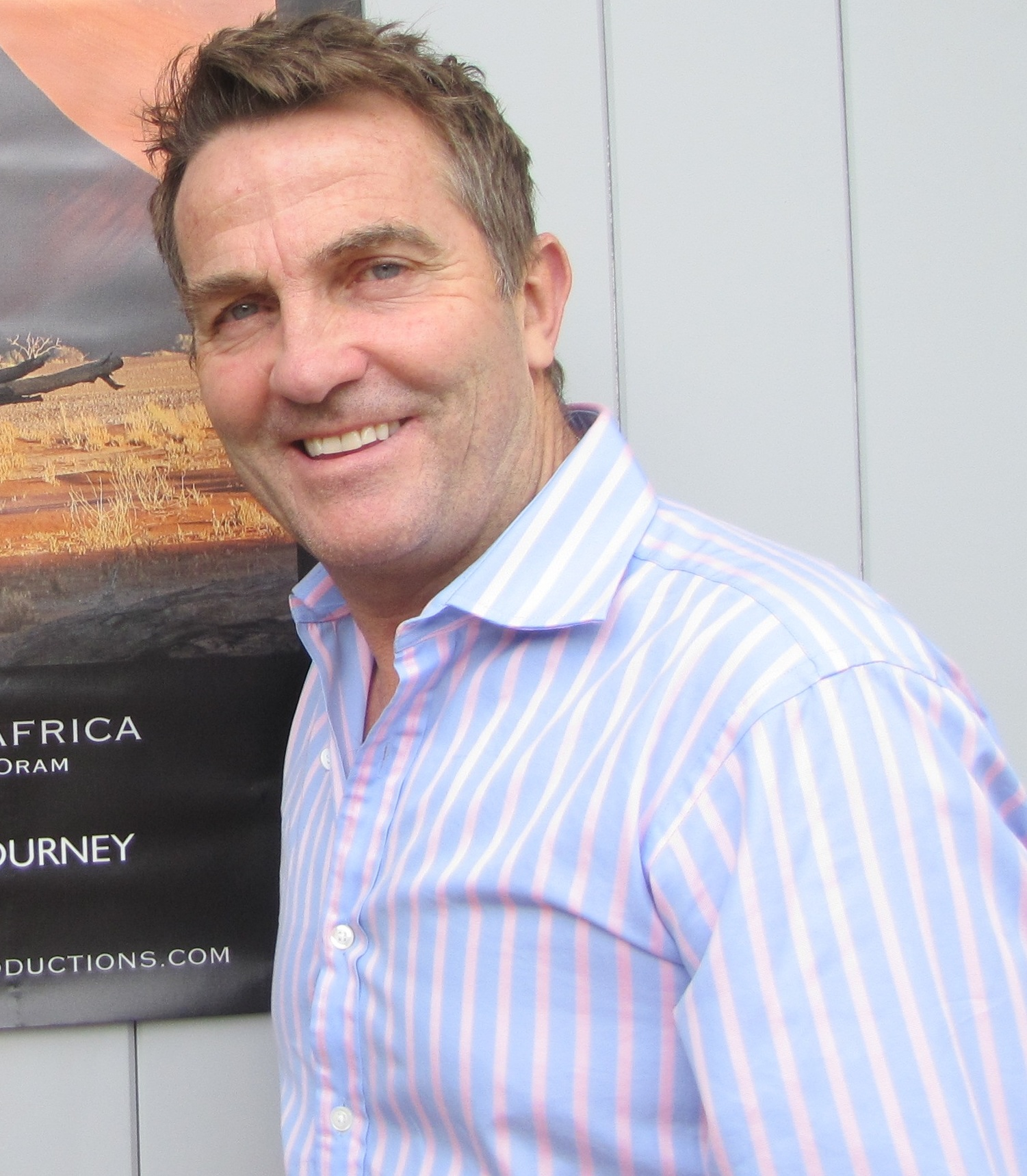
Bradley Walsh, interprète de Graham O'Brien

Le 22 octobre 2017, les acteurs qui joueront les compagnons du Treizième Docteur sont dévoilés, il s'agit de Mandip Gill, interprète de Yasmin Khan, Bradley Walsh, interprète de Graham O'Brien et Tosin Cole, interprète de Ryan Sinclair. Elle est le premier Docteur de la nouvelle série à voyager avec trois compagnons permanents sur deux saisons complètes, reprenant ainsi le style de l'ère classique où le Docteur voyage avec minimum 3 compagnons pendant plusieurs saisons / épisodes.

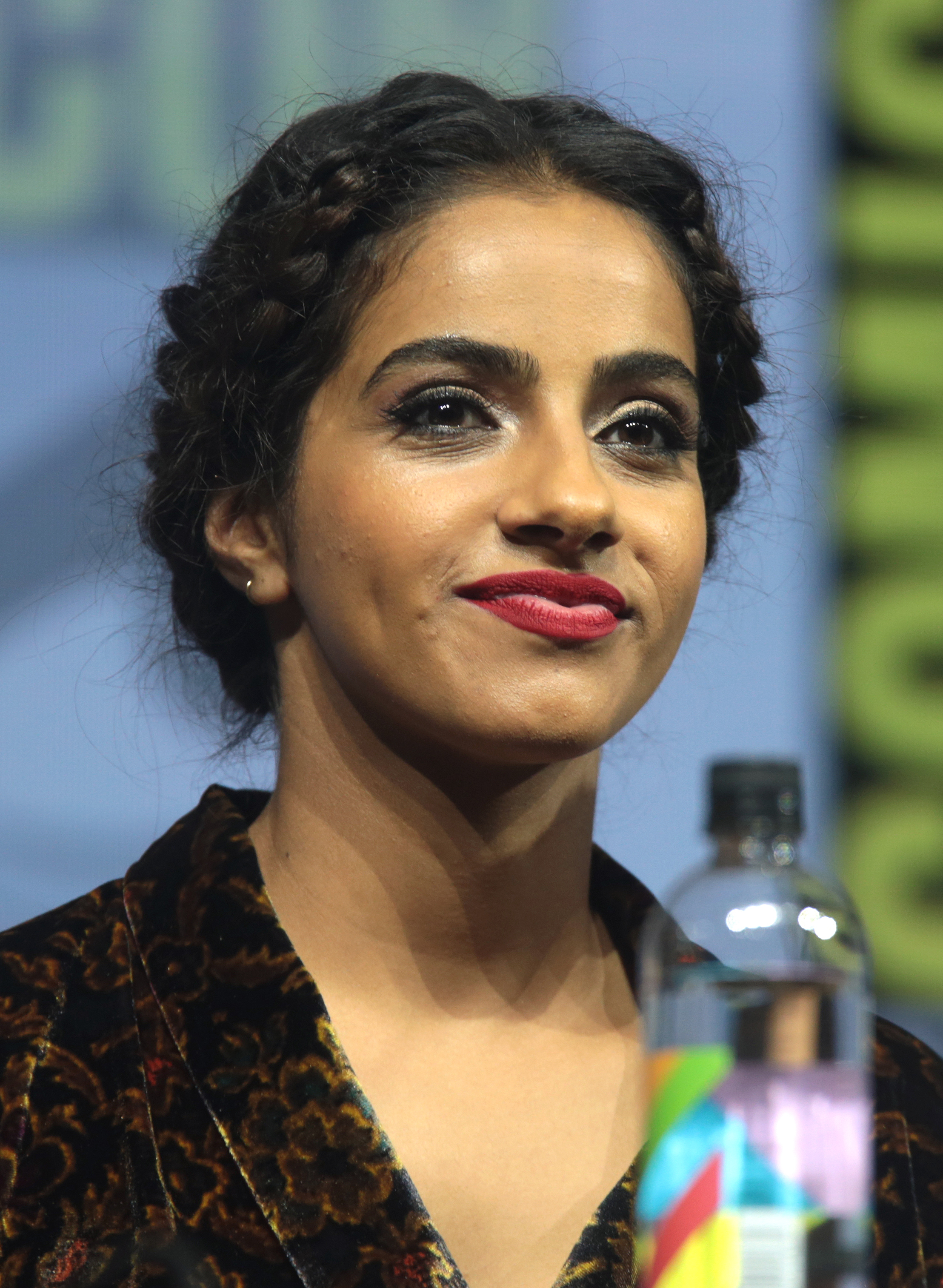
Mandip Gill, interprète de Yasmin Khan

Au niveau des histoires, la Saison 11 a été conçu pour être une base de début de visionnage pour un nouveau public, expliquant ainsi le manque de monstres traditionnels déjà apparue à plusieurs reprises au cours de la série. Cela sera changé pour la Saison 12 après quelques critiques un peu cassantes sur le style abordé par Chris Chibnall.

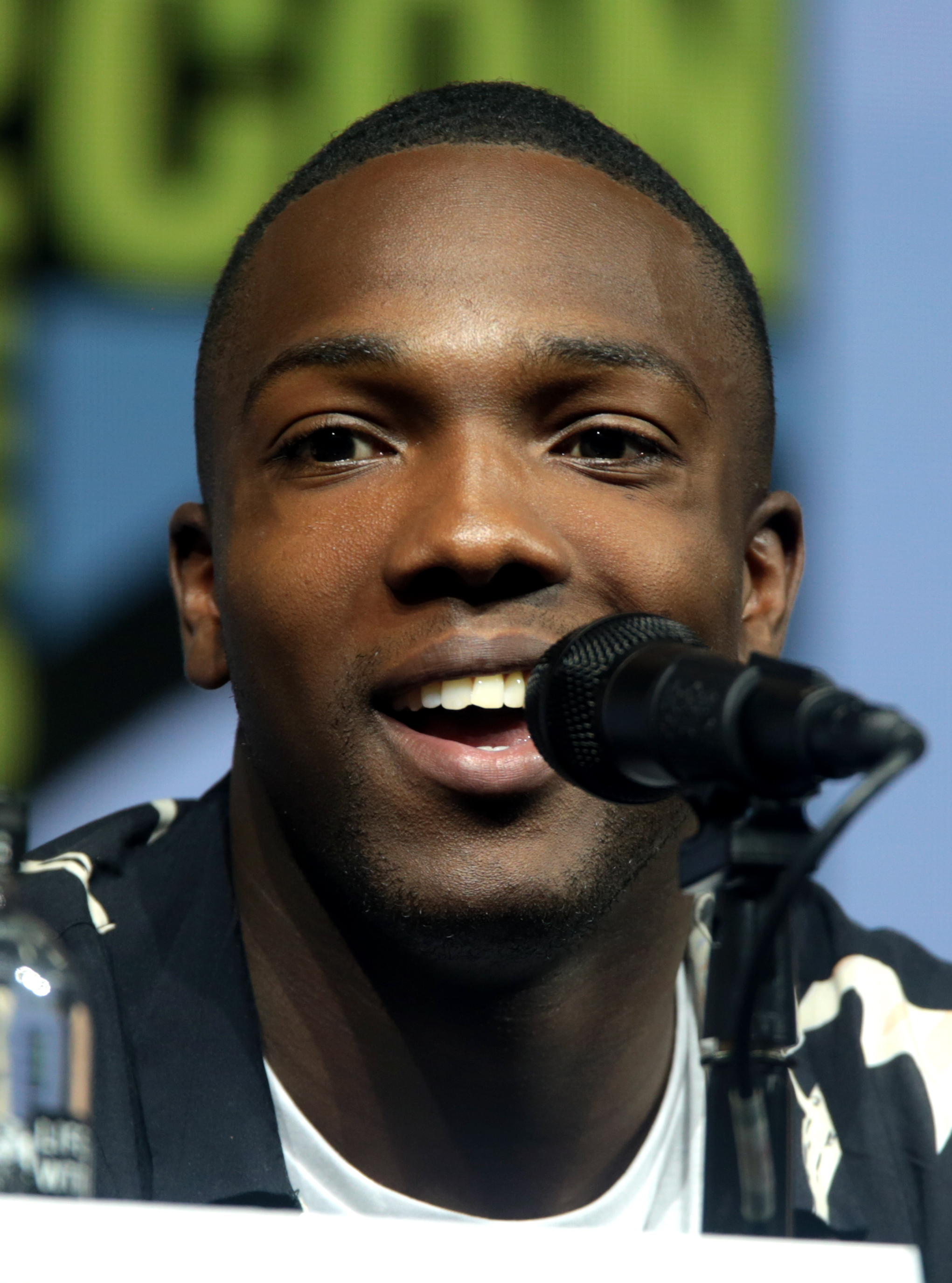
Tosin Cole, interprète de Ryan Sinclair

Cette saison est diffusée au cours de l’automne 2018, elle est composée de 10 épisodes de 50 minutes au lieu de 12 épisodes de 45 minutes habituellement. Le premier épisode de cette Saison 11 dure exceptionnellement 65 min, qui est assez récurrent pour les débuts d'ères comme pour les Dixième, Onzième et Douzième Docteur qui ont des épisodes plus long que la norme. Il s'agit du meilleur démarrage de saison depuis le retour de la série en 2005, hors épisodes spéciaux.
Au cours de l'épisode Le Monument fantôme, l'Enfant intemporel, fil rouge de l'ère du Treizième Docteur, est mentionné pour la première fois.
| N°  | Part. | Titre original                       | Titre français                   | Scénario                          | Réalisation       | Première diffusion au Royaume-Uni | Première diffusion en France | Audience (en millions) |
| --- | ----- | ------------------------------------ | -------------------------------- | --------------------------------- | ----------------- | --------------------------------- | ---------------------------- | ---------------------- |
| 277 | 1     | The Woman Who Fell to Earth (65 min) | La Femme qui venait d'ailleurs   | Chris Chibnall                    | Jamie Childs      | 7 octobre 2018                    | 13 janvier 2019              | 10.96                  |
| 278 | 2     | The Ghost Monument                   | Le Monument fantôme              | Chris Chibnall                    | Mark Tonderai     | 14 octobre 2018                   | 13 janvier 2019              | 9.00                   |
| 279 | 3     | Rosa                                 | Rosa                             | Malorie Blackman & Chris Chibnall | Mark Tonderai     | 21 octobre 2018                   | 20 janvier 2019              | 8.41                   |
| 280 | 4     | Arachnids in the UK                  | Arachnides au Royaume-Uni        | Chris Chibnall                    | Sallie Aprahamian | 28 octobre 2018                   | 20 janvier 2019              | 8.22                   |
| 281 | 5     | The Tsuranga Conundrum               | Le Casse-tête de Tsuranga        | Chris Chibnall                    | Jennifer Perrott  | 4 novembre 2018                   | 20 janvier 2019              | 7.76                   |
| 282 | 6     | Demons of the Punjab                 | Les Démons du Pendjab            | Vinay Patel                       | Jamie Childs      | 11 novembre 2018                  | 27 janvier 2019              | 7.48                   |
| 283 | 7     | Kerblam!                             | Kerblam!                         | Pete McTighe                      | Jennifer Perrott  | 18 novembre 2018                  | 27 janvier 2019              | 7.46                   |
| 284 | 8     | The Witchfinders                     | Les Chasseurs de sorcières       | Joy Wilkinson                     | Sallie Aprahamian | 25 novembre 2018                  | 27 janvier 2019              | 7.21                   |
| 285 | 9     | It Takes You Away                    | De l'autre côté                  | Ed Hime                           | Jamie Childs      | 2 décembre 2018                   | 3 février 2019               | 6.42                   |
| 286 | 10    | The Battle of Ranskoor Av Kolos      | La Bataille de Ranskoor Av Kolos | Chris Chibnall                    | Jamie Childs      | 9 décembre 2018                   | 3 février 2019               | 6.65                   |

### Épisode spécial(2019)
2019 marque l'arrivée des épisodes spéciaux diffusés durant le Nouvel An qui remplace les épisodes spéciaux diffusés à Noël qui était présents depuis 2005.
Ce épisode spécial marque le retour des Daleks qui n'étaient pas apparus depuis le final de Peter Capaldi, Il était deux fois, mais avec, cette fois-ci, un tout nouveau design.
| N°  | Part. | Titre original                              | Titre français | Scénario       | Réalisation | Première diffusion au Royaume-Uni | Première diffusion en France | Audience (en millions) |
| --- | ----- | ------------------------------------------- | -------------- | -------------- | ----------- | --------------------------------- | ---------------------------- | ---------------------- |
| 287 | —     | Resolution (Épisode du Nouvel An de 60 min) | Résolution     | Chris Chibnall | Wayne Yip   | 1er janvier 2019                  | 3 février 2019               | 7.13                   |

### 12eSaison(2020)

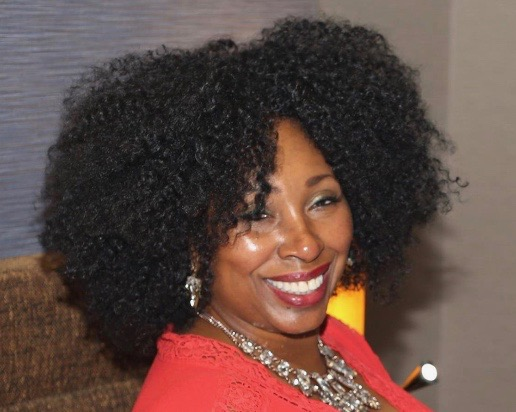
Jo Martin interprétant le Docteur Fugitif

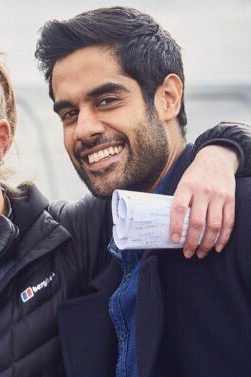
Sacha Dhawan interprétant Le Maître

La douzième saison est diffusée sur BBC One à partir du 1er janvier 2020 jusqu'au 1er mars 2020. Elle marque le retour du personnage du Maître, incarné par Sacha Dhawan, qui prend donc le relai après Michelle Gomez.
L'épisode Le Contrat des Judoons introduit une nouvelle incarnation du Docteur, interprétée par l'actrice Jo Martin. Dans ce même épisode, le personnage du Capitaine Jack Harkness, interprété par John Barrowman, fait son grand retour après plus de dix ans d'absence dans la série depuis La Prophétie de Noël (Seconde partie).
Cette saison suit l'arc narratif de l'Enfant intemporel, déjà mentionné dans l'épisode Le Monument Fantôme (Saison 11), qui serait une entité à l'origine de la régénération sur Gallifrey.
Dans le final de la saison, Les Enfants intemporels, le Docteur fait face à un nouveau type de Cybermen.
| N°  | Part. | Titre original                 | Titre français                     | Scénario                        | Réalisation        | Première diffusion au Royaume-Uni | Première diffusion en France (Sur NRJ12) | Audience (en millions) |
| --- | ----- | ------------------------------ | ---------------------------------- | ------------------------------- | ------------------ | --------------------------------- | ---------------------------------------- | ---------------------- |
| 288 | 1     | Spyfall, Part 1 (65 min)       | La Chute des espions, partie 1     | Chris Chibnall                  | Jamie Magnus Stone | 1er janvier 2020                  | 22 novembre 2020                         | 6.89                   |
| 288 | 2     | Spyfall, Part 2 (60 min)       | La Chute des espions, partie 2     | Chris Chibnall                  | Lee Haven Jones    | 5 janvier 2020                    | 22 novembre 2020                         | 6.07                   |
| 289 | 3     | Orphan 55                      | Orphan 55                          | Ed Hime                         | Lee Haven Jones    | 12 janvier 2020                   | 22 novembre 2020                         | 5.38                   |
| 290 | 4     | Nikola Tesla's Night of Terror | La Nuit de terreur de Nikola Tesla | Nina Metivier                   | Nida Manzoor       | 19 janvier 2020                   | 23 novembre 2020                         | 5.20                   |
| 291 | 5     | Fugitive of the Judoon         | Le Contrat des Judoons             | Vinay Patel & Chris Chibnall    | Nida Manzoor       | 26 janvier 2020                   | 24 novembre 2020                         | 5.57                   |
| 292 | 6     | Praxeus                        | Praxeus                            | Pete McTighe & Chris Chibnall   | Jamie Magnus Stone | 2 février 2020                    | 25 novembre 2020                         | 5.22                   |
| 293 | 7     | Can You Hear Me?               | Vous m'entendez ?                  | Charlene James & Chris Chibnall | Emma Sullivan      | 9 février 2020                    | 26 novembre 2020                         | 4.90                   |
| 294 | 8     | The Haunting of Villa Diodati  | Apparitions à la villa Diodati     | Maxine Alderton                 | Emma Sullivan      | 16 février 2020                   | 30 novembre 2020                         | 5.07                   |
| 295 | 9     | Ascension of the Cybermen      | L'Ascension des Cybermen           | Chris Chibnall                  | Jamie Magnus Stone | 23 février 2020                   | 1er décembre 2020                        | 4.99                   |
| 295 | 10    | The Timeless Children (70 min) | Les Enfants intemporels            | Chris Chibnall                  | Jamie Magnus Stone | 1er mars 2020                     | 2 décembre 2020                          | 4.69                   |

### Épisode spécial(2021)

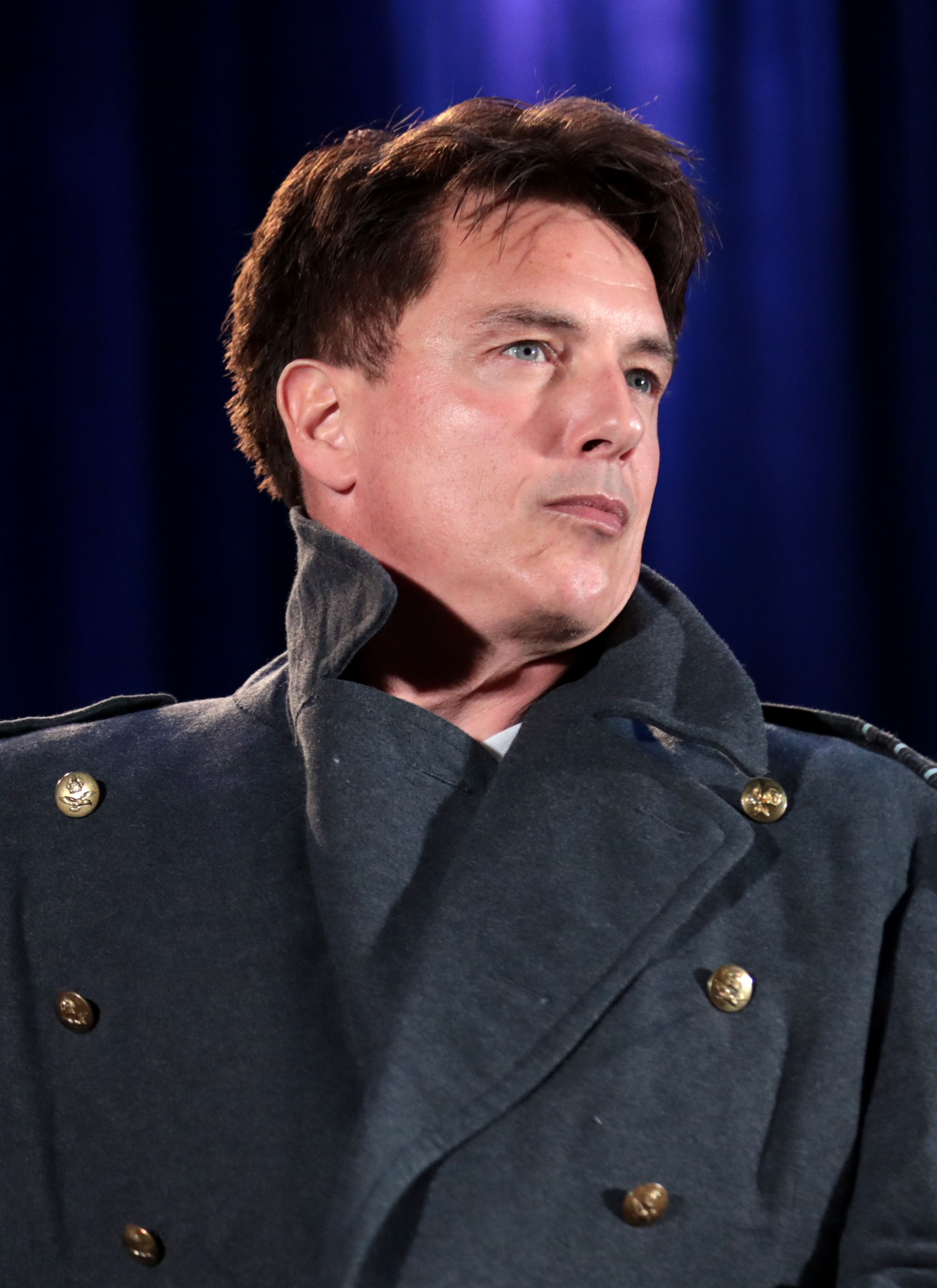
John Barrowman, interprète du Captain Jack Harkness

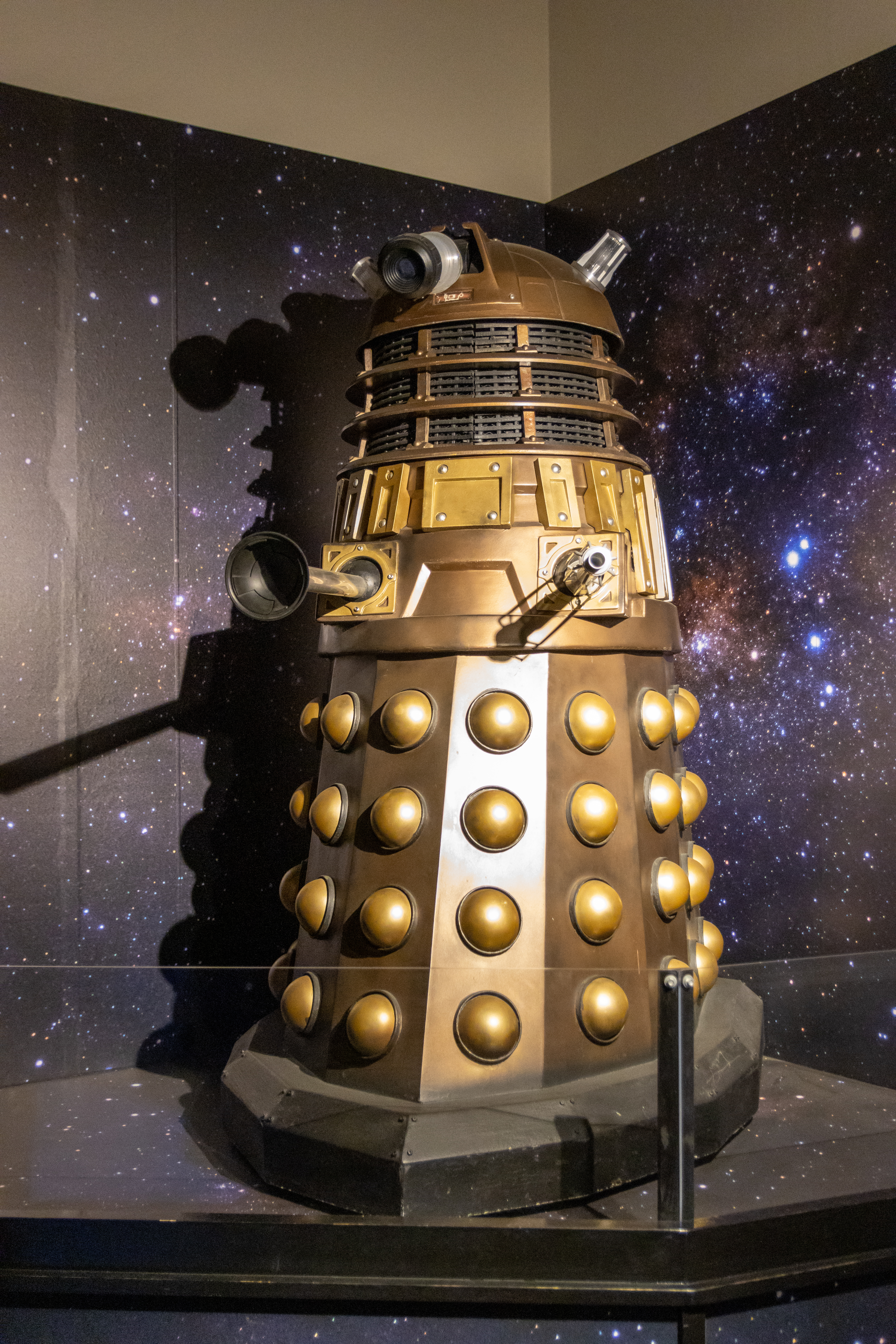
Design Dalek "Time War" existant depuis 2005

Dans ce deuxième spécial Nouvel An diffusé le 1er janvier 2021, le Docteur retrouve Jack Harkness qui avait prévenu revenir dans Le Contrat des Judoons. D'un autre côté, Jack Robertson, apparue dans Arachnides au Royaume-Uni, fait également son retour en tant qu'homme d'affaire aidant Jo Patterson, future première ministre. Leur but, créer des drones de défense grâce à la coque de Dalek récupéré depuis le GCHQ précédemment dans Résolution.
Ce spécial met également en avant le départ de Ryan Sinclair, interprété par Tosin Cole ainsi que celui de Graham O'Brien, interprété par Bradley Walsh.
Ce special marque également le retour des Daleks au design "Time War" qui existent depuis 2005 et n'étaient pas apparus depuis Rusty dans Il était deux fois.
| N°  | Part. | Titre original                                            | Titre français           | Scénario       | Réalisation     | Première diffusion au Royaume-Uni | Première diffusion en France | Audience (en millions) |
| --- | ----- | --------------------------------------------------------- | ------------------------ | -------------- | --------------- | --------------------------------- | ---------------------------- | ---------------------- |
| 296 | —     | Revolution of the Daleks (Épisode du Nouvel An de 71 min) | La Révolution des Daleks | Chris Chibnall | Lee Haven Jones | 1er janvier 2021                  | 28 septembre 2022            | 6.25                   |

### 13eSaison(Doctor Who: Flux)(2021)

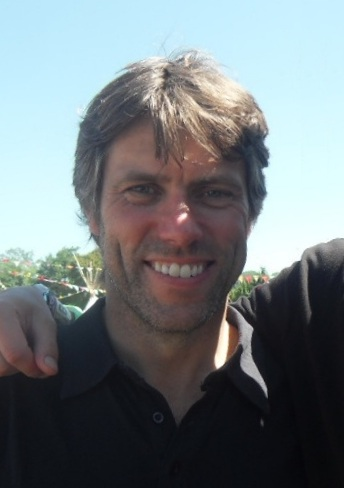
John Bishop, interprète de Dan Lewis

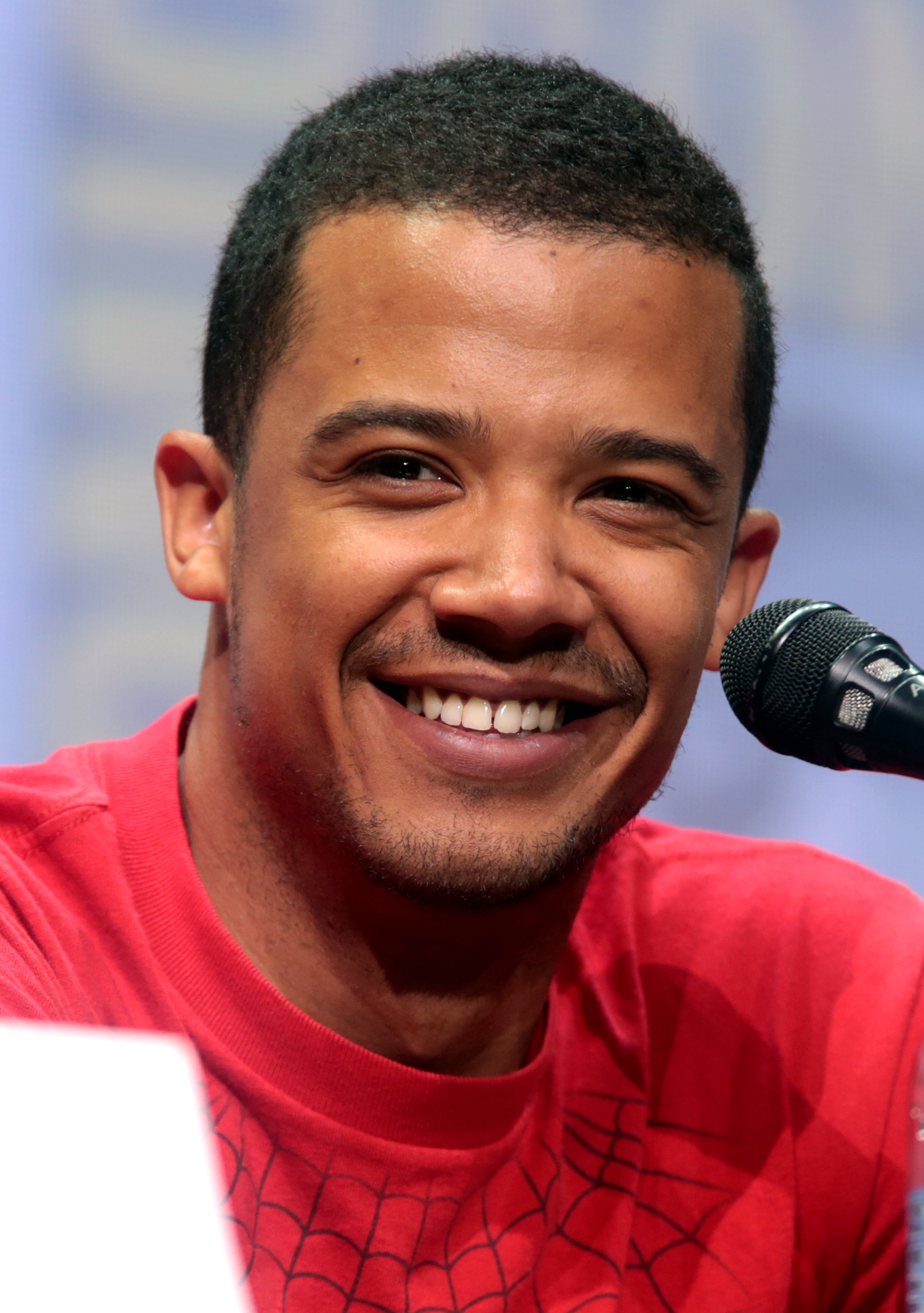
Jacob Anderson, interprète de Vinder

La treizième saison, annoncée pour huit épisodes, au lieu des dix habituels, en raison de la crise sanitaire due au Covid-19, n'en compte finalement que six, ce qui fait d'elle la saison la plus courte jamais diffusée. Elle est constituée d'un seul arc narratif, chose inédite dans la nouvelle série et qui n'était pas arrivée depuis Trial of a Timelord, saison 23 de la série classique diffusée en 1986.
Elle voit l'arrivée d'un nouveau compagnon, nommé Dan Lewis, originaire de Liverpool, interprété par John Bishop. Durant la Comic-Con de 2021, il a également été annoncé l'arrivée d'un nouveau personnage, Vinder, interprété par Jacob Anderson (Game of Thrones). Ainsi que de nouveaux monstres protagonistes tels que le Grand Serpent, Karvanista, d'Azur et Maelström mais aussi le grand retour d'anciens ennemis comme les Anges Pleureurs et des Sontariens.
Il est annoncé que la saison 13 sera diffusée à partir du 31 octobre 2021 et s'intitulera Doctor Who: Flux, en référence à la trame principale de la saison.
| N°  | Part. | Titre original                 | Titre français           | Scénario                         | Réalisation        | Première diffusion au Royaume-Uni | Première diffusion en France | Audience (en millions) |
| --- | ----- | ------------------------------ | ------------------------ | -------------------------------- | ------------------ | --------------------------------- | ---------------------------- | ---------------------- |
| 297 | 1     | The Halloween Apocalypse       | L'Apocalypse d'Halloween | Chris Chibnall                   | Jamie Magnus Stone | 31 octobre 2021                   | 31 août 2022                 | 5.81                   |
| 297 | 2     | War of the Sontarans (60 min)  | La Guerre des Sontariens | Chris Chibnall                   | Jamie Magnus Stone | 7 novembre 2021                   | 31 août 2022                 | 5.13                   |
| 297 | 3     | Once, Upon Time                | Il n'était pas une fois  | Chris Chibnall                   | Azhur Saleem       | 14 novembre 2021                  | 7 septembre 2022             | 4.70                   |
| 297 | 4     | Village of the Angels (55 min) | Le Village des Anges     | Maxine Alderton & Chris Chibnall | Jamie Magnus Stone | 21 novembre 2021                  | 7 septembre 2022             | 4.57                   |
| 297 | 5     | Survivors of the Flux          | Survivants du Flux       | Chris Chibnall                   | Azhur Saleem       | 28 novembre 2021                  | 14 septembre 2022            | 4.83                   |
| 297 | 6     | The Vanquishers (60 min)       | Les Conquérants          | Chris Chibnall                   | Azhur Saleem       | 5 décembre 2021                   | 14 septembre 2022            | 4.64                   |

### Épisodes spéciaux(2022)

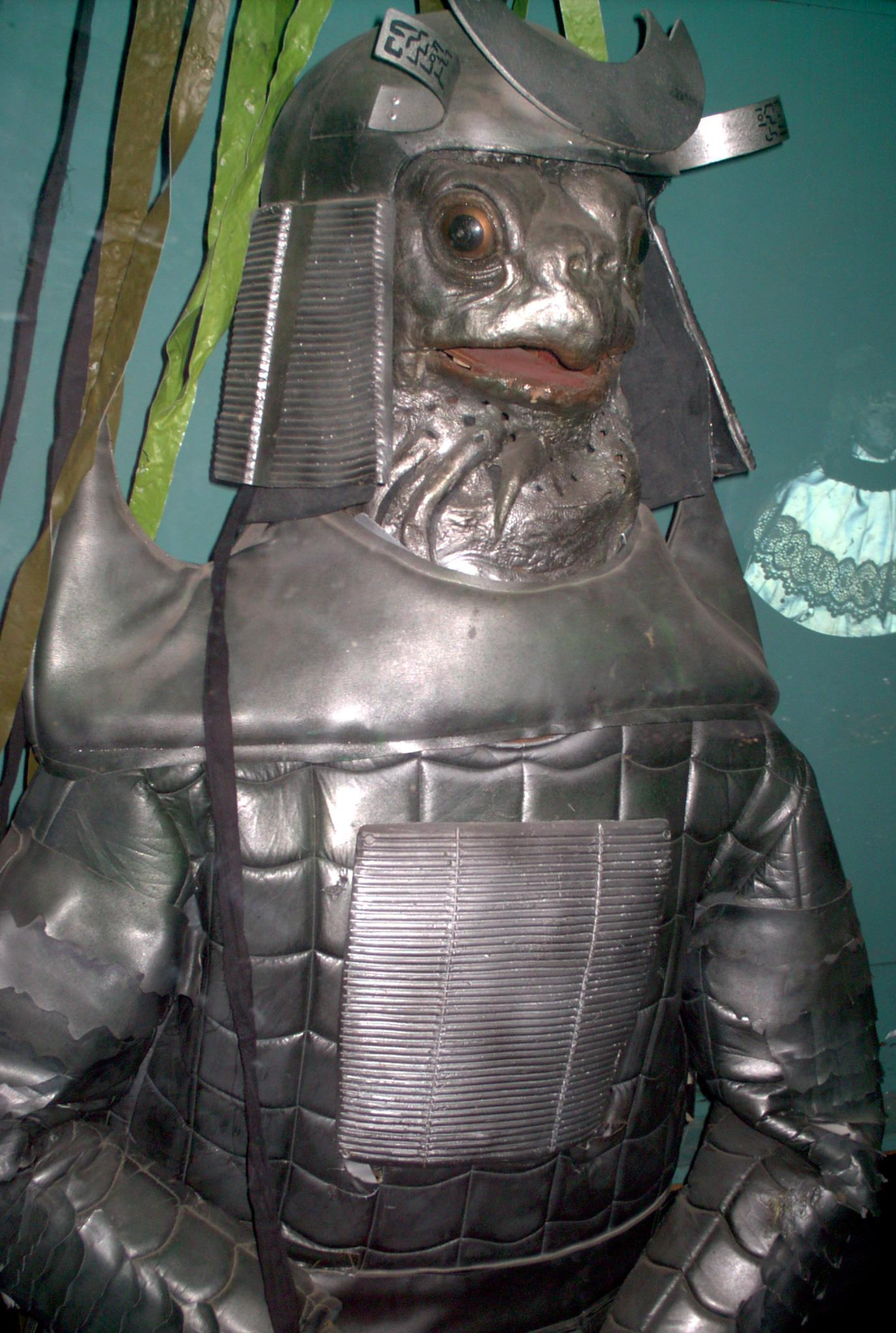
Démon des Mers (Sea Devils)

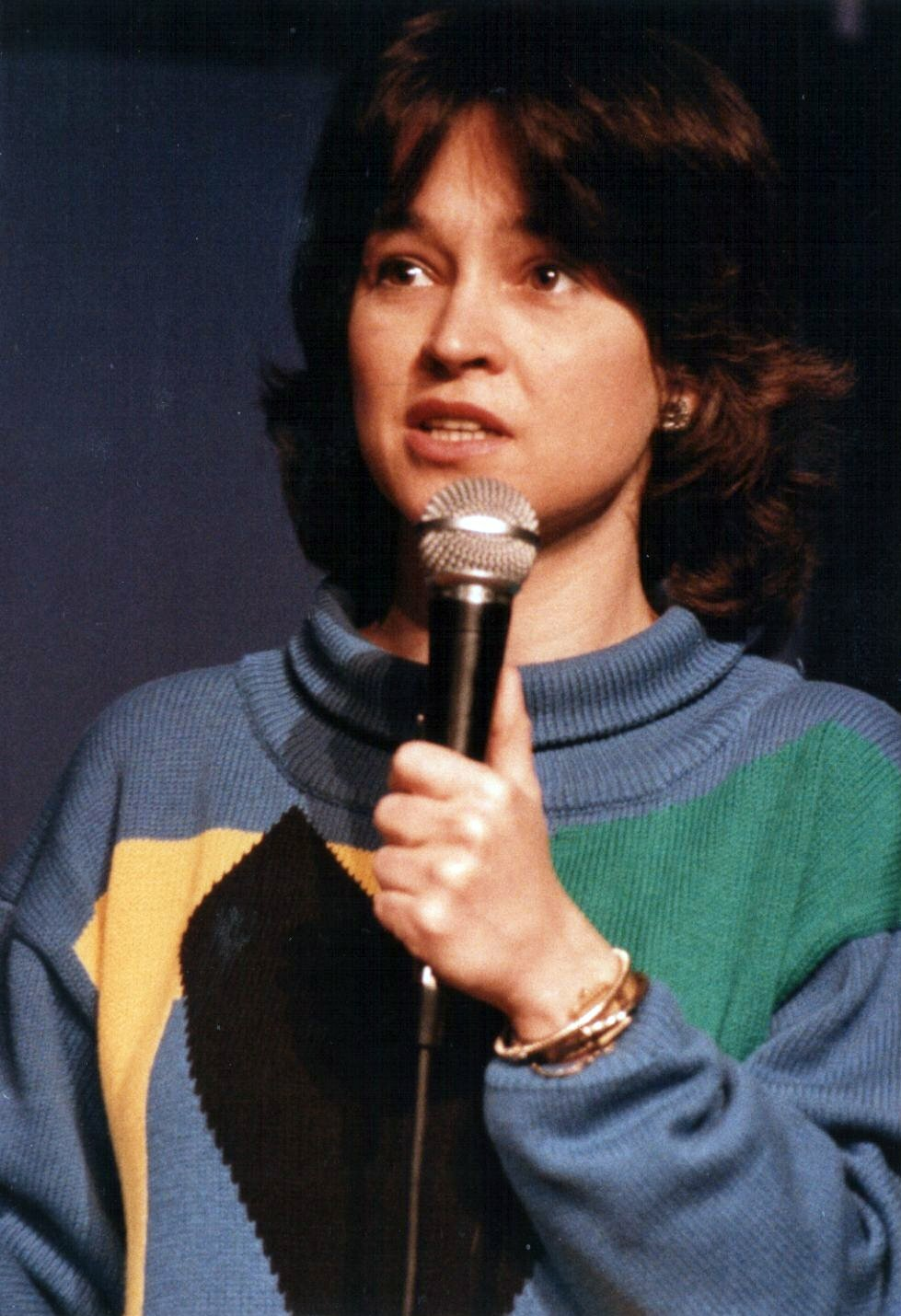
Janet Fielding, interprète de Tegan Jovanka

Durant l'année 2022, la BBC diffuse trois épisodes spéciaux afin de conclure les aventures du Treizième Docteur. Le premier est diffusé à l'occasion du Nouvel An, le second pour Pâques et le troisième à l'occasion du centenaire de la chaîne et le dernier épisode du Treizième Docteur, incarnée par Jodie Whittaker, le 23 octobre 2022.
Le premier spécial est la conclusion de la trilogie des spéciaux Daleks diffusé au Nouvel An, bien que ce dernier n'ait aucun lien avec les deux autres spéciaux, mais reste en lien avec les évènements du Flux. Cet épisode est aussi un moyen de commencer le mini arc autour de la relation entre le Docteur et Yaz.

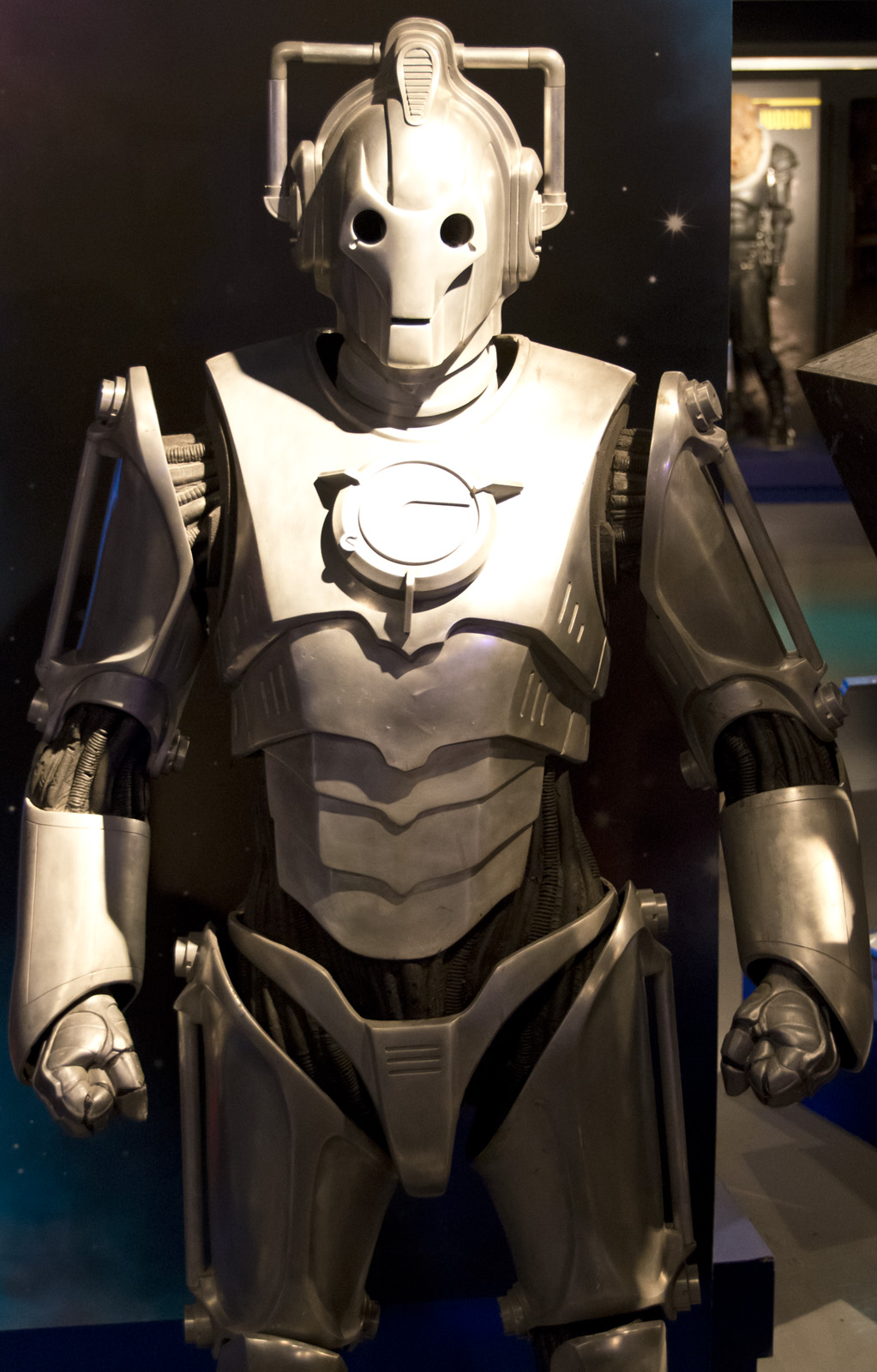
Cyberman

Dans le deuxième spécial, le Docteur fait face à d'anciens ennemis apparus dans The Sea Devils (1972) et Warriors of the Deep (1984). Cet épisode met en avant une reine pirate du nom de Madame Ching qui est à la recherche du trésor du Flor de la Mar mais par inadvertance délivre un Démon des Mers (Sea Devils) de sa prison. Le Docteur et Yaz continue de se tourner autour timidement jusqu'à ce qu'elle tombe amoureuse du Docteur et jusqu'à se parler à l'un l'autre concernant leurs sentiments malgré le refus du Docteur de continuer vis-à-vis de ce qu'elle est et de ne pas vouloir entamer une relation sentimentale avec une humaine.

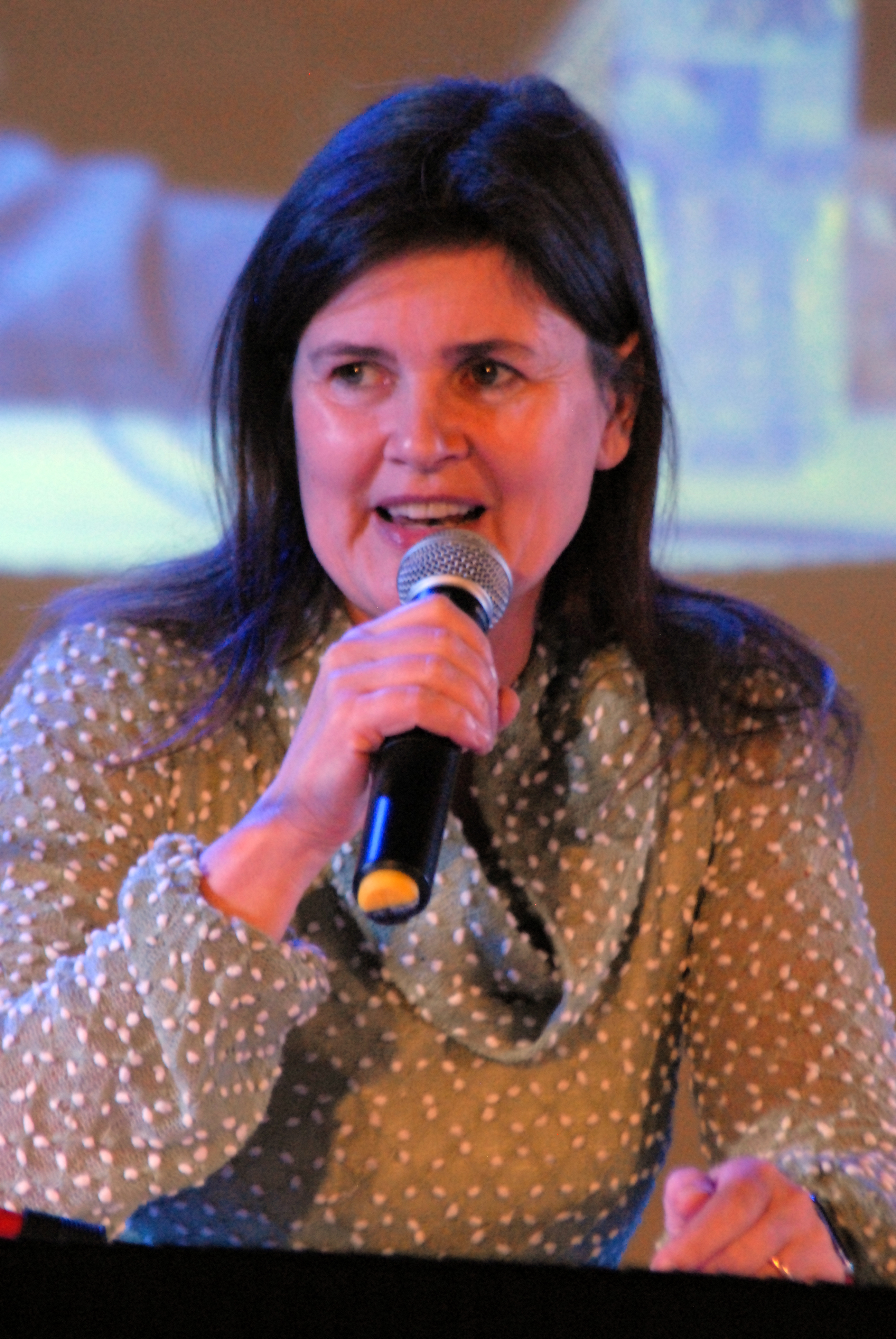
Sophie Aldred, interprète de Ace (Dorothy McShane)

Troisième et dernier spécial de l'année 2022 diffusé à l'occasion des 100 ans de la BBC met en avant le départ de Jodie Whittaker en tant que Treizième Docteur avant de laisser sa place à son successeur David Tennant en tant que Quatorzième Docteur. Cet épisode comprend le retour de Tegan Jovanka, interprété par Janet Fielding, dont sa dernière apparition remonte à Resurrection of the Daleks (1984) mais également le retour du personnage Ace (Dorothy McShane), interprété par Sophie Aldred, dont sa dernière apparition remonte à Survival (1989) qui est le dernier épisode de la série classique. Le Docteur fait face à tous ses plus grands ennemis, les Daleks, les Cybermen et le Maître, toujours interprété par Sacha Dhawan qui fait son retour pour ce final.
| N°  | Part. | Titre original                                                                        | Titre français                 | Scénario                   | Réalisation        | Première diffusion au Royaume-Uni | Première diffusion en France | Audience (en millions) |
| --- | ----- | ------------------------------------------------------------------------------------- | ------------------------------ | -------------------------- | ------------------ | --------------------------------- | ---------------------------- | ---------------------- |
| 298 | 1     | Eve of the Daleks (Épisode du Nouvel An de 58 min)                                    | Le Réveillon des Daleks        | Chris Chibnall             | Annetta Laufer     | 1er janvier 2022                  | 21 septembre 2022            | 4.30                   |
| 299 | 2     | Legend of the Sea Devils (Épisode spécial Pâques de 47 min)                           | La Légende des Démons des Mers | Ella Road & Chris Chibnall | Haolu Wang         | 17 avril 2022                     | 21 septembre 2022            | 3.47                   |
| 300 | 3     | The Power of the Doctor (Épisode spécial des 100 ans de la BBC de 90 min ou 2x45 min) | Le Pouvoir du Docteur          | Chris Chibnall             | Jamie Magnus Stone | 23 octobre 2022                   | 28 décembre 2022             | 5.30                   |

## Épisodes spéciaux hors saisons
| Titre                           | Épisodes | Durée totale | Occasion | Scénario                               | Réalisation        | Diffusion originale                                         |
| ------------------------------- | -------- | ------------ | --- | -------------------------------------- | ------------------ | ----------------------------------------------------------- |
| Scream of the Shalka            | 6        | 60 min       | 40e anniversaire de la série. Richard E. Grant incarne le 9e Docteur (Shalka Doctor) Position incertaine dans le canon de la série. | Paul Cornell                           | Wilson Milam       | 13-18 décembre 2003                                         |
| Doctor Who: Born Again          | 1        | 7 min        | Children in Need Special Minisode d'introduction du 10e Docteur                                                                     | Russell T Davies                       | Euros Lyn          | 17 novembre 2005                                            |
| Attack of the Graske            | 1        | 14 min       | Épisode interactif sur BBC Red Button                                                                                               | Gareth Roberts                         | Ashley Way         | 25 décembre 2005                                            |
| The Infinite Quest              | 13       | 45 min       | Épisodes en animation comme introduction à Totally Doctor Who                                                                       | Alan Barnes                            | Gary Russell       | Du 2 avril au 30 juin 2007 au RU 23 novembre 2013 en France |
| Time Crash                      | 1        | 8 min        | Children in Need Special avec le Cinquième Docteur et le Dixième Docteur. Se place juste avant Une Croisière autour de la Terre.    | Steven Moffat                          | Graeme Harper      | 16 novembre 2007                                            |
| Music of the Spheres            | 1        | 7 min        | BBC Proms | Russell T Davies                       | Euros Lyn          | 27 juillet 2008                                             |
| Doctor Who: Tonight's the Night | 1        | 3 min        | Segment de Tonight's the Night | Russell T Davies                       | Alice Troughton    | 23 mai 2009                                                 |
| Dreamland                       | 6        | 45 min       | Mini-série d'animation sur BBC Red Button                                                                                           | Phil Ford                              | Gary Russell       | 21–26 novembre 2009                                         |
| Space & Time                    | 2        | 6 min        | Red Nose Day Special | Steven Moffat                          | Richard Senior     | 18 mars 2011                                                |
| Death is the Only Answer        | 1        | 4 min        | Concours éducatif de la BBC Épisode Final de Doctor Who Confidential                                                                | Les élèves de l'Oakley Junior School   | Jeremy Webb        | 1er octobre 2011                                            |
| Night and the Doctor            | 5        | 16 min       | Scènes additionnelles sur le DVD The Complete Sixth Series                                                                          | Steven Moffat                          | Richard Senior     | 21 novembre 2011 (DVD)                                      |
| Good as Gold                    | 1        | 3 min        | Blue Peter Special | Les élèves de l'Ashdene Primary School | Saul Metzstein     | 24 mai 2012                                                 |
| Pond Life                       | 5        | 5 min        | Websérie pour le site officiel de Doctor Who                                                                                        | Chris Chibnall                         | Saul Metzstein     | 27–31 août 2012 (web)                                       |
| P.S.                            | 1        | 5 min        | Webisode terminant la storyline de Brian (Saison 7)                                                                                 | Chris Chibnall                         | NC                 | 12 octobre 2012 (web)                                       |
| The Great Detective             | 1        | 3 min        | Prologue à l'épisode spécial La Dame de glace                                                                                       | Steven Moffat                          | Marcus Wilson      | 16 novembre 2012                                            |
| Clarence and the Whispermen     | 1        | 2 min        | Scène additionnelle de l'épisode Le Nom du Docteur sur le DVD Series 7: Part 2                                                      | Steven Moffat                          | Stephen Woolfenden | 22 mai 2013 (DVD)                                           |
| The Inforarium                  | 1        | 2 min        | Scènes additionnelles sur le DVD The Complete Seventh Series                                                                        | Steven Moffat                          | NC                 | 24 septembre 2013 (DVD)                                     |
| Rain Gods                       | 1        | 2 min        | Scènes additionnelles sur le DVD The Complete Seventh Series                                                                        | Neil Gaiman                            | NC                 | 24 septembre 2013 (DVD)                                     |
| Clara and the TARDIS            | 1        | 2 min        | Scènes additionnelles sur le DVD The Complete Seventh Series                                                                        | Steven Moffat                          | NC                 | 24 septembre 2013 (DVD)                                     |
| The Night of the Doctor         | 1        | 7 min        | Prologue de l'épisode spécial 50e anniversaire Le Jour du Docteur                                                                   | Steven Moffat                          | John Hayes         | 14 novembre 2013 (web)                                      |
| The Last Day                    | 1        | 3 min        | Prologue de l'épisode spécial 50e anniversaire Le Jour du Docteur                                                                   | Steven Moffat                          | Jamie Stone        | 21 novembre 2013 (web)                                      |
| Prologue                        | 1        | 2 min        | 1er prologue de l'épisode Le Magicien et son disciple                                                                               | Steven Moffat                          | Hettie MacDonald   | 11 septembre 2015                                           |
| The Doctor's Meditation         | 1        | 6 min        | 2e prologue de l'épisode Le Magicien et son disciple                                                                                | Steven Moffat                          | Ed Bazalgette      | 15 septembre 2015                                           |
| Friend from the Future          | 1        | 2 min        | Présentation de Bill Potts, nouvelle compagne pendant la Saison 10                                                                  | Steven Moffat                          | Lawrence Gough     | 23 avril 2016                                               |
| Looking for Pudsey              | 1        | 10 min       | Children in Need Special | NC                                     | Ed Bye             | 18 novembre 2016                                            |
| The Doctor needs YOUR help!     | 1        | 1 min        | Comic Relief Special | Chris Chibnall                         | NC                 | 15 mars 2019                                                |
| Welcome to the TARDIS...        | 1        | 25 sec       | Présentation de Dan Lewis, nouveau compagnon pendant la Saison 13                                                                   | Chris Chibnall                         | NC                 | 1er janvier 2021                                            |
| 2020: The Movie                 | 1        | 4 min        | Comic Relief Special | NC                                     | NC                 | 19 mars 2021                                                |
| The Flux is Coming...           | 1        | 20 sec       | Prologue de Flux | NC                                     | NC                 | 9 octobre 2021                                              |